# Liste in der Sowjetischen Besatzungszone und der DDR errichteter Sakralbauten
Die Liste in der Sowjetischen Besatzungszone und der DDR errichteter Sakralbauten führt Kirchengebäude und andere Sakralbauwerke auf, die von 1945 bis 1990 in der Sowjetischen Besatzungszone, dem sowjetischen Sektor von Berlin und in der Deutschen Demokratischen Republik errichtet wurden. Sie entstanden als Neubauten oder durch Umbau bereits bestehender profaner Gebäude.

## Sowjetische Besatzungszone

### 1945–1949
Die Liste erhebt keinen Anspruch auf Vollständigkeit.
| Baubeginn     | Einweihung    | ENW    | Ort                             | Konfession                | Art, Name                               | Bemerkungen, Bild (interner Wiki-Link)               |
| ------------- | ------------- | ------ | ------------------------------- | ------------------------- | --------------------------------------- | ---------------------------------------------------- |
| 1945          | 1945          |        | Beelitz                         | römisch-katholisch        | Kapelle Heilig Geist                    |                                                      |
|               | 8. Dez. 1946  | [ 1 ]  | Bad Wilsnack                    | römisch-katholisch        | Kapelle Herz Mariä                      | Die Kapelle wurde 1996 aufgegeben. abgerissen?       |
| 1946          | 1946          | [ 2 ]  | Michendorf                      | römisch-katholisch        | Kapelle St. Josef                       |                                                      |
|               | 3. Apr. 1947  |        | Hohenmölsen                     | römisch-katholisch        | Kirche St. Marien                       | → Bild                                               |
|               | 8. Sep. 1947  | [ 3 ]  | Lenzen                          | römisch-katholisch        | Kapelle                                 | wurde 1991 aufgegeben.                               |
|               | 1947          |        | Möser                           | römisch-katholisch        | Barackenkapelle                         |                                                      |
|               | 1947          |        | Rerik                           | römisch-katholisch        | Kapelle Maria Meeresstern               |                                                      |
| 1947          | 29. Juni 1947 | [ 4 ]  | Röbel                           | römisch-katholisch        | Kapelle Maria Königin des Friedens      | Am 17. Juni 1995 aufgegeben, da Neubau einer Kirche. |
|               | 1947          | [ 5 ]  | Rostock, Ortsteil Reutershagen  | evangelisch-lutherisch    | Luther-Kirche                           |                                                      |
|               | 1947          |        | Sandau                          | römisch-katholisch        | Kapelle                                 | im Schloss Sandau                                    |
|               | 1947          | [ 6 ]  | Schleiz                         | römisch-katholisch        | Notkirche St. Paulus                    | 1990 aufgegeben. abgerissen?                         |
| 1947          | 1947          | [ 7 ]  | Dreilützow                      | römisch-katholisch        | Kapelle St. Josef                       |                                                      |
| 1948          | 1948          | [ 8 ]  | Auma                            | römisch-katholisch        | Kapelle St. Marien                      |                                                      |
|               | 1948          |        | Berlin, Ortsteil Friedrichshain | evangelisch-methodistisch | Christus-Kirche                         | Geschenk aus Schweden                                |
|               | 15. Feb. 1948 | [ 9 ]  | Burkhardtsdorf                  | evangelisch-lutherisch    | Kirche St. Michael                      |                                                      |
|               | 1948          | [ 10 ] | Eisfeld                         | römisch-katholisch        | Barackenkirche                          |                                                      |
|               | 1948          | [ 11 ] | Halberstadt                     | römisch-katholisch        | Kapelle der Karmelitinnen               |                                                      |
|               | 1948          |        | Hohen Neuendorf                 | römisch-katholisch        | Kirche St. Judas Thaddäus               |                                                      |
|               | 1948          | [ 12 ] | Kleinmachnow                    | römisch-katholisch        | Notkirche St. Thomas Morus              | 28. April 1991 letzter Gottesdienst, dann Neubau.    |
|               | 1948          | [ 13 ] | Leegebruch                      | evangelisch-lutherisch    | Kirche                                  |                                                      |
|               | 1948          | [ 14 ] | Lehnin                          | römisch-katholisch        | Kirche Heilige Familie                  |                                                      |
| 1948          | 9. Mai 1948   | [ 15 ] | Schildow                        | römisch-katholisch        | Kirche St. Katharinen                   |                                                      |
|               | 22. Aug. 1948 | [ 16 ] | Schkopau                        | römisch-katholisch        | Kirche St. Anna                         |                                                      |
| Jan. 1948     | Dez. 1948     | [ 17 ] | Wilthen                         | römisch-katholisch        | Kapelle St. Barbara                     |                                                      |
|               | 19. Dez. 1948 | [ 18 ] | Rodewisch                       | römisch-katholisch        | Kapelle                                 | aus Werkstatt umgebaut                               |
| 21. Sep. 1948 | 25. Sep. 1949 | [ 19 ] | Berlin, Ortsteil Friedrichshain | evangelisch-lutherisch    | Offenbarungskirche                      | Bartning-Notkirche → Bild                            |
| 1948          | 28. März 1949 | [ 20 ] | Köthen                          | römisch-katholisch        | Kirche St. Anna                         |                                                      |
|               | 1949          |        | Seelingstädt                    | römisch-katholisch        | Kapelle St. Maria, Mutter vom guten Rat |                                                      |

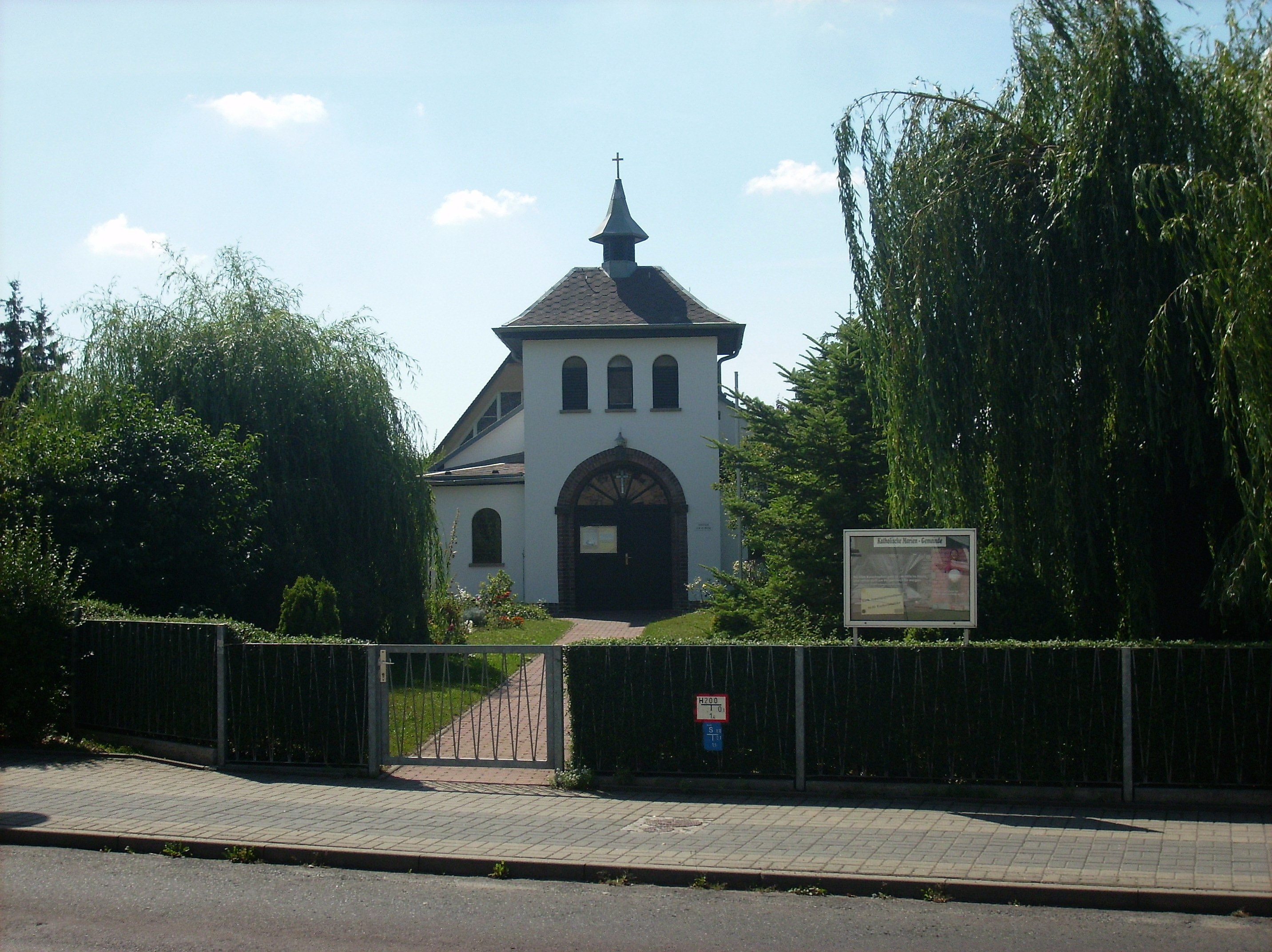
Katholische Marienkirche in Hohenmölsen (2009)
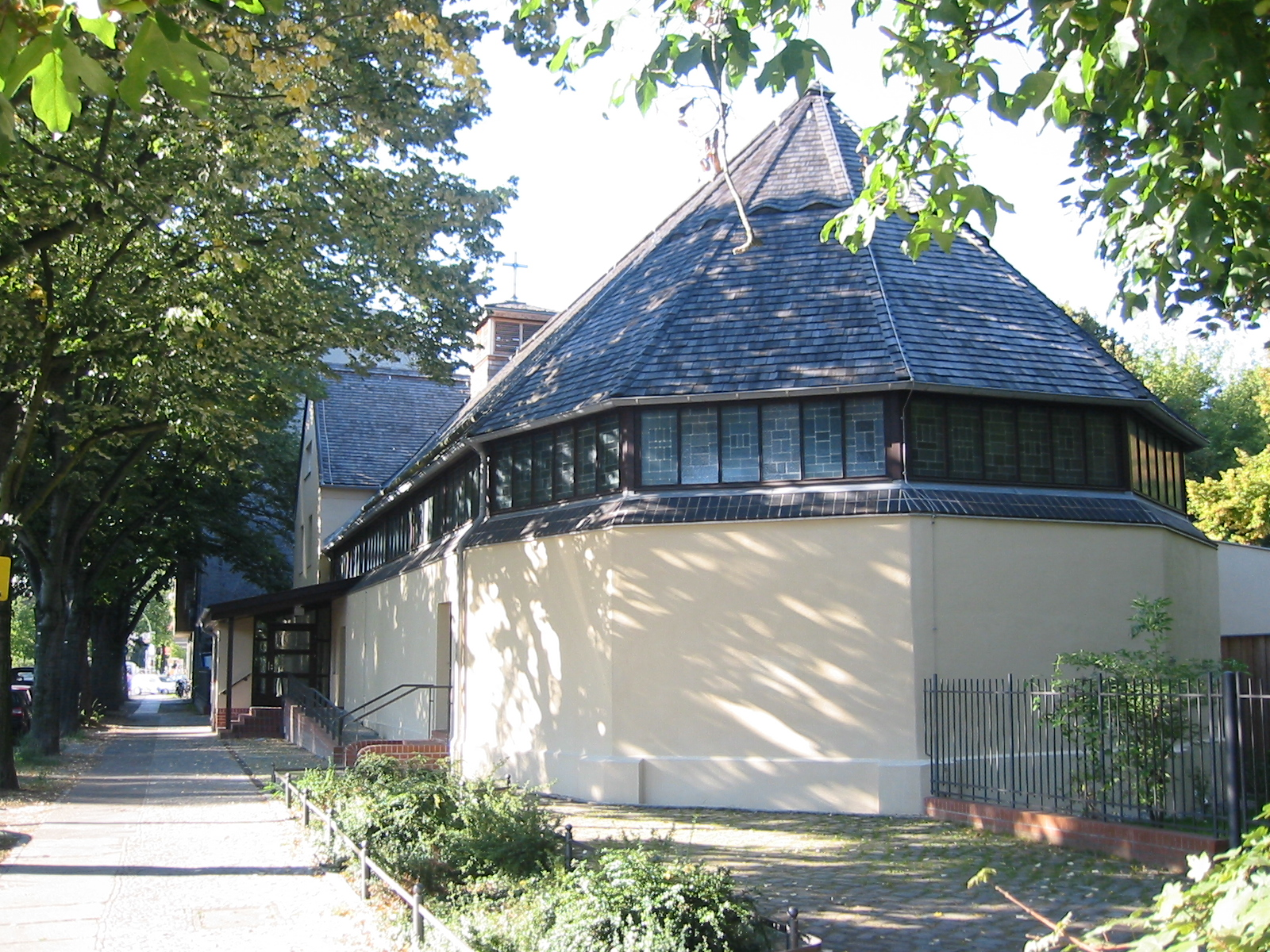
Offenbarungskirche (Berlin-Friedrichshain) (2006)

## DDR
Die Listen erheben keinen Anspruch auf Vollständigkeit.

### 1949–1959
| Baubeginn     | Einweihung    | ENW             | Ort                                        | Konfession                | Art, Name                                                        | Bemerkungen, Bild (Wiki-Link)                                                       |
| ------------- | ------------- | --------------- | ------------------------------------------ | ------------------------- | ---------------------------------------------------------------- | ----------------------------------------------------------------------------------- |
| 1949          | 1949          | [ 21 ]          | Breitungen/Werra                           | römisch-katholisch        | Kapelle St. Marien                                               | am 9. Nov. 2012 letzte Messe. profaniert? abgerissen?                               |
| 1949          | 1949          |                 | Dresden, Stadtteil Löbtau                  | evangelisch-lutherisch    | Friedenskirche                                                   | Otto-Bartning-Kirche                                                                |
| 1949          | 16. Okt. 1949 | [ 22 ]          | Ichtershausen                              | römisch-katholisch        | Kirche St. Mariä Himmelfahrt                                     |                                                                                     |
| 30. Juni 1949 | 18. Dez. 1949 | [ 23 ]          | Raguhn                                     | römisch-katholisch        | Kirche St. Michael                                               |                                                                                     |
| 1949          | 1949          |                 | Serbitz                                    | römisch-katholisch        | Kirche                                                           |                                                                                     |
| 1949          | 1949          | [ 24 ]          | Sohland an der Spree                       | römisch-katholisch        | Kapelle                                                          |                                                                                     |
|               | 1950          |                 | Altenburg                                  | römisch-katholisch        | Kirche Erscheinung des Herrn                                     |                                                                                     |
| 1949          | Okt. 1950     | [ 25 ]          | Dömitz                                     | römisch-katholisch        | Kirche Maria Rosenkranzkönigin                                   | Einweihung einer neuen Kirche am 3. Sept. 2000                                      |
|               | 1950          |                 | Erfurt                                     | evangelisch               | Cyriakkapelle                                                    | Otto-Bartning-Kirche (Diasporakapelle)                                              |
|               | 29. Okt. 1950 |                 | Forst                                      | evangelisch-lutherisch    | Johann-Sebastian-Bach-Kirche                                     | Otto-Bartning-Kirche                                                                |
|               | 1950          | [ 26 ]          | Kleinnaundorf                              | evangelisch-lutherisch    | Friedenskapelle                                                  |                                                                                     |
|               | 1950          |                 | Leipzig, Stadtteil Anger-Crottendorf       | evangelisch-lutherisch    | Trinitatiskirche                                                 | Otto-Bartning-Kirche                                                                |
|               | 1950          | [ 27 ]          | Meerane                                    | römisch-katholisch        | Kirche Mutterschaft Mariens                                      | 1963 baupolizeilich gesperrt                                                        |
|               | 1950          |                 | Meßdorf                                    | römisch-katholisch        | Kirche Heilige Maria von der Verkündigung                        |                                                                                     |
|               | 1950          |                 | Pogreß                                     | römisch-katholisch        | Kapelle Mariä Geburt                                             |                                                                                     |
|               | 1950          |                 | Richtenberg                                | römisch-katholisch        | Kapelle                                                          |                                                                                     |
|               | 1950          |                 | Rostock                                    | evangelisch-lutherisch    | Kirche St. Johannis                                              | Otto-Bartning-Kirche, → Bild                                                        |
| 19. Nov. 1949 | 9. Juli 1950  | [ 28 ]          | Salza                                      | evangelisch-lutherisch    | Justus-Jonas-Kirche                                              | Otto-Bartning-Kirche                                                                |
| 1949          | 25. März 1950 | [ 29 ]          | Stahnsdorf                                 | römisch-katholisch        | Kirche Mariä Verkündigung                                        |                                                                                     |
|               | 1950          | [ 30 ]          | Zingst                                     | römisch-katholisch        | Kapelle St. Michael                                              |                                                                                     |
| 1949          | 1951          | [ 31 ]          | Wildgrube                                  | simultan                  | Dorfkirche                                                       | → Bild                                                                              |
|               | 1951          |                 | Ahrenshoop                                 | evangelisch-lutherisch    | Schifferkirche                                                   | → Bild                                                                              |
|               | 1951          |                 | Aue                                        | evangelisch-lutherisch    | Kapelle                                                          |                                                                                     |
| 1951          | 1951          |                 | Gröbers                                    | römisch-katholisch        | Kirche St. Marien                                                | vermutlich 1951 eingeweiht                                                          |
|               | 1951          |                 | Ottleben                                   | römisch-katholisch        | Kirche St. Johannes Baptist                                      |                                                                                     |
|               | 1951          |                 | Chemnitz, Stadtteil Borna                  | evangelisch-lutherisch    | Gnadenkirche                                                     | Otto-Bartning-Kirche                                                                |
|               | 1951          |                 | Calvörde                                   | römisch-katholisch        | Kirche Heilig Kreuz                                              | → Bild                                                                              |
|               | 1951          |                 | Merzdorf                                   | evangelisch               | Kirche der landeskirchlichen Gemeinschaft                        |                                                                                     |
|               | 1951          |                 | Dresden, Stadtteil Tolkewitz               | evangelisch-lutherisch    | Bethlehemkirche                                                  |                                                                                     |
|               | 1951          | [ 32 ]          | Göhren                                     | evangelisch-lutherisch    | Kapelle                                                          |                                                                                     |
|               | 1951          | [ 33 ] [ 34 ]   | Holzdorf                                   | römisch-katholisch        | Kapelle St. Mariä Himmelfahrt                                    |                                                                                     |
|               | 1951          | [ 35 ]          | Hoyerswerda                                | evangelisch-lutherisch    | Lutherhaus                                                       |                                                                                     |
|               | 1951          |                 | Zwenkau                                    | römisch-katholisch        | Kirche Heilige Geist                                             | Umbau einer ehemaligen Gaststätte mit Tanzsaal                                      |
| 1950          | Sep. 1951     | [ 36 ]          | Johanngeorgenstadt                         | evangelisch-lutherisch    | Haus der Kirche                                                  | Otto-Bartning-Kirche                                                                |
|               | 1951          |                 | Königsborn                                 |                           | Friedhofskapelle                                                 |                                                                                     |
|               | 1951          | [ 37 ]          | Laage                                      | römisch-katholisch        | Kapelle Mariä Himmelfahrt                                        |                                                                                     |
|               | 1951          |                 | Leipzig                                    | protestantisch            | Adventhaus der Freikirche der Siebenten-Tags-Adventisten         |                                                                                     |
|               | 1951          | [ 38 ]          | Lodenau                                    | evangelisch-lutherisch    | Gustav-Adolf-Kirche                                              |                                                                                     |
|               | 1951          |                 | Magdeburg, Stadtteil Cracau                | römisch-katholisch        | Kirche St. Andreas                                               |                                                                                     |
|               | 1951          | [ 39 ]          | Meyenburg                                  | römisch-katholisch        | Kapelle                                                          |                                                                                     |
| 21. Sep. 1950 | 16. Sep. 1951 | [ 40 ]          | Neubrandenburg                             | evangelisch-lutherisch    | Kirche „St. Michael“                                             | Bartning-Notkirche Typ Diasporakapelle                                              |
|               | 1951          |                 | Neuhaus/Elbe                               | römisch-katholisch        | Kirche Mariä Himmelfahrt                                         |                                                                                     |
|               | 1951          | [ 41 ]          | Neu Käbelich                               | evangelisch-lutherisch    | Kapelle                                                          |                                                                                     |
|               | 1951          |                 | Piesteritz                                 | evangelisch-lutherisch    | Glaubenskirche Piesteritz                                        | [ 42 ]                                                                              |
|               | 1951          | [ 43 ]          | Raden                                      | römisch-katholisch        | Kirche St. Michael                                               |                                                                                     |
|               | 1951          |                 | Rostock, Stadtteil Dierkow                 | evangelisch-lutherisch    | Slüterhaus mit Kirchsaal                                         |                                                                                     |
|               | 1951          | [ 44 ]          | Schönberg                                  | evangelisch               | Gemeinschaftshaus der landeskirchlichen Gemeinschaft Schönberg   |                                                                                     |
|               | 1951          |                 | Schweez                                    | römisch-katholisch        | Kapelle St. Bonifatius                                           |                                                                                     |
|               | 1951          | [ 45 ]          | Schwerin, Stadtteil Neumühle               | evangelisch-lutherisch    | Kapelle                                                          |                                                                                     |
|               | 1951          | [ 46 ]          | Sedlitz, Ortsteil Anna-Mathilde            | römisch-katholisch        | Kirche St. Mariä Himmelfahrt                                     | Nachfolgebau für die 1945 kriegszerstörte St.-Bonifatius-Kirche                     |
|               | 1951          |                 | Stralsund                                  | evangelisch-lutherisch    | Friedenskirche                                                   | Otto-Bartning-Kirche                                                                |
| Apr. 1950     | 28. Okt. 1951 | [ 47 ]          | Straupitz                                  | römisch-katholisch        | Kapelle St. Joseph                                               | am 16. November 2024 profaniert                                                     |
|               | 1951          |                 | Tautenhain                                 | römisch-katholisch        | Kapelle St. Maria                                                |                                                                                     |
|               | 1951          |                 | Walbeck                                    | römisch-katholisch        | Kapelle                                                          |                                                                                     |
|               | 1951          |                 | Weimar                                     | adventistisch             | Adventhaus                                                       |                                                                                     |
|               | 1951          |                 | Wismar                                     | evangelisch-lutherisch    | Neue Kirche                                                      | Otto-Bartning-Kirche                                                                |
|               | 1951          |                 | Zarrentin am Schaalsee                     | römisch-katholisch        | Kirche Herz Jesu                                                 |                                                                                     |
|               | 1952          | [ 49 ]          | Alt Meteln                                 | römisch-katholisch        | Kirche Mariä Himmelfahrt                                         |                                                                                     |
|               | 1952          | [ 50 ]          | Oberschlema                                | evangelisch-lutherisch    | Haus der Kirche                                                  | Otto-Bartning-Kirche                                                                |
|               | 1952          | [ 51 ]          | Barleben                                   | römisch-katholisch        | Kapelle Heilig Geist                                             |                                                                                     |
|               | 1952          |                 | Barneberg                                  | römisch-katholisch        | Kirche St. Josef                                                 | Letzte Hl. Messe 2007, 2010 verkauft.                                               |
|               | 1952          |                 | Brandenburg an der Havel, Stadtteil Görden | römisch-katholisch        | Kirche St. Elisabeth                                             |                                                                                     |
|               | 1952          |                 | Damgarten                                  | römisch-katholisch        | Kirche St. Christophorus                                         |                                                                                     |
|               | Dez. 1952     | [ 52 ]          | Demitz-Thumitz                             | evangelisch-lutherisch    | Christuskirche                                                   |                                                                                     |
|               | 1952          |                 | Erfurt                                     | jüdisch                   | Neue Synagoge                                                    |                                                                                     |
| 15. Juli 1952 | 26. Nov. 1952 | [ 53 ]          | Frauenwald                                 | neuapostolisch            | Kirche                                                           | Am 20. Juni 2021 entwidmet                                                          |
|               | 1952          | [ 54 ]          | Großbeeren                                 | römisch-katholisch        | Kapelle St. Joseph                                               |                                                                                     |
|               | 1952          |                 | Halbendorf                                 | evangelisch-lutherisch    | Kirche                                                           | → Bild                                                                              |
| 1952          | 21. Dez. 1952 | [ 55 ]          | Heinersdorf                                | evangelisch-lutherisch    | Kapelle                                                          |                                                                                     |
| 1951          | 3. Okt. 1952  |                 | Hundeluft                                  | römisch-katholisch        | Kirche Mariä Himmelfahrt                                         | am 19. Oktober 2024 profaniert                                                      |
|               | 1952          |                 | Kerkwitz                                   | evangelisch-lutherisch    | Gustav-Adolf-Kirche                                              |                                                                                     |
|               | 1952          | [ 56 ]          | Leippe-Torno                               | evangelisch-lutherisch    | Dorfkirche Torno                                                 |                                                                                     |
|               | 1952          |                 | Leipzig, Stadtteil Wahren                  | römisch-katholisch        | Dominikanerkloster St. Albert                                    | → Bild                                                                              |
|               | 1952          | [ 57 ]          | Matgendorf                                 | römisch-katholisch        | Kirche Heilige Familie                                           |                                                                                     |
|               | 1952          |                 | Meiningen                                  | evangelisch-lutherisch    | Kirchsaalgebäude der Kirche Zum heiligen Kreuz                   | Vorgängerbau der 1978 geweihten neuen Kirche.                                       |
| 1950          | 1952          |                 | Neumark                                    | römisch-katholisch        | Kirche St. Heinrich                                              | Neubau nach Kriegszerstörung der Vorgängerkirche                                    |
| Okt. 1951     | 30. Nov. 1952 | [ 58 ]          | Piesteritz                                 | evangelisch-lutherisch    | Glaubenskirche                                                   |                                                                                     |
| 1948          | 1952          | [ 59 ]          | Schwaan                                    | römisch-katholisch        | Kirche St. Josef                                                 |                                                                                     |
|               | 1952          | [ 60 ]          | Sonneberg, Stadtteil Köppelsdorf           | römisch-katholisch        | Kapelle                                                          |                                                                                     |
|               | 1952          | [ 61 ]          | Stotternheim                               | römisch-katholisch        | Kirche St. Marien                                                |                                                                                     |
|               | 24. Mai 1952  | [ 62 ]          | Wiesenburg                                 | römisch-katholisch        | Kirche St. Elisabeth                                             |                                                                                     |
| 1951          | 26. Apr. 1952 | [ 63 ]          | Zwenkau                                    | römisch-katholisch        | Kirche Heilig Geist                                              |                                                                                     |
|               | 1953          |                 | Bollensdorf                                | evangelisch               | Dorfkirche                                                       |                                                                                     |
|               | 1953          |                 | Apenburg                                   | römisch-katholisch        | Kapelle                                                          |                                                                                     |
|               | 1953          | [ 64 ]          | Aue-Bad Schlema, Ortsteil Oberschlema      | evangelisch-lutherisch    | Auferstehungskirche                                              |                                                                                     |
|               | 1953          | [ 65 ]          | Bernitt                                    | römisch-katholisch        | Kapelle Antonius                                                 | 2007 profaniert                                                                     |
|               | 1953          |                 | Brieselang                                 | neuapostolisch            | Kirche                                                           |                                                                                     |
|               | Mai 1953      | [ 66 ]          | Buckow                                     | römisch-katholisch        | Kapelle Heilig Geist                                             |                                                                                     |
|               | 1953          | [ 67 ]          | Dassow                                     | römisch-katholisch        | Kirche St. Michael                                               |                                                                                     |
|               | 21. Juni 1953 |                 | Dommitzsch                                 | römisch-katholisch        | Kapelle Mariä Himmelfahrt                                        |                                                                                     |
| 14. Aug. 1952 | 14. Juni 1953 |                 | Eichenbarleben                             | römisch-katholisch        | Kirche St. Benedikt                                              | → Bild                                                                              |
|               | 1953          | [ 68 ]          | Eisenach                                   | evangelisch-lutherisch    | Paul-Gerhardt-Kirche                                             |                                                                                     |
|               | 1953          |                 | Geyer                                      | evangelisch-methodistisch | Auferstehungskirche                                              |                                                                                     |
|               | 1953          | [ 69 ]          | Gramzow                                    | römisch-katholisch        | Kirche Maria Frieden                                             |                                                                                     |
| 1952          | 19. Apr. 1953 |                 | Groß Rosenburg                             | römisch-katholisch        | Kirche St. Marien                                                | profaniert und verkauft                                                             |
|               | 1953          |                 | Halle                                      | jüdisch                   | Synagoge                                                         |                                                                                     |
| 28. Juli 1952 | 4. Okt. 1953  |                 | Harzgerode                                 | römisch-katholisch        | Kirche St. Johannes Baptist                                      | Profanierung 23. Juni 2022.                                                         |
|               | 1953          |                 | Hohen Neuendorf, Ortsteil Borgsdorf        | evangelisch-lutherisch    | Kirche Borgsdorf                                                 |                                                                                     |
| 1952          | 1953          | [ 70 ]          | Hoyerswerda, Ortsteil Dörgenhausen         | römisch-katholisch        | Kapelle Christus König                                           |                                                                                     |
|               | 1953          | [ 71 ]          | Jämlitz                                    | evangelisch               | Kirche St. Martin                                                |                                                                                     |
|               | 1953          | [ 62 ]          | Jeserig                                    | römisch-katholisch        | Kirche St. Josef                                                 |                                                                                     |
| 1952          | 15. Aug. 1953 |                 | Klietz                                     | römisch-katholisch        | Kirche Maria Rosenkranz                                          | → Bild Profanierung 2010.                                                           |
|               | 1953          |                 | Löcknitz                                   | römisch-katholisch        | Kapelle St. Joseph                                               |                                                                                     |
|               | 1953          | [ 72 ]          | Magdeburg, Stadtteil Rothensee             | römisch-katholisch        | Rosenkranzkapelle                                                |                                                                                     |
| 1950          | 1953          | [ 73 ]          | Mauersberg                                 | evangelisch-lutherisch    | Kreuzkapelle                                                     |                                                                                     |
|               | 1953          |                 | Neubukow                                   | römisch-katholisch        | Kirche Mariä Geburt                                              |                                                                                     |
|               | 1953          | [ 74 ]          | Vietzen                                    | evangelisch               | Kirche                                                           |                                                                                     |
|               | 1953          | [ 75 ]          | Sallgast                                   | römisch-katholisch        | Kirche St. Josef und Petrus Canasius                             |                                                                                     |
|               | 1953          |                 | Schönberg                                  | römisch-katholisch        | Kirche Heilige Maria Goretti                                     |                                                                                     |
| 20. Okt. 1951 | 2. Aug. 1953  | [ 76 ]          | Schwarze Pumpe                             | römisch-katholisch        | Kirche St. Michael                                               |                                                                                     |
|               | 14. Juni 1953 | [ 77 ]          | Schwarzheide                               | evangelisch-lutherisch    | Christuskirche                                                   |                                                                                     |
|               | 1953          | [ 78 ]          | Sondershausen                              | neuapostolisch            | Kirche                                                           |                                                                                     |
| 20. Aug. 1951 | 8. März 1953  | [ 79 ]          | Tröglitz                                   | römisch-katholisch        | Kirche Heilig Geist                                              |                                                                                     |
|               | 1953          |                 | Tucheim                                    | römisch-katholisch        | Kapelle                                                          | profaniert                                                                          |
|               | 12. Sep. 1953 | [ 80 ]          | Unterwellenborn                            | römisch-katholisch        | Kirche Herz Jesu                                                 |                                                                                     |
|               | 23. Okt. 1953 | [ 81 ]          | Müdisdorf                                  | evangelisch-lutherisch    | Friedenskirche                                                   |                                                                                     |
| 1946          | 7. Okt. 1953  | [ 82 ]          | Vieselbach                                 | römisch-katholisch        | Kirche St. Maria Rosenkranzkönigin                               |                                                                                     |
| Dez. 1952     | 1953          | [ 83 ]          | Woldegk                                    | römisch-katholisch        | Kapelle Maria Mutter des Herrn                                   | Vorgängerkapelle                                                                    |
| 1954          | 26. Dez. 1954 | [ 84 ]          | Belsdorf                                   | römisch-katholisch        | Kapelle Unsere Liebe Frau von der immerwährenden Hilfe           |                                                                                     |
|               | 1954          | [ 85 ]          | Berlin, Ortsteil Hohenschönhausen          | evangelisch               | Philippuskapelle                                                 | Landeskirchliche Gemeinschaft, → Bild                                               |
| 30. Apr. 1953 | 12. Sep. 1954 | [ 86 ]          | Böhlen                                     | römisch-katholisch        | Kirche Christus König                                            |                                                                                     |
| 9. Juli 1951  | 6. Juni 1954  | [ 87 ]          | Plauen, Stadtteil Bahnhofsvorstadt         | evangelisch-methodistisch | Erlöserkirche                                                    | → Bild                                                                              |
| 17. Juni 1954 | Okt. 1954     | [ 88 ]          | Burkhardtsgrün                             | evangelisch-lutherisch    | Kirche                                                           |                                                                                     |
|               | 24. Juli 1954 | [ 89 ]          | Karl-Marx-Stadt, Stadtteil Stelzendorf     | evangelisch-lutherisch    | Kapelle                                                          |                                                                                     |
|               | 1954          | [ 90 ]          | Demitz-Thumitz                             | römisch-katholisch        | Kirche Maria Frieden                                             | Im Dezember 2011 profaniert                                                         |
| 9. Nov. 1952  | 28. März 1954 | [ 91 ]          | Dessau                                     | römisch-katholisch        | Kirche Heiligste Dreieinigkeit                                   |                                                                                     |
|               | 1954          | [ 92 ]          | Eisenhüttenstadt                           | evangelisch-lutherisch    | Kirche                                                           | Barackenkirche, 1981 durch Kirchenneubau ersetzt.                                   |
| 1954          | 1954          | [ 93 ]          | Eisenhüttenstadt, Stadtteil Schönfließ     | römisch-katholisch        | Kirche                                                           | Diehloer Straße, durch Kirchenbaracke in der Friedensstraße ersetzt, 1990 baufällig |
|               | 28. Okt. 1954 | [ 94 ]          | Friedrichroda                              | römisch-katholisch        | Schönstatt-Kapelle                                               |                                                                                     |
|               | 1954          | [ 95 ]          | Glashütte                                  | römisch-katholisch        | Kirche St. Christophorus                                         |                                                                                     |
|               | 1954          |                 | Gotha, Stadtteil Töpfleben                 | evangelisch-lutherisch    | Lutherkapelle                                                    |                                                                                     |
|               | 1954          |                 | Langenstein                                | römisch-katholisch        | Kapelle St. Franziskus                                           |                                                                                     |
|               | 1954          | [ 96 ]          | Gresenhorst                                | römisch-katholisch        | Kapelle Zum Heiligsten Herzen Jesu und zum Heiligen Herzen Mariä |                                                                                     |
|               | 1954          | [ 97 ] [ 98 ]   | Gröditsch                                  | römisch-katholisch        | Kapelle St. Mater Maria                                          |                                                                                     |
|               | 1954          |                 | Leipzig                                    | evangelisch-freikirchlich | Kirche der Brüdergemeinde                                        |                                                                                     |
|               | 1954          | [ 99 ]          | Leipzig, Stadtteil Böhlitz-Ehrenberg       | römisch-katholisch        | Kapelle St. Hedwig                                               |                                                                                     |
|               | 1954          | [ 100 ]         | Neuendorf                                  | evangelisch               | Kirche der wahren Hoffnung                                       |                                                                                     |
| 1953          | 2. Mai 1954   | [ 101 ]         | Saalau                                     | römisch-katholisch        | Kapelle                                                          |                                                                                     |
|               | 1954          | [ 102 ]         | Schneeberg, Gemeindeteil Wolfgangmaßen     | evangelisch-lutherisch    | Haus der Kirche                                                  | Otto-Bartning-Kirche                                                                |
|               | 1954          | [ 103 ]         | Schwarzheide                               | römisch-katholisch        | Kirche Heilig Kreuz                                              |                                                                                     |
|               | 1954          | [ 104 ]         | Tangendorf                                 | evangelisch-lutherisch    | Dorfkirche                                                       |                                                                                     |
| 1954          | 1956          | [ 105 ] [ 106 ] | Sternberg                                  | römisch-katholisch        | Kirche St. Pius X.                                               |                                                                                     |
|               | 1955          |                 | Anklam                                     | evangelisch-lutherisch    | Kreuzkirche                                                      |                                                                                     |
|               | 1955          |                 | Apolda                                     | neuapostolisch            | Kirche                                                           |                                                                                     |
|               | 1955          |                 | Brandenburg an der Havel, Stadtteil Görden | evangelisch-lutherisch    | Auferstehungskirche                                              | → Bild                                                                              |
| 1953          | 1955          |                 | Chemnitz                                   | römisch-katholisch        | Kirche St. Johannes Nepomuk                                      |                                                                                     |
| 1953          | 1955          | [ 107 ]         | Chemnitz, Stadtteil Helbersdorf            | evangelisch-lutherisch    | Kapelle Heilig Geist                                             |                                                                                     |
|               | 6. Nov. 1955  | [ 108 ]         | Drebach                                    | evangelisch-methodistisch | Christuskirche                                                   |                                                                                     |
| 1953          | 23. Okt. 1955 | [ 109 ]         | Edderitz                                   | evangelisch-lutherisch    | Johann-Arndt-Kirche                                              |                                                                                     |
|               | 1955          |                 | Gielow                                     | römisch-katholisch        | Kapelle Maria Mutter des Herrn                                   |                                                                                     |
|               | 1955          |                 | Jeßnitz                                    | römisch-katholisch        | Kirche St. Norbert                                               |                                                                                     |
|               | 14. Aug. 1955 | [ 110 ]         | Kleinnaundorf                              | römisch-katholisch        | Kapelle Maria Hilf                                               | Kapelle wurde 1992 abgerissen.                                                      |
|               | 1955          | [ 112 ]         | Rastow, Gemeindeteil Kraak                 | römisch-katholisch        | Kirche Zum heiligen Herzen Mariens                               |                                                                                     |
|               | 1955          | [ 113 ]         | Kranichfeld                                | römisch-katholisch        | Kapelle St. Michael                                              |                                                                                     |
|               | 1955          |                 | Langeneichstädt                            | römisch-katholisch        | Kirche St. Bruno                                                 | → Bild                                                                              |
| 1954          | 9. Juli 1955  | [ 56 ]          | Lauta                                      | neuapostolisch            | Kirche                                                           |                                                                                     |
|               | 1955          | [ 114 ]         | Leegebruch                                 | römisch-katholisch        | Kirche St. Petrus                                                |                                                                                     |
|               | 1955          |                 | Loitz                                      | römisch-katholisch        | Kapelle St. Maria Goretti                                        |                                                                                     |
|               | 1955          |                 | Ludwigsfelde                               | evangelisch-lutherisch    | Kirche St. Michael                                               |                                                                                     |
|               | 1955          | [ 115 ]         | Pulsen                                     | römisch-katholisch        | Kapelle Heilige Dreifaltigkeit                                   |                                                                                     |
|               | 1955          | [ 116 ]         | Quellendorf                                | römisch-katholisch        | Kapelle Maria Königin                                            |                                                                                     |
|               | 1955          | [ 117 ]         | Schneeberg                                 | römisch-katholisch        | Kirche St. Pius X.                                               |                                                                                     |
| 1953          | 1955          | [ 118 ]         | Schwanheide                                | evangelisch-lutherisch    | Kapelle                                                          |                                                                                     |
|               | 1955          |                 | Wettin                                     | römisch-katholisch        | Kirche St. Petrus                                                |                                                                                     |
| 19. Apr. 1954 | 27. Mai 1956  | [ 119 ]         | Bad Blankenburg                            | römisch-katholisch        | Kirche St. Mariä Himmelfahrt                                     |                                                                                     |
| 1954          | 10. Juli 1956 |                 | Wolfsburg-Unkeroda                         | evangelisch-lutherisch    | Erlöserkirche                                                    |                                                                                     |
| 18. Juli 1956 | 8. Dez. 1956  | [ 120 ]         | Bad Schmiedeberg                           | römisch-katholisch        | Kirche St. Maria Regina Pacis                                    |                                                                                     |
| 1955          | 1956          | [ 121 ]         | Beestland                                  | evangelisch-lutherisch    | Kapelle                                                          |                                                                                     |
|               | 1956          |                 | Bismark                                    | römisch-katholisch        | Kirche Heilig Kreuz                                              |                                                                                     |
| 1954          | 1956          | [ 122 ]         | Camburg                                    | römisch-katholisch        | Kirche St. Mariä Himmelfahrt                                     |                                                                                     |
| 3. Apr. 1954  | 6. Dez. 1956  | [ 123 ]         | Deutzen                                    | römisch-katholisch        | Kirche St. Konrad                                                | → Bild                                                                              |
| 12. Juni 1955 | 20. Nov. 1956 | [ 124 ]         | Erfurt, Stadtteil Gispersleben             | römisch-katholisch        | Kirche St. Antonius von Padua                                    |                                                                                     |
|               | 1956          | [ 125 ]         | Glauchau                                   | römisch-katholisch        | Kirche Mariä Himmelfahrt                                         |                                                                                     |
|               | 1956          | [ 126 ]         | Greußen                                    | römisch-katholisch        | Kirche 7 Schmerzen Mariä                                         |                                                                                     |
| 16. Okt. 1954 | 22. Dez. 1956 | [ 127 ]         | Gröditz                                    | römisch-katholisch        | Kirche Maria Königin des Friedens                                |                                                                                     |
| 5. Dez. 1954  | 19. Aug. 1956 | [ 128 ]         | Herrnhut                                   | römisch-katholisch        | Kirche St. Bonifatius                                            |                                                                                     |
|               | 1956          |                 | Hessen                                     | römisch-katholisch        | Kapelle                                                          |                                                                                     |
| 1953          | 1956          | [ 129 ]         | Temnitzquell, Ortsteil Katerbow            | evangelisch               | Dorfkirche                                                       |                                                                                     |
|               | 1956          |                 | Leipzig, Stadtteil Plagwitz                | neuapostolisch            | Kirche                                                           |                                                                                     |
| Sep. 1955     | 2. Sep. 1956  |                 | Löbnitz                                    | römisch-katholisch        | Kirche Christ König                                              | → Bild                                                                              |
|               | 1956          |                 | Lübbenau                                   | römisch-katholisch        | Kirche St. Maria Verkündigung                                    |                                                                                     |
|               | 1956          |                 | Magdeburg, Stadtteil Nordwest              | evangelisch               | Kreuzkirche                                                      |                                                                                     |
|               | 1956          | [ 130 ]         | Ohrdruf                                    | römisch-katholisch        | Kirche St. Petrus                                                |                                                                                     |
| 26. Juli 1955 | 9. Sep. 1956  | [ 131 ]         | Osterhausen, Ortsteil Sittichenbach        | römisch-katholisch        | Kirche St. Marien                                                |                                                                                     |
| 1955          | 10. Mai 1956  | [ 132 ]         | Thalheim/Erzgeb.                           | römisch-katholisch        | Kirche Heilig Geist                                              |                                                                                     |
| 1955          | 1956          |                 | Zwochau                                    | römisch-katholisch        | Kirche Heilige Dreifaltigkeit                                    | ursprünglich „St. Pius X.“                                                          |
|               | 1957          |                 | Bad Düben                                  | römisch-katholisch        | Kirche Heilige Familie                                           |                                                                                     |
|               | 1957          |                 | Bad Freienwalde                            | evangelisch               | Malche-Kirche                                                    |                                                                                     |
| 1956          | 2. Juni 1957  |                 | Bad Lauchstädt                             | römisch-katholisch        | Kapelle St. Maria Regina                                         | 1994 durch Maria-Königin-Kirche ersetzt                                             |
|               | 1957          |                 | Cottbus, Ortsteil Dissenchen               | evangelisch-lutherisch    | Kirche                                                           |                                                                                     |
|               | 20. Nov. 1957 | [ 133 ]         | Eibenstock                                 | katholisch                | Kapelle St. Joseph                                               |                                                                                     |
|               | 8. Dez. 1957  | [ 134 ]         | Ferchland                                  | römisch-katholisch        | Kapelle                                                          |                                                                                     |
|               | 22. Apr. 1957 | [ 135 ]         | Ferchland                                  | römisch-katholisch        | Kapelle St. Pius X.                                              |                                                                                     |
|               | 1957          |                 | Hasselfelde                                | römisch-katholisch        | Kapelle Maria vom heiligen Rosenkran                             |                                                                                     |
|               | 1957          |                 | Hornhausen                                 | römisch-katholisch        | Kirche „Heilig Kreuz“                                            |                                                                                     |
|               | 31. März 1957 |                 | Konau                                      | evangelisch-lutherisch    | Kapelle St. Lukas                                                |                                                                                     |
|               | 1957          | [ 136 ]         | Leisnig                                    | römisch-katholisch        | Kirche Don Bosco                                                 |                                                                                     |
| 1954          | 1957          | [ 137 ]         | Levitzow                                   | katholisch                | Kirche Unbefleckte Empfängnis Mariens                            | → Bild                                                                              |
|               | 1957          |                 | Löbejün                                    | römisch-katholisch        | Kirche St. Joseph                                                |                                                                                     |
| 2. Mai 1954   | 28. Apr. 1957 |                 | Lubmin                                     | evangelisch-lutherisch    | Petrikirche                                                      |                                                                                     |
|               | 1957          |                 | Lübtheen                                   | römisch-katholisch        | Kirche Herz Jesu                                                 |                                                                                     |
|               | 1957          |                 | Oberhof                                    | evangelisch-lutherisch    | Christuskirche                                                   | → Bild                                                                              |
|               | 1957          |                 | Rackwitz                                   | römisch-katholisch        | Kapelle St. Raphael                                              |                                                                                     |
| 1952          | Juni 1957     | [ 138 ]         | Teltow                                     | römisch-katholisch        | Kirche Sanctissima Eucharistia                                   |                                                                                     |
|               | 1957          |                 | Weimar, Stadtteil Schöndorf                | römisch-katholisch        | Kirche St. Bonifatius                                            |                                                                                     |
| 1. Aug. 1956  | 1957          |                 | Zahna                                      | römisch-katholisch        | Kirche St. Joseph                                                |                                                                                     |
| 31. Okt. 1947 | 14. Sep. 1958 |                 | Dresden, Stadtteil Trachenberge            | evangelisch-lutherisch    | Weinbergskirche                                                  | → Bild                                                                              |
| 1955          | 21. Feb. 1958 |                 | Hohenleipisch                              | römisch-katholisch        | Kirche St. Matthias                                              | profaniert                                                                          |
| 1957          | 25. Mai 1958  |                 | Kayna                                      | römisch-katholisch        | Kapelle                                                          | profaniert                                                                          |
|               | 1958          | [ 139 ]         | Mehltheuer                                 | evangelisch-lutherisch    | Kapelle St. Stephanus                                            |                                                                                     |
|               | 1958          |                 | Neudietendorf                              | römisch-katholisch        | Kapelle St. Raphael                                              |                                                                                     |
|               | 1958          | [ 140 ]         | Osterfeld                                  | römisch-katholisch        | Kapelle                                                          |                                                                                     |
|               | 1958          | [ 141 ]         | Ratzdorf                                   | evangelisch-lutherisch    | Fahrradkirche                                                    |                                                                                     |
|               | 1958          | [ 142 ]         | Ruhland                                    | römisch-katholisch        | Kirche St. Maria vom Sieg                                        | Am 5. Juli 2023 profaniert.                                                         |
|               | 1958          |                 | Winterstein                                | römisch-katholisch        | Kirche St. Joseph                                                |                                                                                     |
|               | 20. Dez. 1959 |                 | Annaburg                                   | römisch-katholisch        | Kirche St. Joseph                                                | Am 1. Mai 2024 profaniert.                                                          |
|               | 1959          | [ 136 ]         | Colditz                                    | römisch-katholisch        | Kapelle St. Raphaels                                             |                                                                                     |
| März 1959     | 20. Sep. 1959 | [ 143 ]         | Dorndorf                                   | römisch-katholisch        | Kirche St. Josef                                                 |                                                                                     |
|               | 5. Juli 1959  | [ 144 ]         | Freienhufen                                | katholisch                | Kapelle Maria Regina Gloriosa                                    | Am 2. Mai 2015 profaniert.                                                          |
|               | 1959          |                 | Gorgast                                    | evangelisch               | Dorfkirche                                                       |                                                                                     |
| 1958          | 28. Okt. 1959 | [ 145 ]         | Grabow                                     | römisch-katholisch        | Kapelle Maria Magdalena                                          |                                                                                     |
|               | 1959          |                 | Lüdersdorf, Ortsteil Boitin-Resdorf        | evangelisch-lutherisch    | Kapelle                                                          | Sie wurde 2020 entwidmet.                                                           |
|               | 25. Jan. 1959 | [ 147 ]         | Merseburg                                  | römisch-katholisch        | Kirche St. Ulrich                                                | Am 17. Jan. 2016 profaniert.                                                        |
|               | 1959          |                 | Mieste                                     | römisch-katholisch        | Kirche St. Elisabeth                                             | → Bild                                                                              |
| 1953          | 3. Mai 1959   | [ 148 ]         | Neustrelitz, Stadtteil Strelitz            | evangelisch-lutherisch    | Kirche St. Georg                                                 |                                                                                     |
|               | 10. Mai 1959  |                 | Ottendorf-Okrilla                          | römisch-katholisch        | Kirche St. Joseph der Werkmann                                   |                                                                                     |
|               | 26. Sep. 1959 | [ 149 ]         | Schönhausen                                | römisch-katholisch        | Kirche St. Michael                                               |                                                                                     |
|               | 1959          |                 | Stralsund                                  | römisch-katholisch        | Hauskapelle des Altenheimes                                      | Wurde in der BRD abgerissen.                                                        |

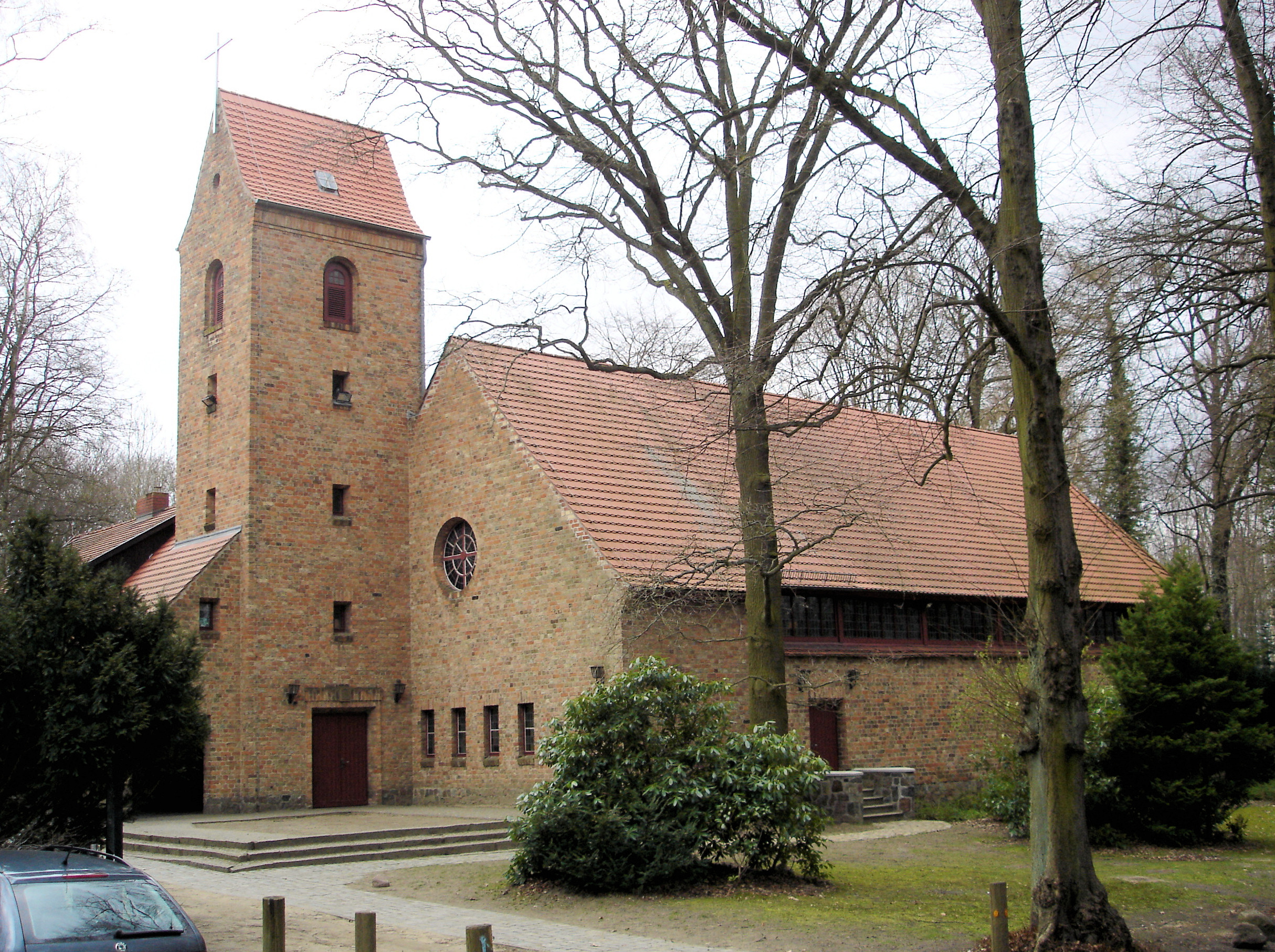
Johanniskirche in Rostock (2008)
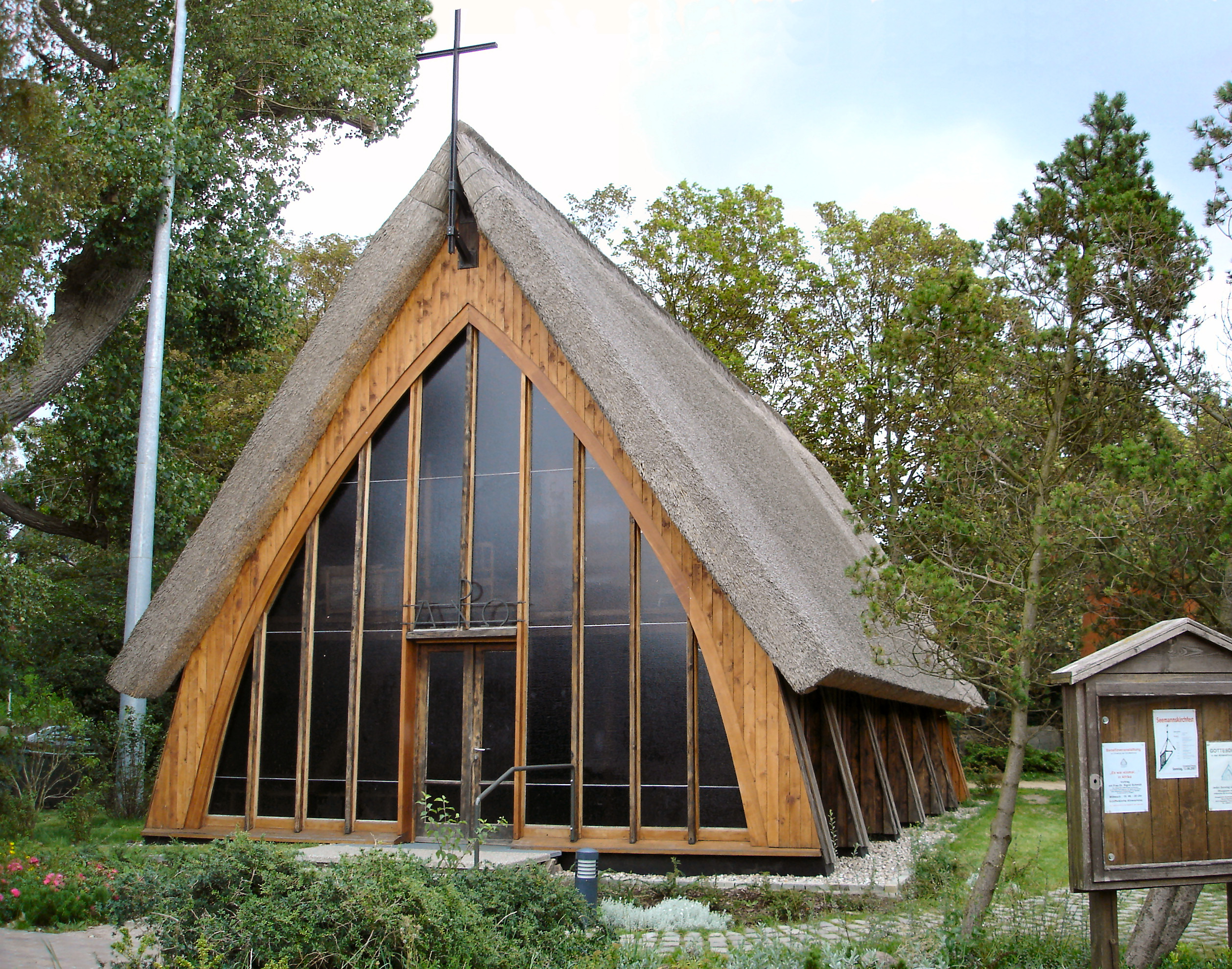
Schifferkirche in Ahrenshoop
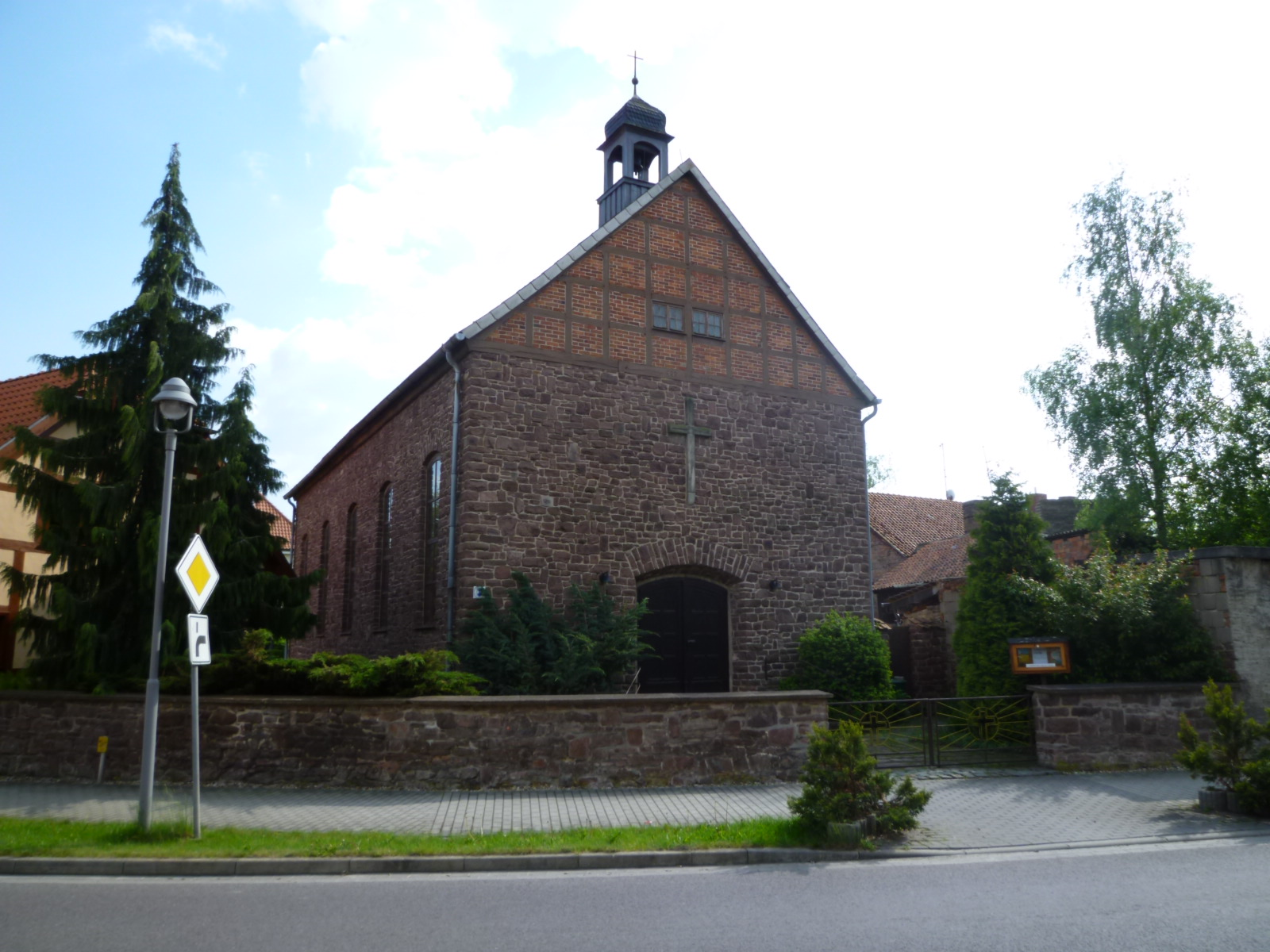
Hl.-Kreuz-Kirche in Calvörde
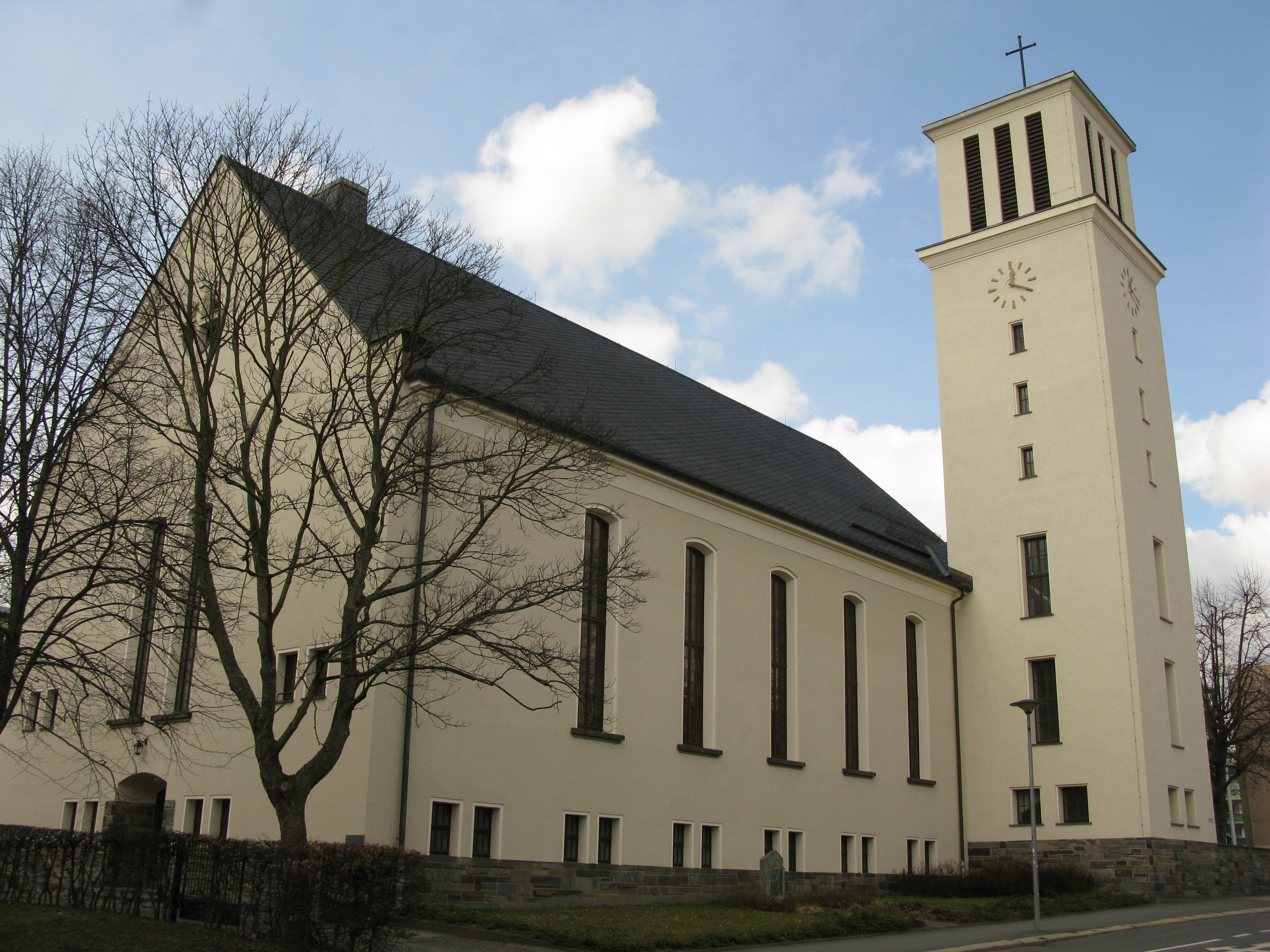
Erlöserkirche Plauen (2015)
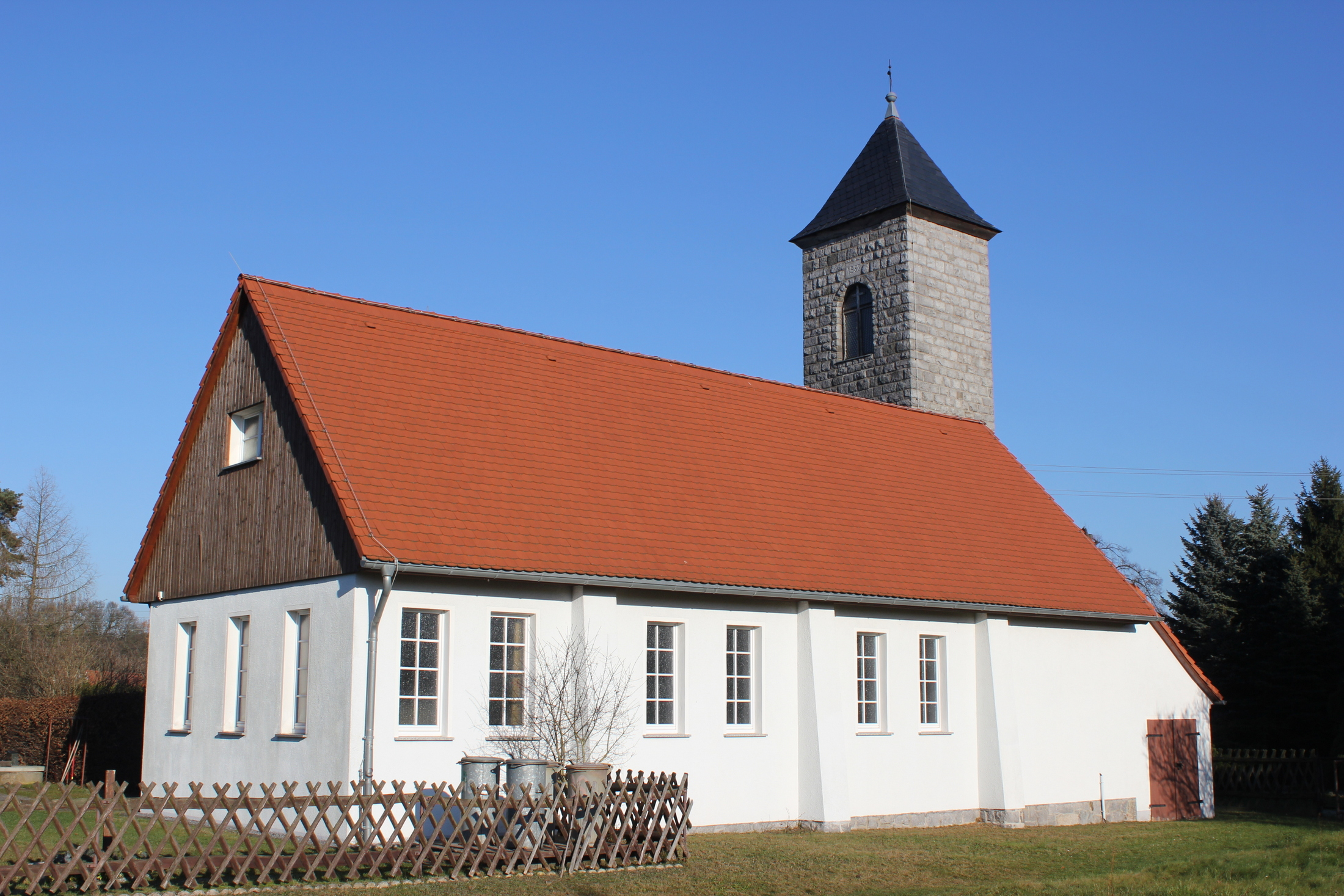
Kirche in Halbendorf
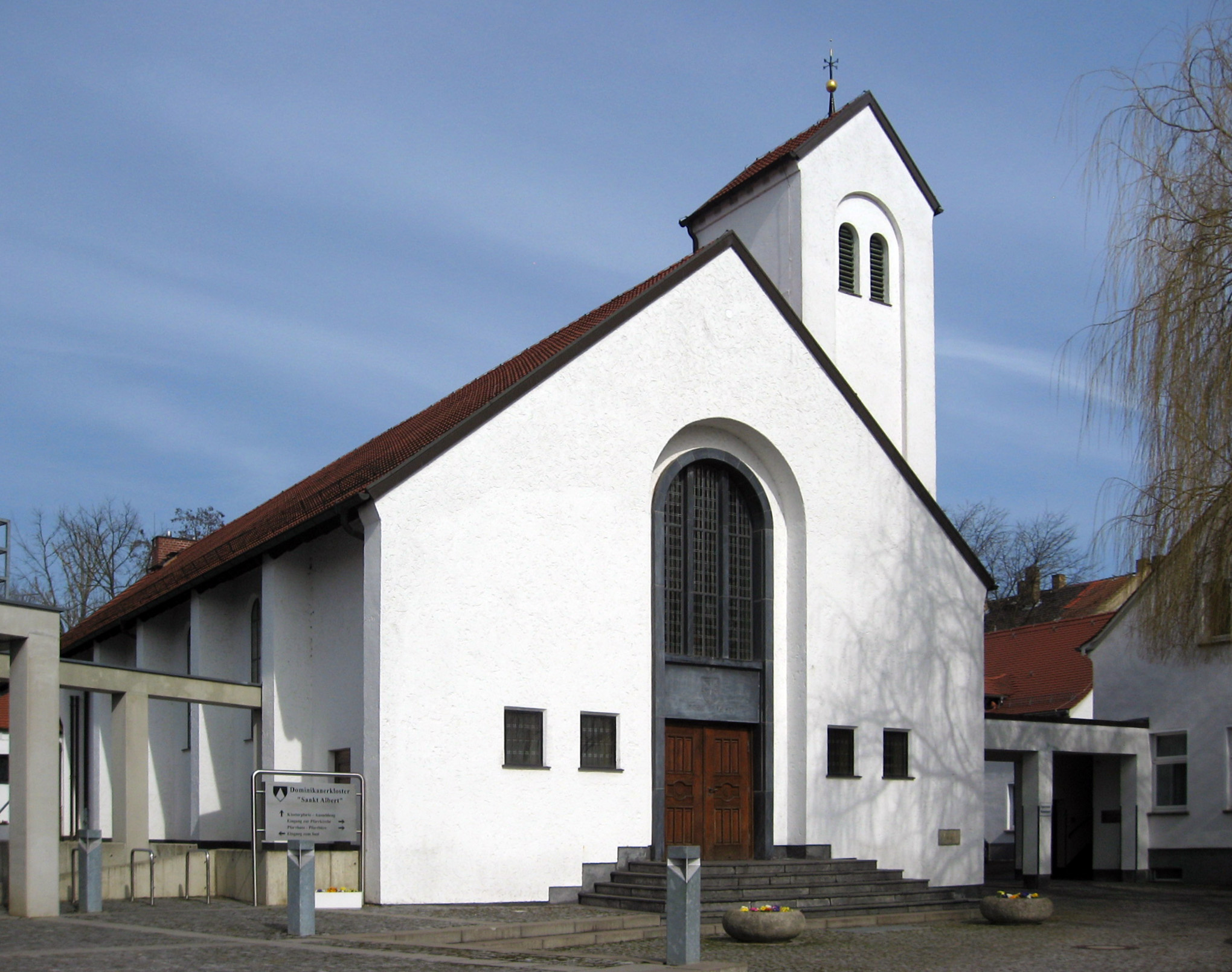
St.-Albert-Kirche in Leipzig
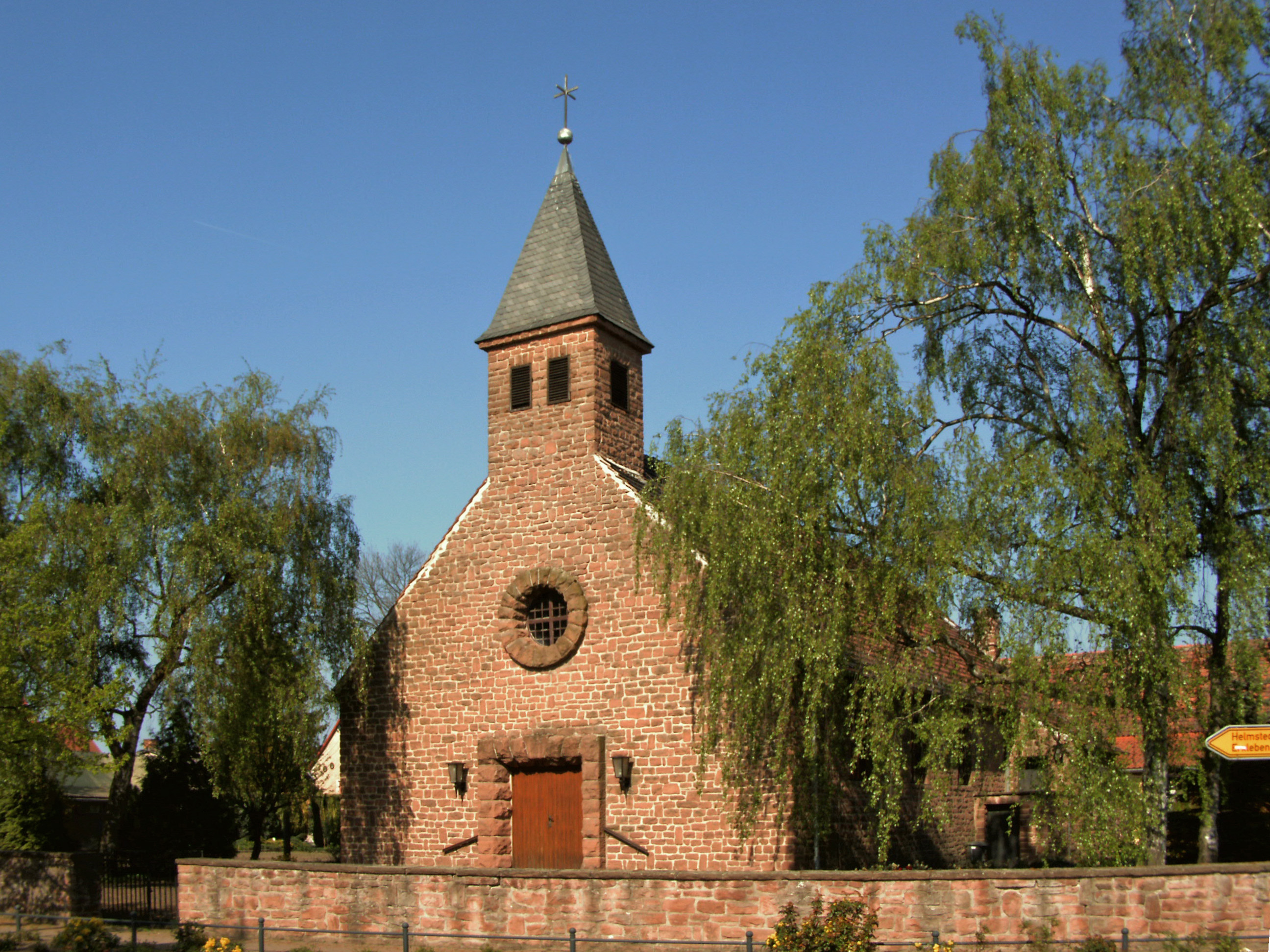
St.-Benedikt-Kirche in Eichenbarleben
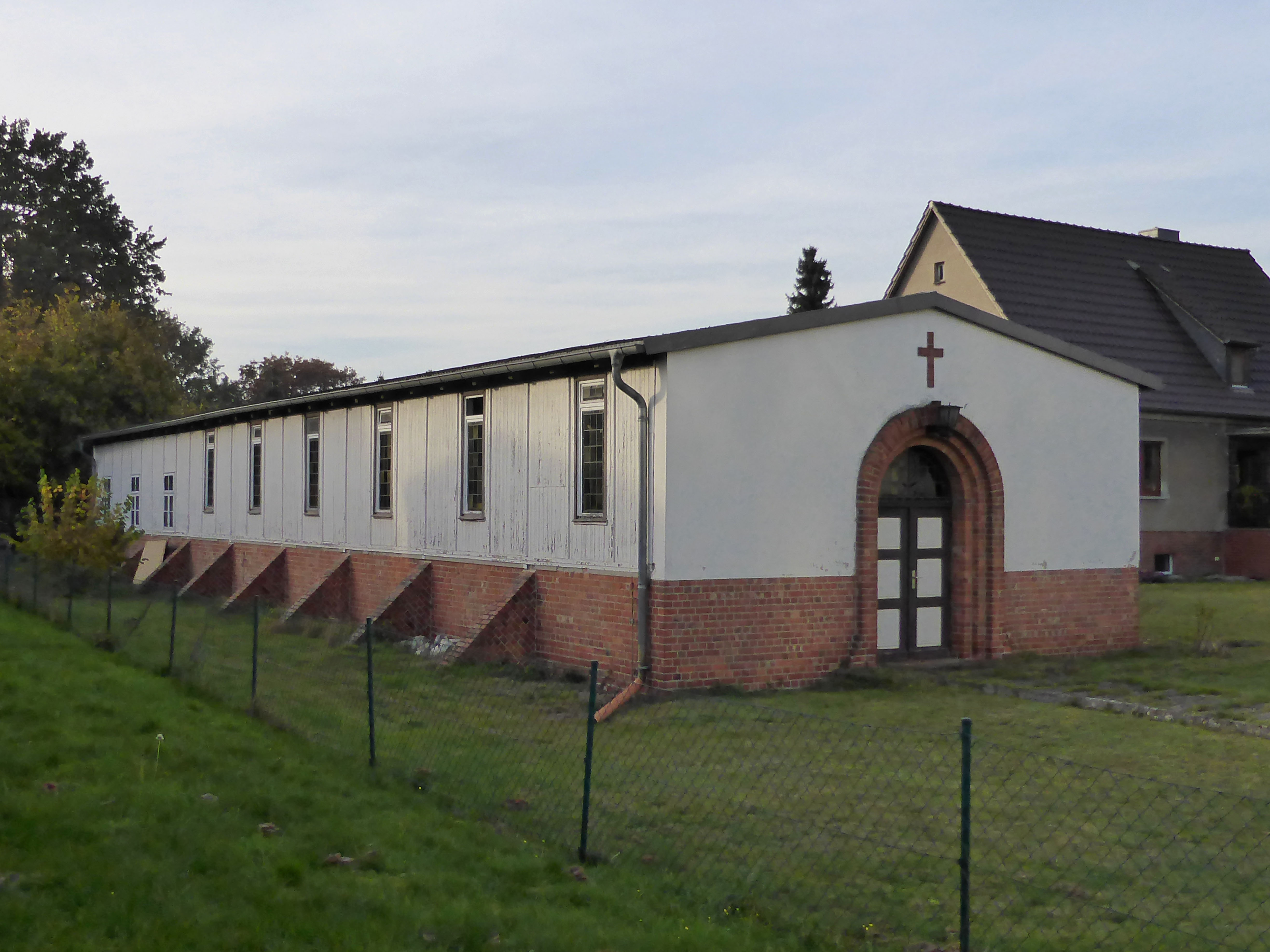
Maria-Rosenkranzkönigin-Kirche in Klietz
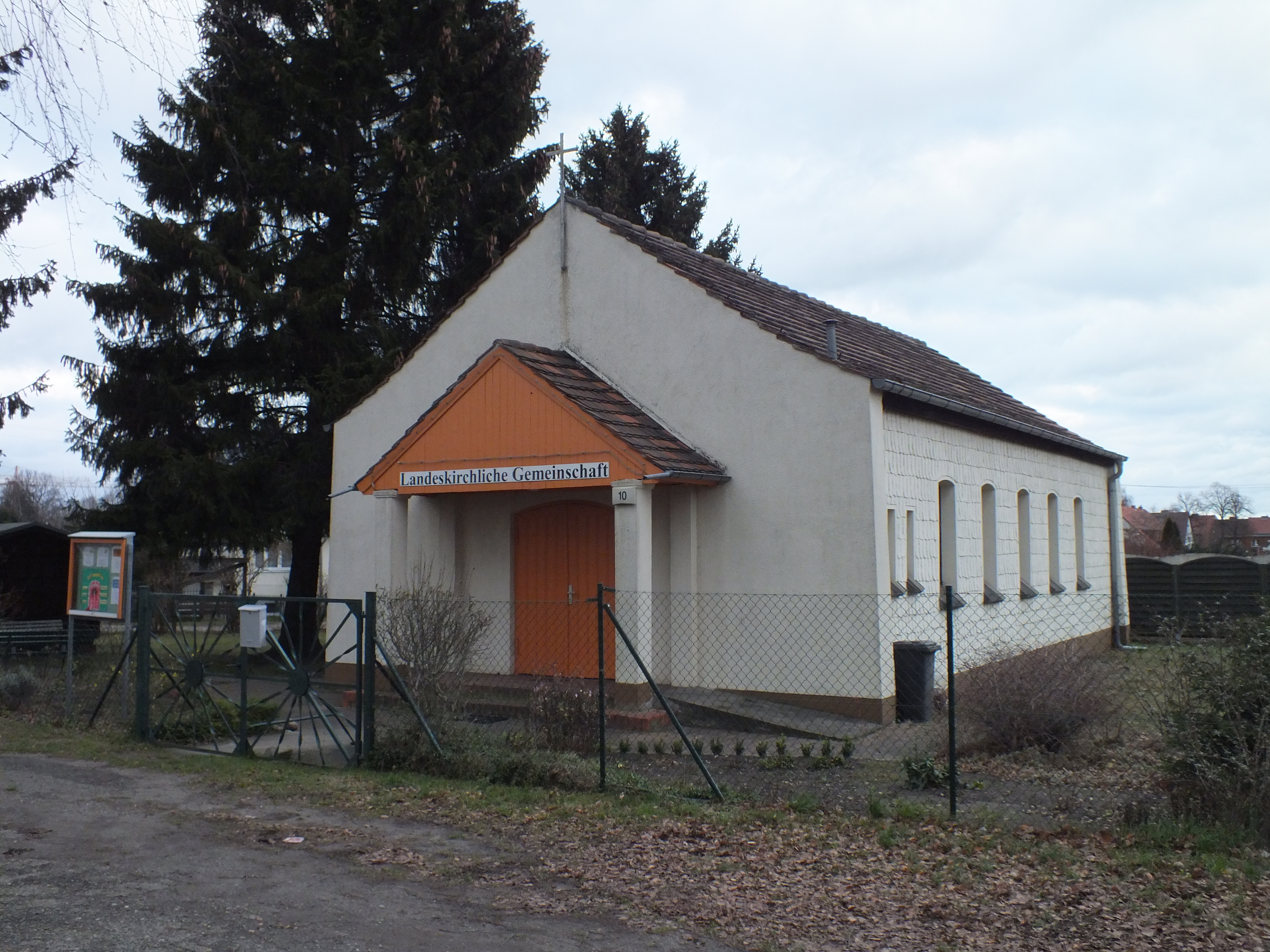
Philippus-Kapelle in Berlin-Alt-Hohenschönhausen
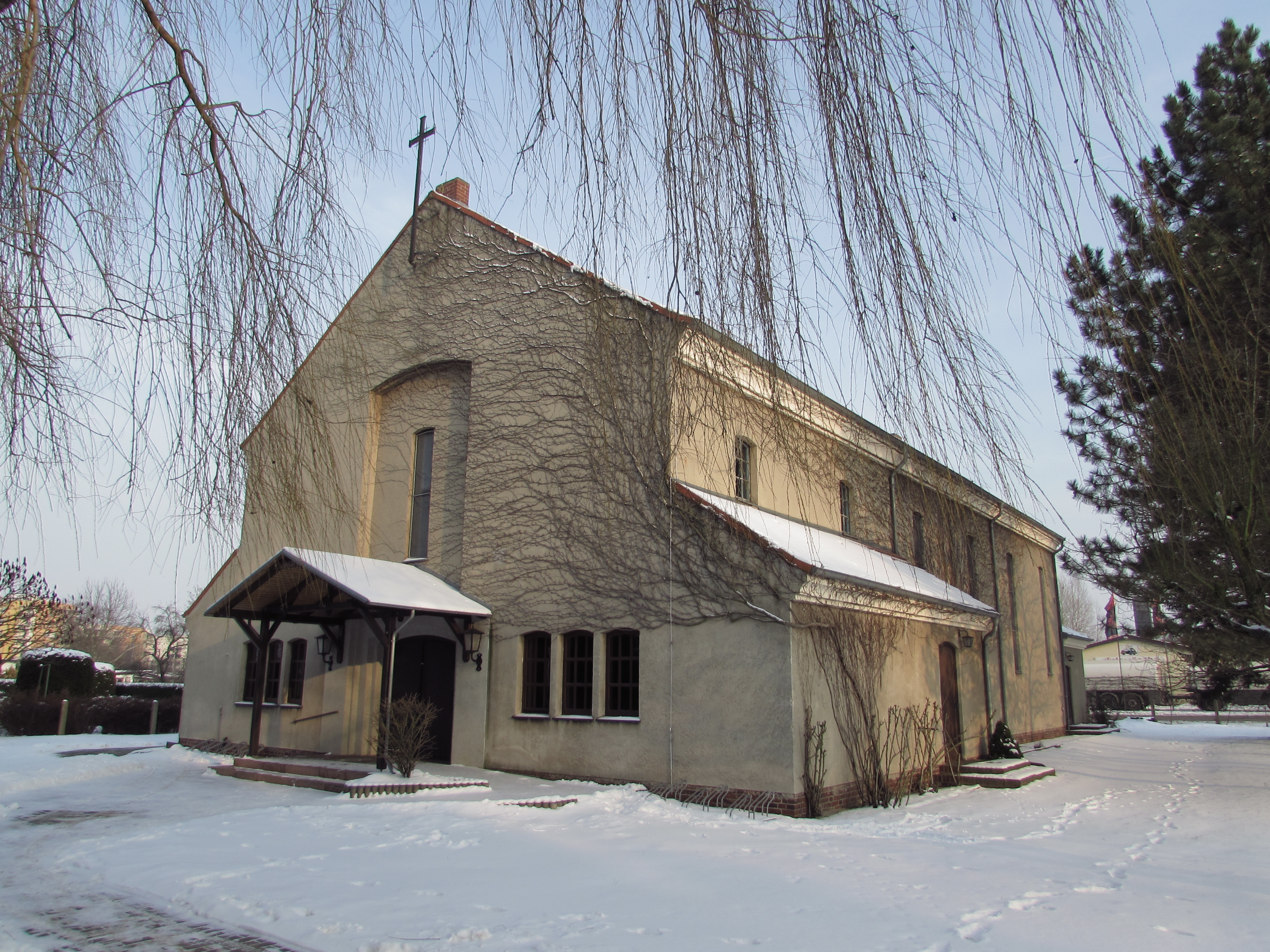
Auferstehungskirche in Görden
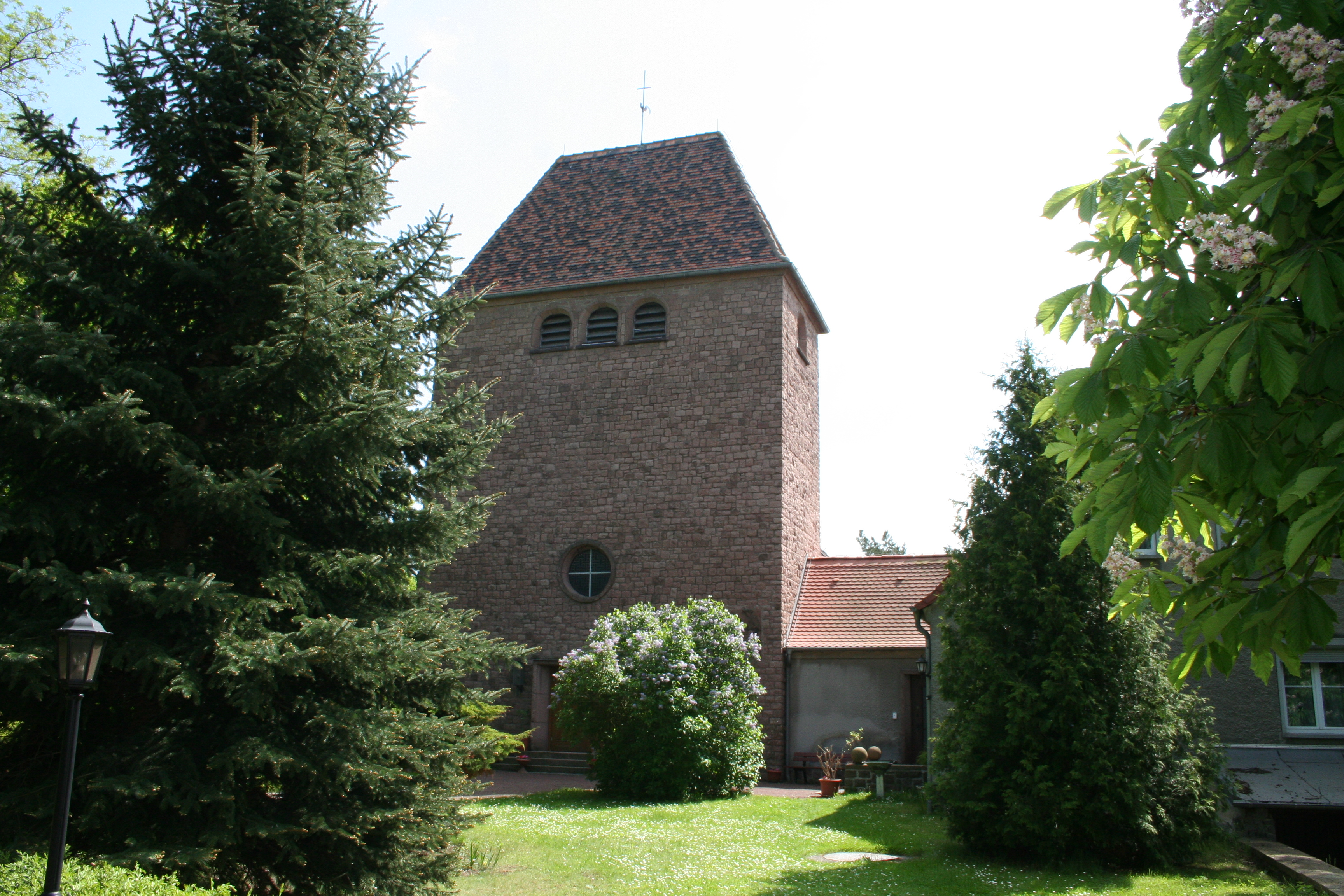
St.-Bruno-Kirche in Langeneichstädt
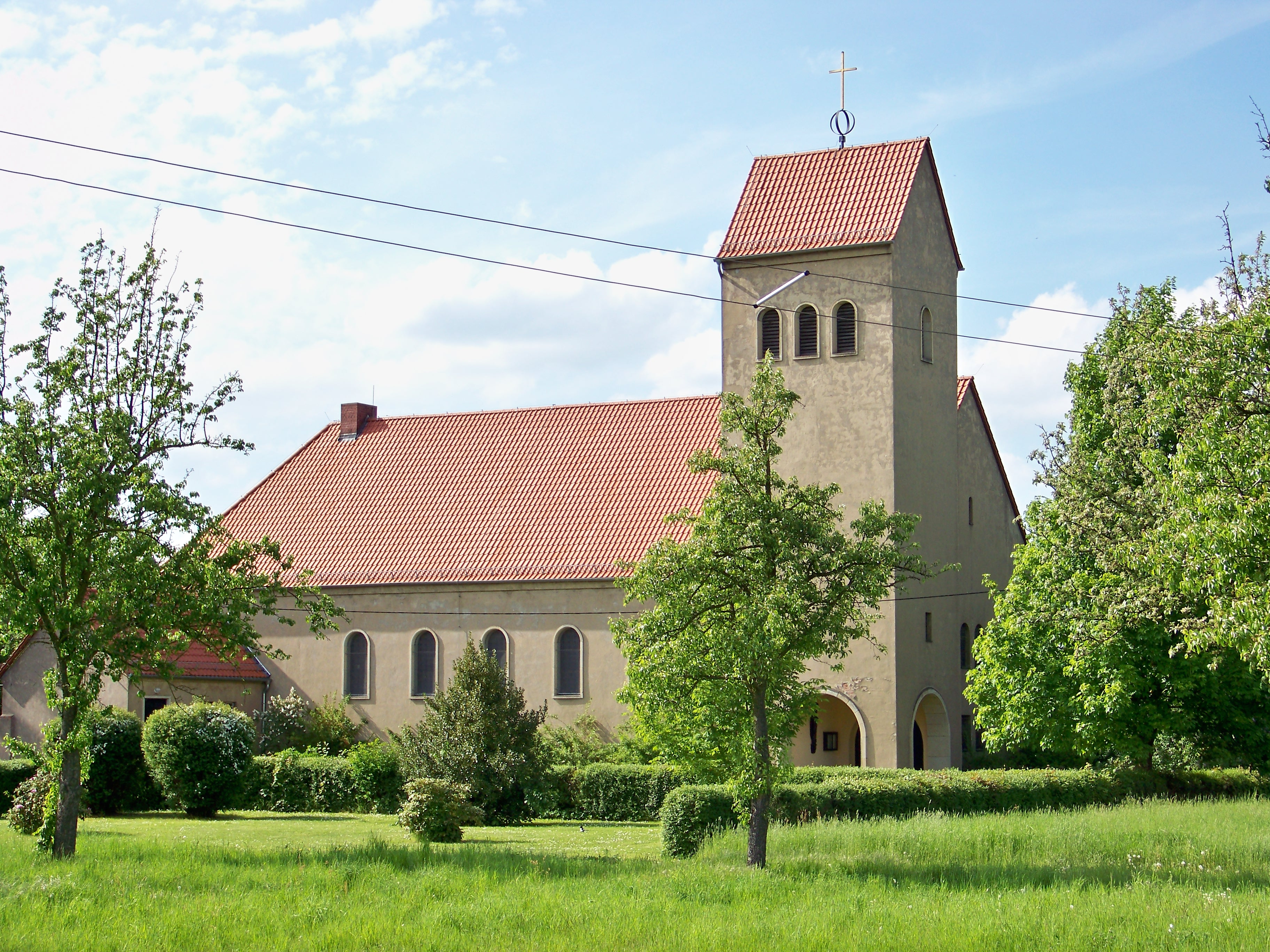
St.-Konrad-Kirche in Deutzen
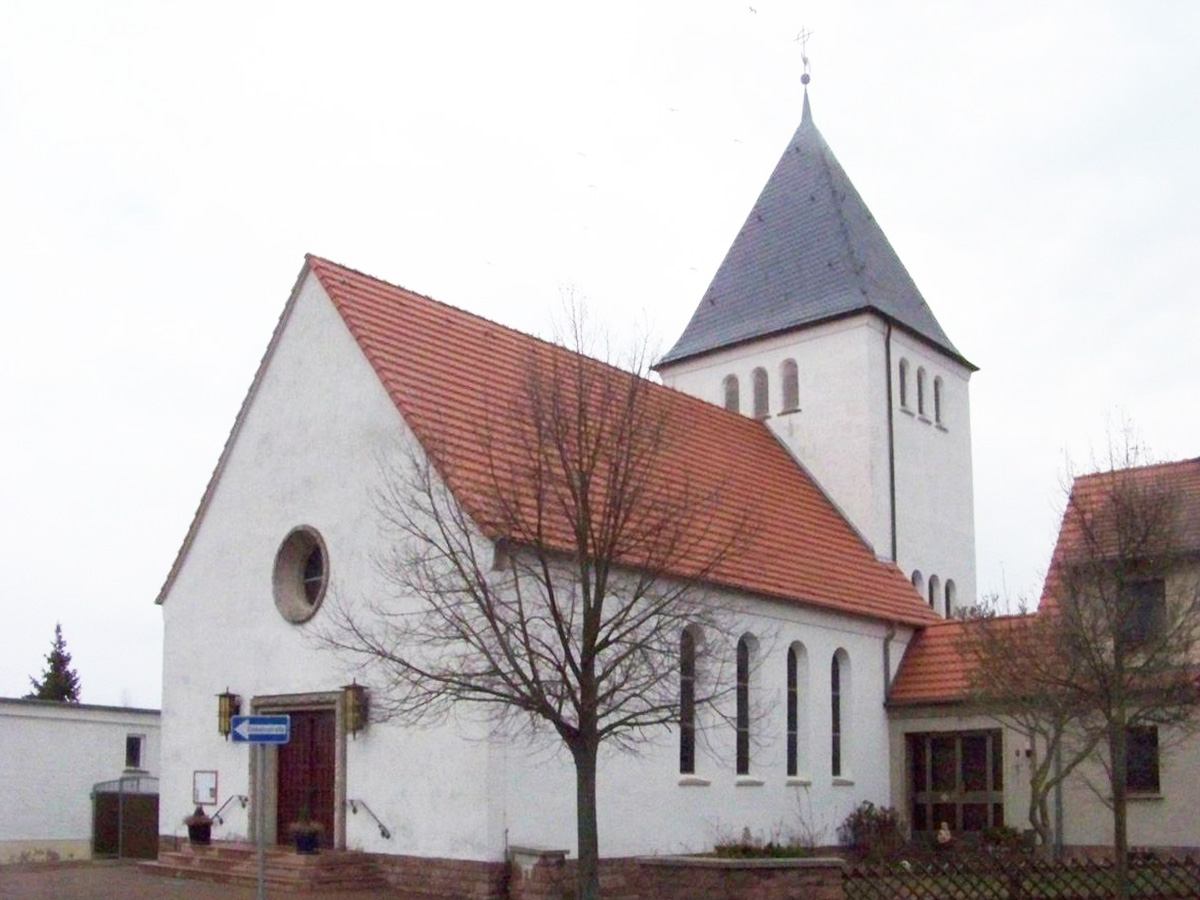
Christ-König-Kirche in Löbnitz
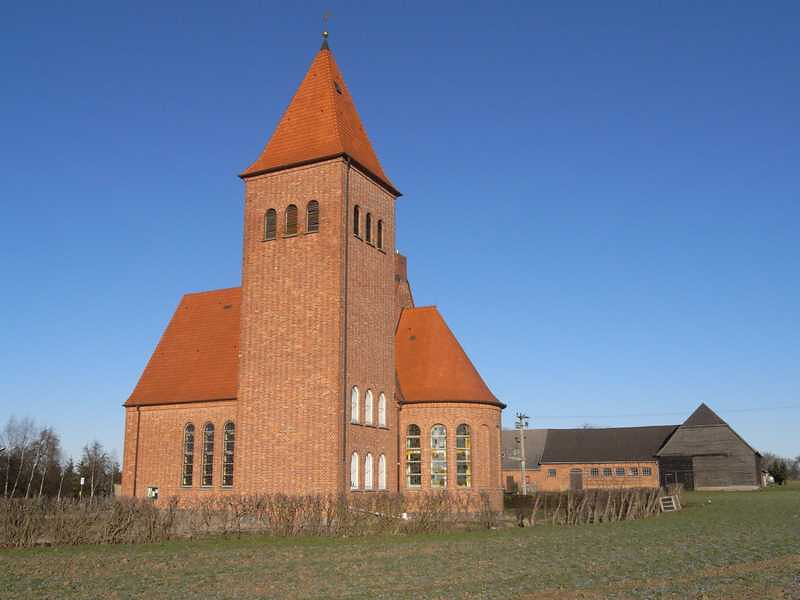
Kath. Kirche in Levitzow
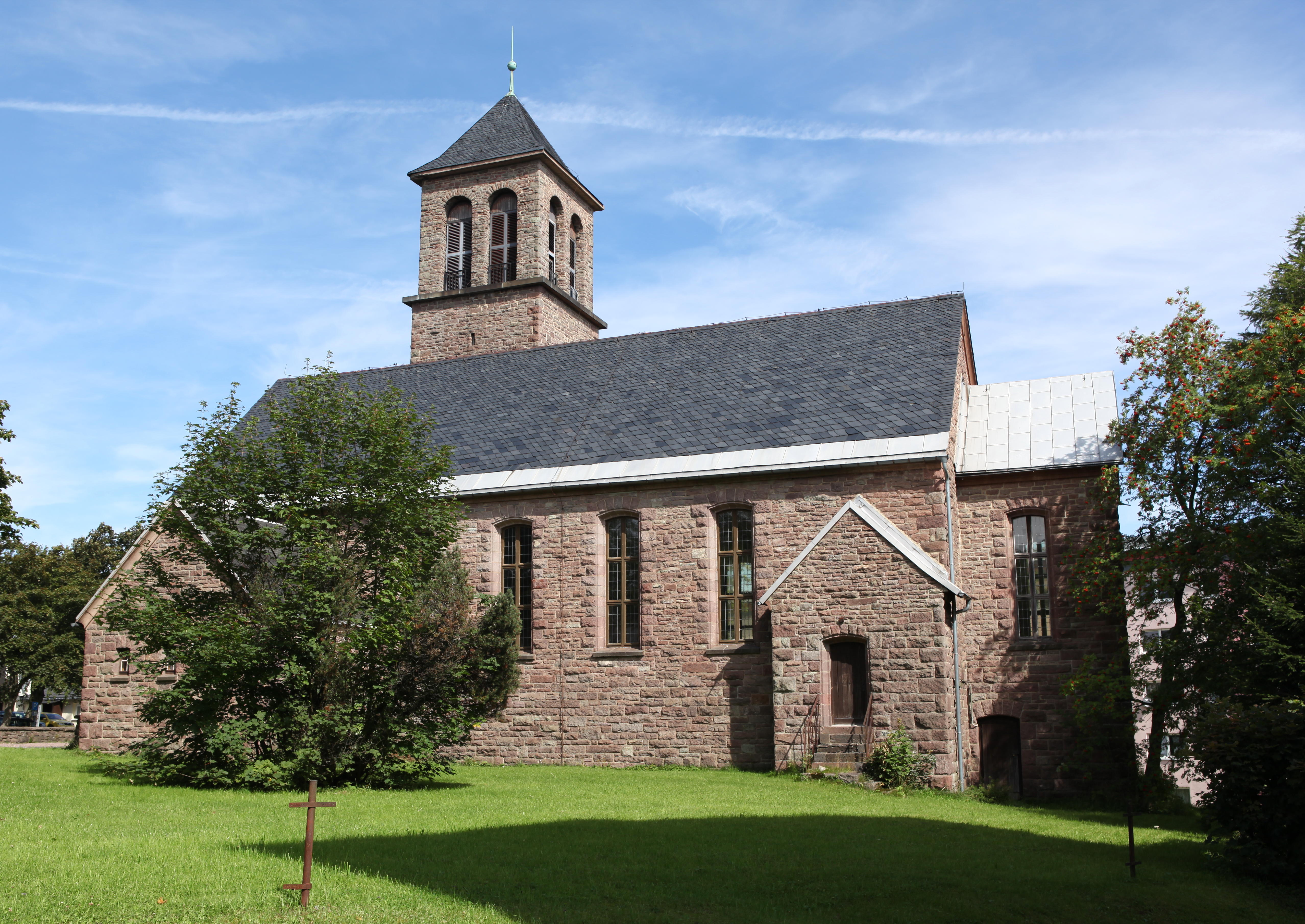
Christuskirche in Oberhof
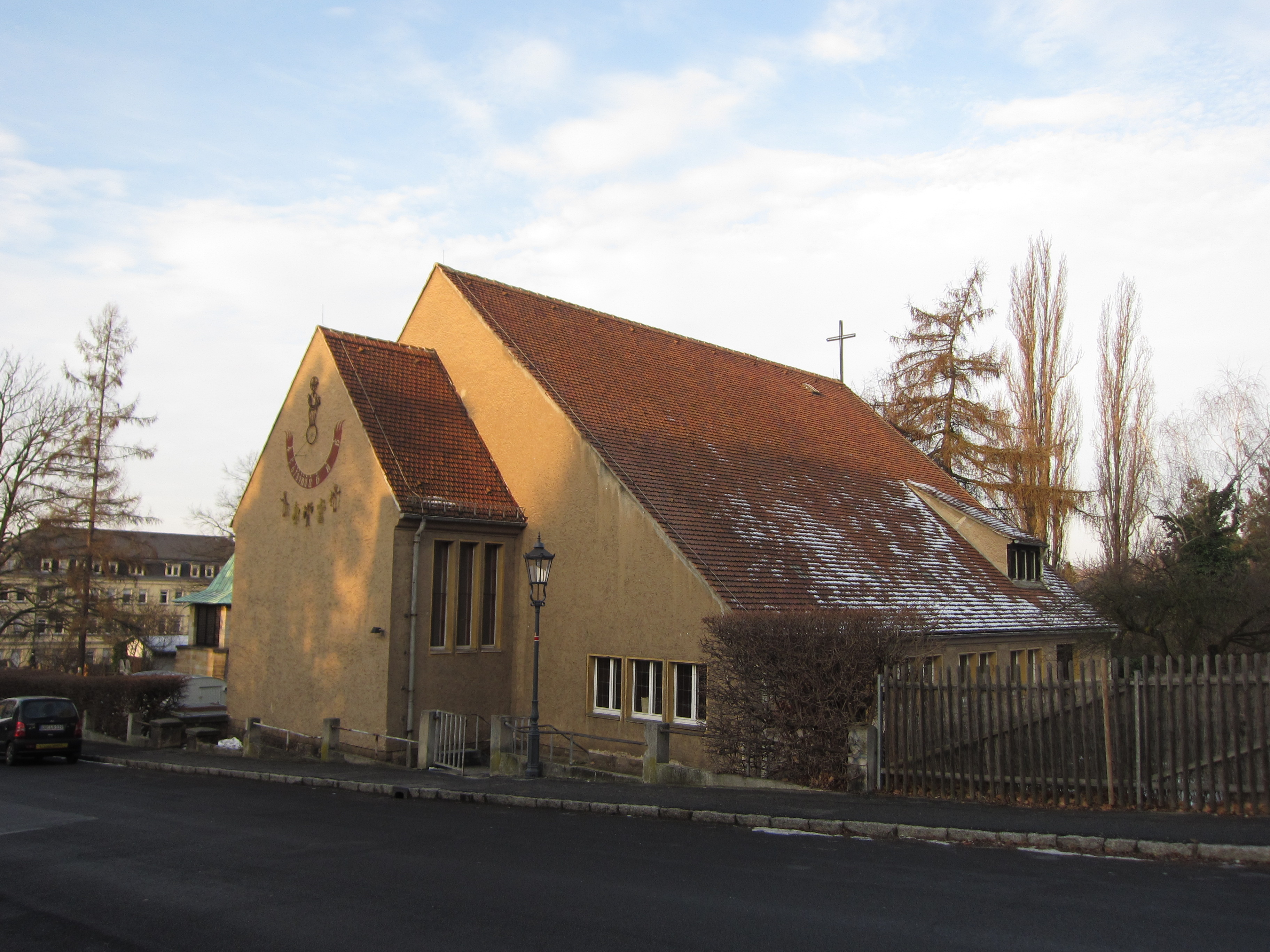
Weinbergskirche in Dresden
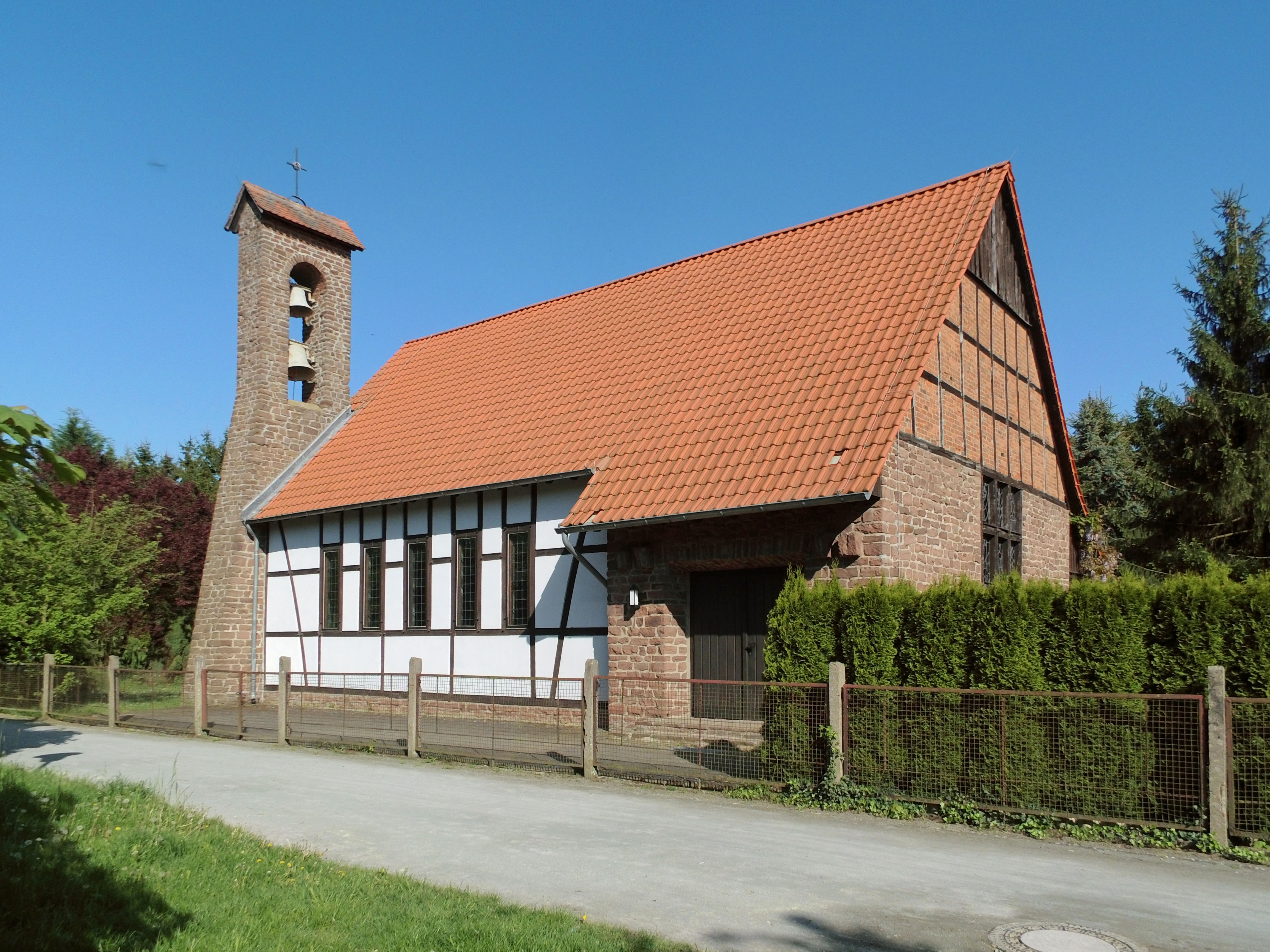
St.-Elisabeth-Kirche in Mieste

### 1960–1969
| Baubeginn     | Einweihung    | ENW             | Ort                                      | Konfession                                        | Art, Name                                           | Bemerkungen, Bild (interner Wiki-Link)                              |
| ------------- | ------------- | --------------- | ---------------------------------------- | ------------------------------------------------- | --------------------------------------------------- | ------------------------------------------------------------------- |
|               | 1960          | [ 150 ]         | Aue, Ortsteil Auerhammer                 | evangelisch-lutherisch                            | Haus der Kirche                                     | Otto-Bartning-Kirche                                                |
|               | 1960          | [ 10 ]          | Eisfeld                                  | römisch-katholisch                                | Kirche St. Elisabeth                                |                                                                     |
|               | 1960          |                 | Jena                                     | evangelisch-lutherisch                            | Gemeindezentrum Albert Schweitzer                   |                                                                     |
|               | 1960          |                 | Ivenrode                                 | römisch-katholisch                                | Kapelle                                             |                                                                     |
|               | 1960          | [ 151 ]         | Neupetershain                            | römisch-katholisch                                | Kirche St. Elisabeth und Heilig Geist               |                                                                     |
| 18. Juli 1957 | 15. Mai 1960  |                 | Oranienbaum                              | römisch-katholisch                                | Kirche Christ König                                 |                                                                     |
|               | 3. Juni 1960  | [ 152 ]         | Schlieben                                | römisch-katholisch                                | Kapelle Unbefleckte Empfängnis                      |                                                                     |
|               | 1960          | [ 153 ]         | Tessenow, Ortsteil Poltnitz              | evangelisch-lutherisch                            | Kapelle                                             |                                                                     |
|               | 1961          | [ 154 ]         | Berlin, Ortsteil Kaulsdorf               | neuapostolisch                                    | Kirche                                              |                                                                     |
|               | 1961          |                 | Biehla                                   | evangelisch-lutherisch                            | Christuskirche Biehla                               |                                                                     |
| 1960          | 4. Apr. 1961  | [ 155 ]         | Brüel                                    | römisch-katholisch                                | Kirche St. Bonifatius                               |                                                                     |
|               | 1961          |                 | Hakenstedt                               | römisch-katholisch                                | Kapelle                                             |                                                                     |
|               | 27. Aug. 1961 |                 | Kemberg                                  | römisch-katholisch                                | Kirche St. Petrus                                   | profaniert und 1992 durch Neubau ersetzt → Bild                     |
|               | 1961          |                 | Kläden                                   | römisch-katholisch                                | Kapelle                                             |                                                                     |
| Nov. 1957     | Apr. 1961     | [ 156 ]         | Merseburg                                | evangelisch-lutherisch                            | Christuskirche                                      | 31. Dezember 2013 fand der letzte Gottesdienst statt.               |
| 1960          | 3. Juni 1962  | [ 157 ]         | Burg Stargard                            | römisch-katholisch                                | Wallfahrtskirche Maria Rosenkranzkönigin von Fatima |                                                                     |
| 1960          | 1962          |                 | Dresden, Stadtteil Strehlen              | römisch-katholisch                                | Kirche St. Petrus                                   | → Bild                                                              |
|               | 1962          | [ 156 ]         | Colbitz                                  | römisch-katholisch                                | Kirche St. Nikolaus von der Flüe                    | → Bild                                                              |
|               | 1962          | [ 158 ]         | Glaisin                                  | evangelisch-lutherisch                            | Kapelle                                             | Mit Hilfe der schwedischen Gustav-Adolf-Stiftung gebaut.            |
|               | 1962          |                 | Güterglück                               | römisch-katholisch                                | Kapelle                                             |                                                                     |
|               | 1962          |                 | Naumburg                                 | römisch-katholisch                                | Kirche St. Peter und Paul                           | → Bild                                                              |
|               | 1962          |                 | Rathenow, Ortsteil Steckelsdorf (Ausbau) | römisch-katholisch                                | Kirche St. Josef                                    |                                                                     |
|               | 7. Okt. 1962  | [ 159 ]         | Seelow                                   | römisch-katholisch                                | Kapelle Clemens Maria Hofbauer                      |                                                                     |
|               | 18. Nov. 1962 | [ 160 ]         | Stolberg                                 | römisch-katholisch                                | Kapelle St. Johannes am Jordan                      |                                                                     |
|               | 1962          |                 | Uthmöden                                 | römisch-katholisch                                | Kapelle                                             |                                                                     |
|               | 1962          | [ 161 ]         | Warin                                    | römisch-katholisch                                | Kirche St. Josef                                    | Wurde 1994 abgerissen.                                              |
|               | 1962          | [ 162 ]         | Zwickau, Stadtteil Pöhlau                | evangelisch-lutherisch                            | Kapelle St. Michael                                 |                                                                     |
|               | 1963          |                 | Cottbus, Ortsteil Branitz                | evangelisch-lutherisch                            | Gemeindehaus und Kapelle                            |                                                                     |
|               | 28. Apr. 1963 | [ 163 ]         | Gerstungen                               | römisch-katholisch                                | Kapelle Herz Jesu                                   |                                                                     |
|               | 1963          | [ 134 ]         | Güsen                                    | römisch-katholisch                                | Kapelle                                             |                                                                     |
|               | 1963          |                 | Kalbe                                    | römisch-katholisch                                | Kirche St. Petrus                                   | 2024 profaniert                                                     |
|               | 1963          | [ 164 ]         | Kröpelin                                 | römisch-katholisch                                | Kirche St. Josef                                    |                                                                     |
|               | 8. Dez. 1963  | [ 165 ]         | Polz                                     | evangelisch-lutherisch                            | Kapelle                                             |                                                                     |
|               | 1963          | [ 166 ]         | Rostock, Ortsteil Reutershagen           | römisch-katholisch                                | Kirche St. Josef                                    |                                                                     |
|               | 1963          | [ 167 ]         | Rugiswalde                               |                                                   | Kapelle                                             |                                                                     |
|               | 1963          |                 | Vielank, Ortsteil Woosmer                | evangelisch-lutherisch                            | Kapelle                                             |                                                                     |
|               | 30. März 1964 | [ 168 ]         | Edderitz                                 | römisch-katholisch                                | Kapelle St. Michael                                 |                                                                     |
|               | 1964          |                 | Flöha                                    | römisch-katholisch                                | Kirche St. Theresia                                 |                                                                     |
|               | 1964          |                 | Gerlebogk                                | evangelisch-lutherisch                            | Kirche                                              | 2022 das kleinste Kirchengebäude in Sachsen-Anhalt                  |
| 1962          | 1964          | [ 169 ]         | Golßen                                   | römisch-katholisch                                | Kirche St. Maria Regina Rosarii                     | Umbau der 1944 erbauten Kirche                                      |
|               | 1964          | [ 134 ]         | Jerichow                                 | römisch-katholisch                                | Kapelle                                             |                                                                     |
|               | 1964          | [ 170 ]         | Schleusingen                             | römisch-katholisch                                | Kirche St. Marien                                   |                                                                     |
|               | 1964          | [ 171 ]         | Schönheide                               | römisch-katholisch                                | Kapelle Kostbares Blut                              | 6. Oktober 2024 profaniert                                          |
|               | 1964          | [ 172 ]         | Schwante                                 | evangelisch-freikirchlich                         | Kapelle                                             |                                                                     |
| 1964          | 12. Aug. 1964 | [ 173 ]         | Uebigau                                  | römisch-katholisch                                | Kirche St. Peter und Paul                           | 2024 profaniert                                                     |
|               | 22. Aug. 1964 | [ 174 ]         | Zinnwald-Georgenfeld                     | römisch-katholisch                                | Kirche Heilig Nikolaus von Flüe                     | → Bild                                                              |
|               | 1. Mai 1965   | [ 175 ]         | Auma                                     | römisch-katholisch                                | Kapelle St. Michael                                 |                                                                     |
|               | 1965          | [ 176 ] [ 177 ] | Ebeleben, Ortsteil Marksußra             | römisch-katholisch                                | Kirche St. Marien                                   | 2024 profaniert                                                     |
|               | 1965          |                 | Halle                                    | römisch-katholisch                                | Kirche Heilig Kreuz                                 | 1990 abgerissen und durch Neubau ersetzt                            |
|               | 1965          | [ 178 ]         | Jocketa                                  | evangelisch-lutherisch                            | Kirche Dreifaltigkeit                               |                                                                     |
| 1964          | 3. Okt. 1965  | [ 179 ]         | Remptendorf, Ortsteil Lückenmühle        | evangelisch-lutherisch                            | Kirche St. Michael                                  |                                                                     |
|               | 1965          |                 | Paaren im Glien                          | römisch-katholisch                                | Kapelle                                             | Notkapelle                                                          |
|               | 1965          | [ 180 ]         | Ostrau                                   | römisch-katholisch                                | Kirche St. Michael                                  |                                                                     |
|               | 1965          | [ 181 ]         | Mirow                                    | römisch-katholisch                                | Kapelle St. Joseph                                  |                                                                     |
|               | 1965          | [ 181 ]         | Richtenberg                              | römisch-katholisch                                | Kapelle St. Marien                                  |                                                                     |
| 1964          | 3. Sep. 1965  | [ 182 ] [ 183 ] | Rockendorf                               | römisch-katholisch                                | Kapelle St. Pius X.                                 | aus einer alten Scheune entstanden, 1988 geschlossen und profaniert |
|               | 1966          | [ 184 ]         | Görlitz, Stadtteil Weinhübel             | römisch-katholisch                                | Kirche St. Johannes und Franziskus                  |                                                                     |
|               | 1966          |                 | Kröslin, Ortsteil Spandowerhagen         | evangelisch-lutherisch                            | Bethlehemkirche                                     |                                                                     |
|               | 1966          | [ 185 ]         | Neukloster                               | römisch-katholisch                                | Kirche Mariä Himmelfahrt                            |                                                                     |
|               | 1966          | [ 186 ]         | Passow                                   | neuapostolisch                                    | Kirche                                              |                                                                     |
| 1964          | 28. Aug. 1966 | [ 187 ]         | Rudolstadt, Ortsteil Schwarza            | römisch-katholisch                                | Kirche St. Josef der Arbeiter                       |                                                                     |
| 1. Juli 1964  | 18. Sep. 1966 | [ 188 ]         | Schmalkalden                             | römisch-katholisch                                | Kirche St. Helena                                   | Neuerrichtung der im Zweiten Weltkrieg beschädigten Kirche          |
|               | 1966          | [ 189 ]         | Schwarze Pumpe                           | evangelisch                                       | Gemeindehaus                                        |                                                                     |
|               | 13. März 1966 | [ 190 ]         | Triptis                                  | römisch-katholisch                                | Kapelle                                             | 2025 profaniert                                                     |
|               | 1966          | [ 191 ]         | Weimar, Stadtteil Schöndorf              | evangelisch-lutherisch                            | Kirche St. Stephanus                                | → Bild                                                              |
|               | 1967          | [ 192 ]         | Borsdorf                                 | evangelisch-lutherisch                            | Kirche Borsdorf                                     |                                                                     |
| 1966          | 1967          | [ 193 ]         | Buttstädt                                | römisch-katholisch                                | Kirche Heilige Maria, Mittlerin der Gnaden          |                                                                     |
|               | 1967          |                 | Everingen                                | römisch-katholisch                                | Kapelle                                             |                                                                     |
|               | 1967          |                 | Gnoien                                   | römisch-katholisch                                | Kapelle St. Ansgar                                  |                                                                     |
|               | 1967          | [ 159 ]         | Golzow                                   | römisch-katholisch                                | Kirche Christ König                                 |                                                                     |
|               | 1967          | [ 194 ]         | Krostitz, Ortsteil Lehelitz              | römisch-katholisch                                | Kirche Maria Königin                                |                                                                     |
|               | 9. Dez. 1967  | [ 195 ]         | Neukloster                               | römisch-katholisch                                | Kirche Mariä Himmelfahrt                            |                                                                     |
|               | Aug. 1967     | [ 196 ]         | Rochlitz                                 | römisch-katholisch                                | Kapelle St. Christophorus                           |                                                                     |
|               | 1967          | [ 181 ]         | Wesenberg                                | römisch-katholisch                                | Kapelle St. Johannes der Täufer                     |                                                                     |
| 12. Apr. 1965 | 9. Sep. 1967  | [ 197 ]         | Zschopau                                 | römisch-katholisch                                | Pfarrzentrum St. Marien                             | → Bild                                                              |
|               | 1968          |                 | Garlitz                                  | evangelisch-lutherisch                            | Kapelle                                             |                                                                     |
| 1966          | 1968          |                 | Görlitz, Stadtteil Rauschwalde           | römisch-katholisch                                | Kirche St. Hedwig                                   | Barackenkirche, 1997 Neubau der Kirche                              |
|               | 1968          | [ 198 ]         | Großvoigtsberg                           | evangelisch-lutherisch                            | Kirchgemeindehaus                                   |                                                                     |
|               | 1968          |                 | Hörsingen                                | römisch-katholisch                                | Kapelle                                             |                                                                     |
|               | 1968          |                 | Koserow                                  | römisch-katholisch                                | Kapelle St. Hedwig                                  |                                                                     |
|               | 1968          | [ 199 ]         | Peitz                                    | römisch-katholisch                                | Kirche St. Josef                                    |                                                                     |
|               | 1969          |                 | Brahlstorf                               | römisch-katholisch                                | Kapelle Apostel Jakobus                             |                                                                     |
|               | 12. Juli 1969 | [ 200 ]         | Neustadt-Glewe                           | römisch-katholisch                                | Kirche St. Ansverus                                 |                                                                     |
| 1966          | 1969          | [ 201 ]         | Penzlin                                  | römisch-katholisch                                | Kirche Heilig Geist                                 |                                                                     |
|               | 1969          | [ 27 ]          | Meerane                                  | römisch-katholisch                                | Kirche Mutterschaft Mariens                         |                                                                     |
| 1966          | 15. März 1969 | [ 202 ]         | Rehna                                    | römisch-katholisch                                | Kirche St. Marien                                   |                                                                     |
|               | 1969          | [ 203 ]         | Röckwitz                                 | römisch-katholisch                                | Kirche Zum Heiligen Johannes Evangelist             |                                                                     |
| 22. Apr. 1967 | 11. Mai 1969  | [ 204 ]         | Schirgiswalde                            | römisch-katholisch                                | Kapelle Zum Heiligen Kreuz                          |                                                                     |
|               | 1969          | [ 205 ]         | Wiehe                                    | römisch-katholisch                                | Kirche Heilige Familie                              |                                                                     |
|               | 6. Dez. 1969  | [ 206 ]         | Bischofswerda                            | Kirche Jesu Christi der Heiligen der Letzten Tage | Gemeindehaus                                        |                                                                     |

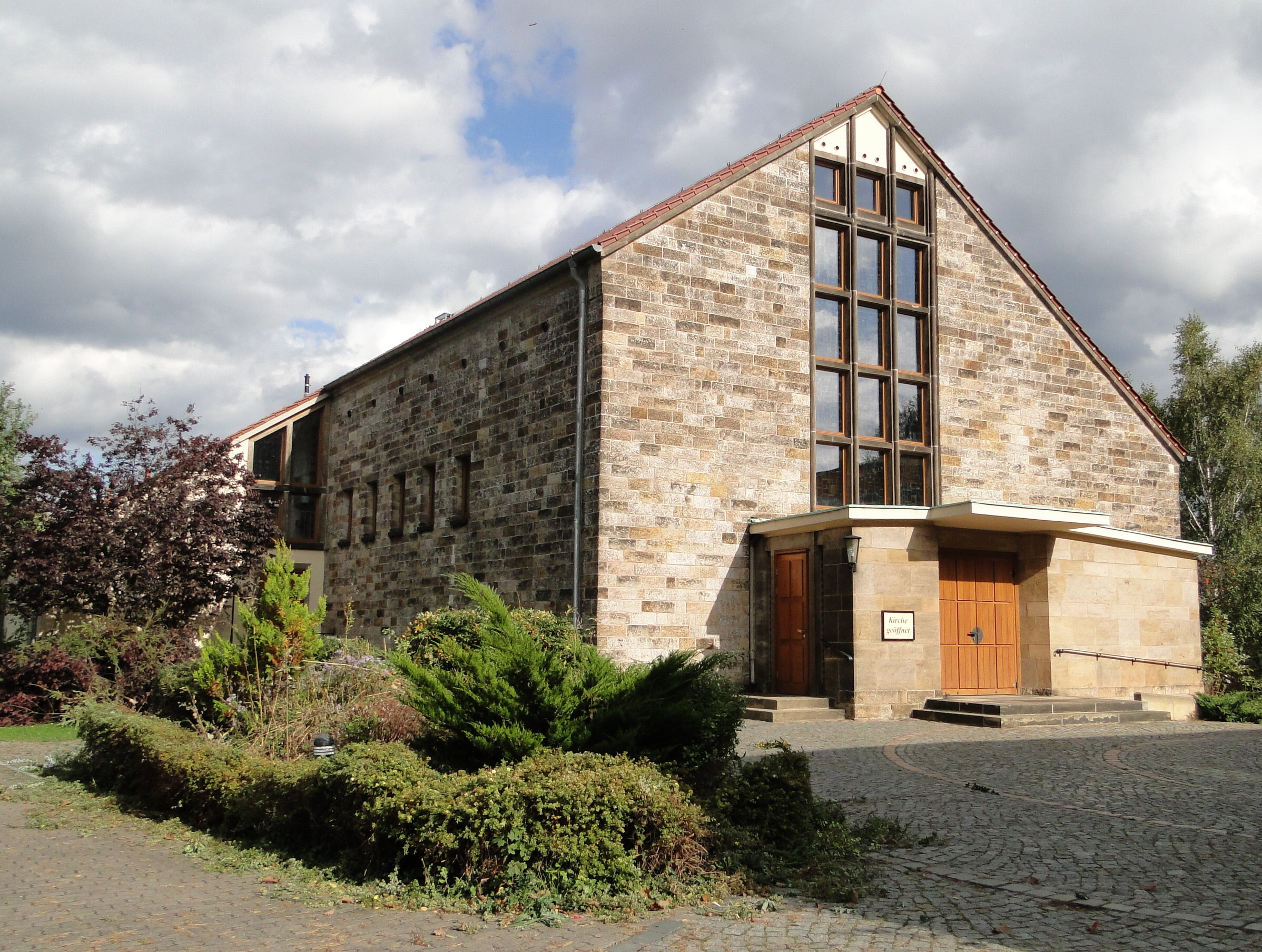
St.-Petrus-Kirche in Dresden-Strehlen
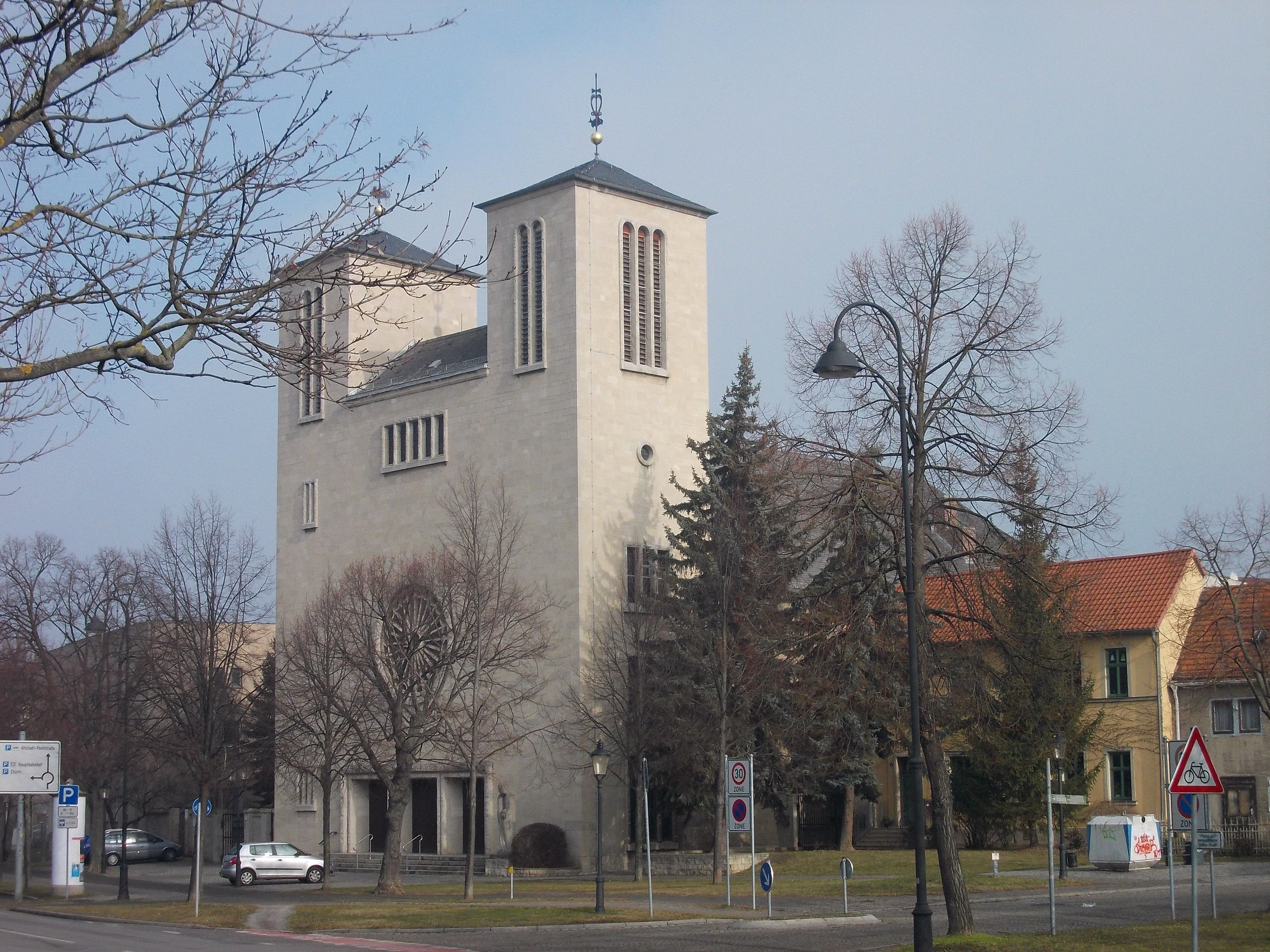
St.-Peter-und-Paul-Kirche in Naumburg
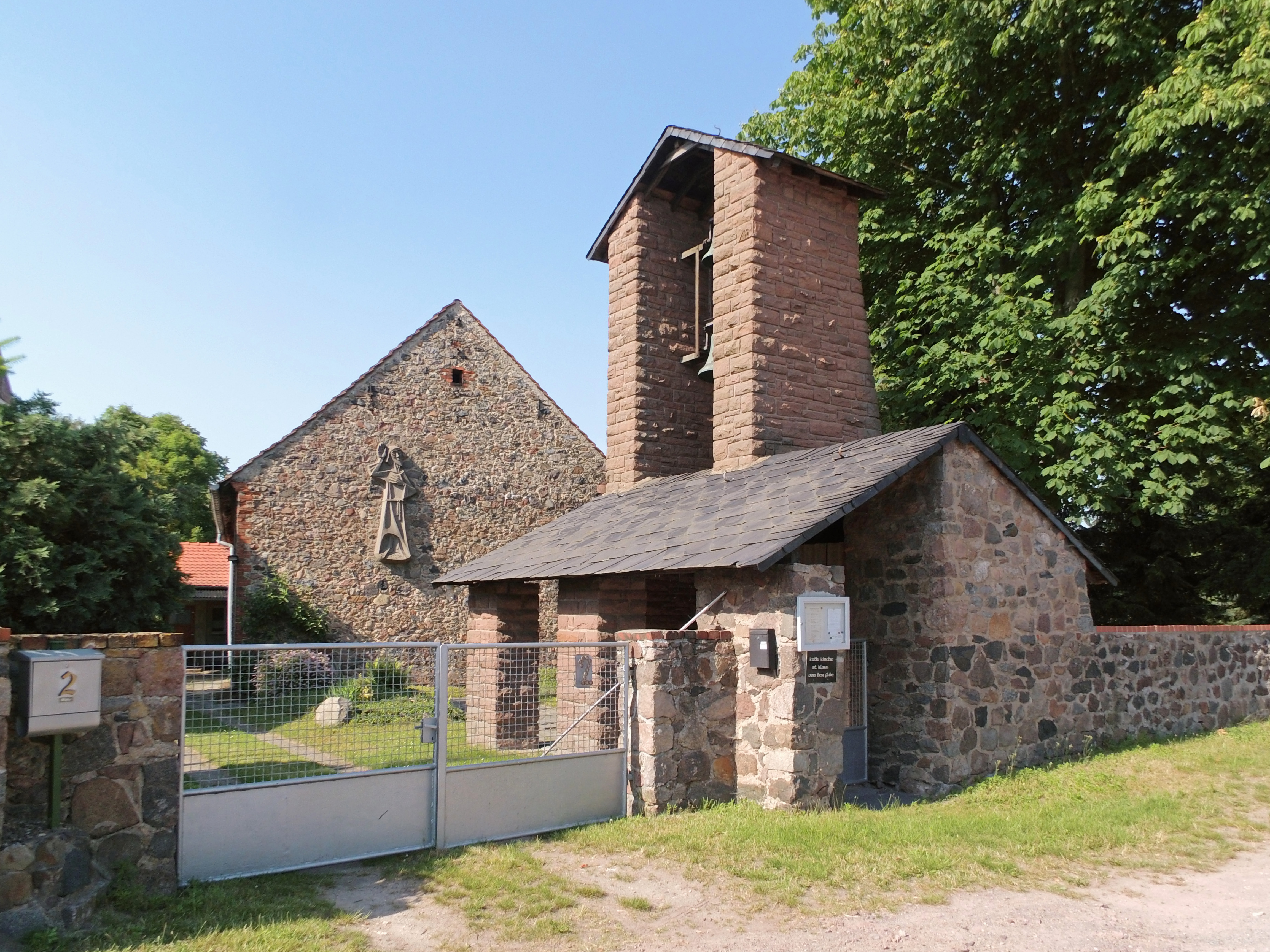
St.-Nikolaus-von-der-Flüe-Kirche in Colbitz
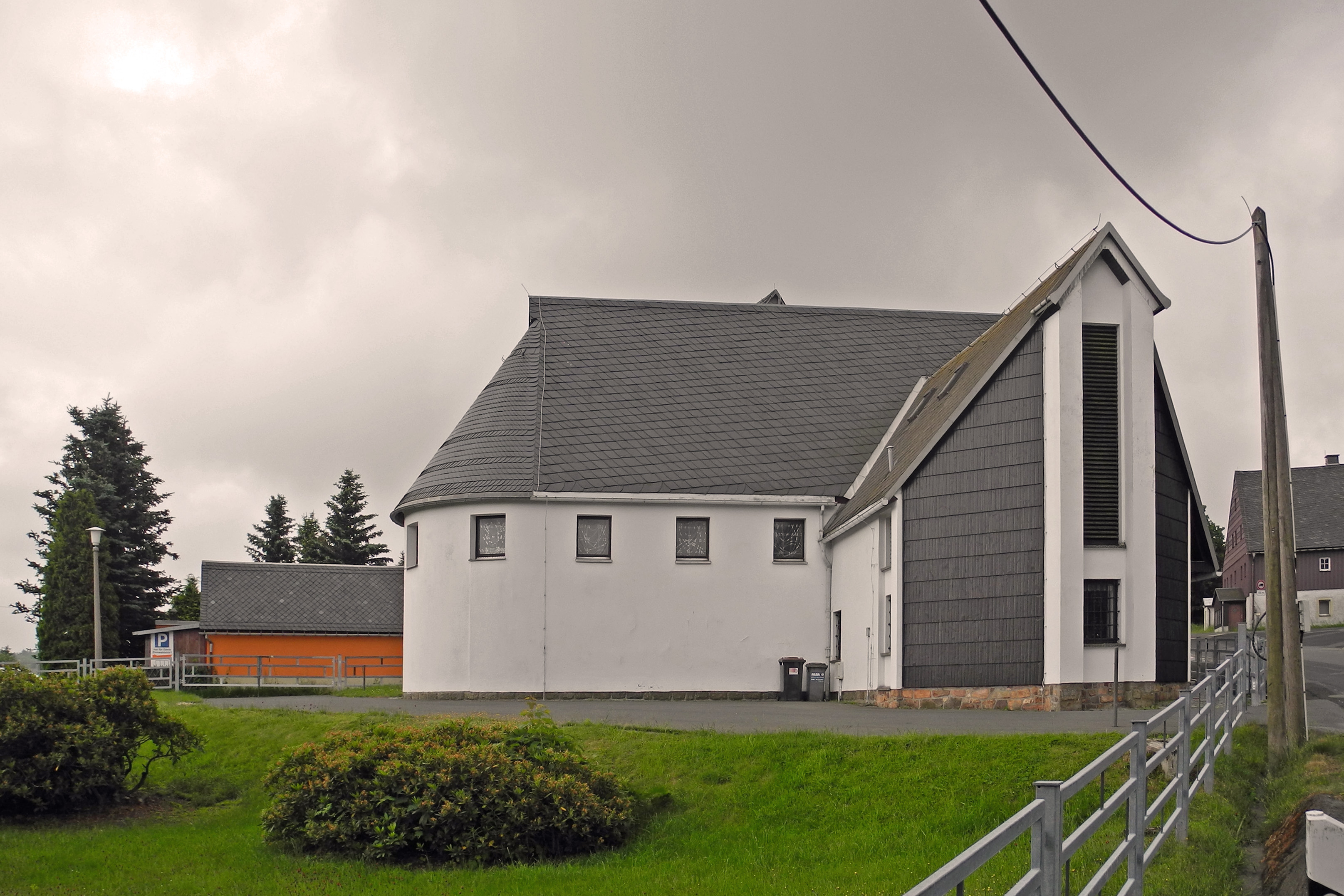
Bruder-Klaus-Kirche in Zinnwald
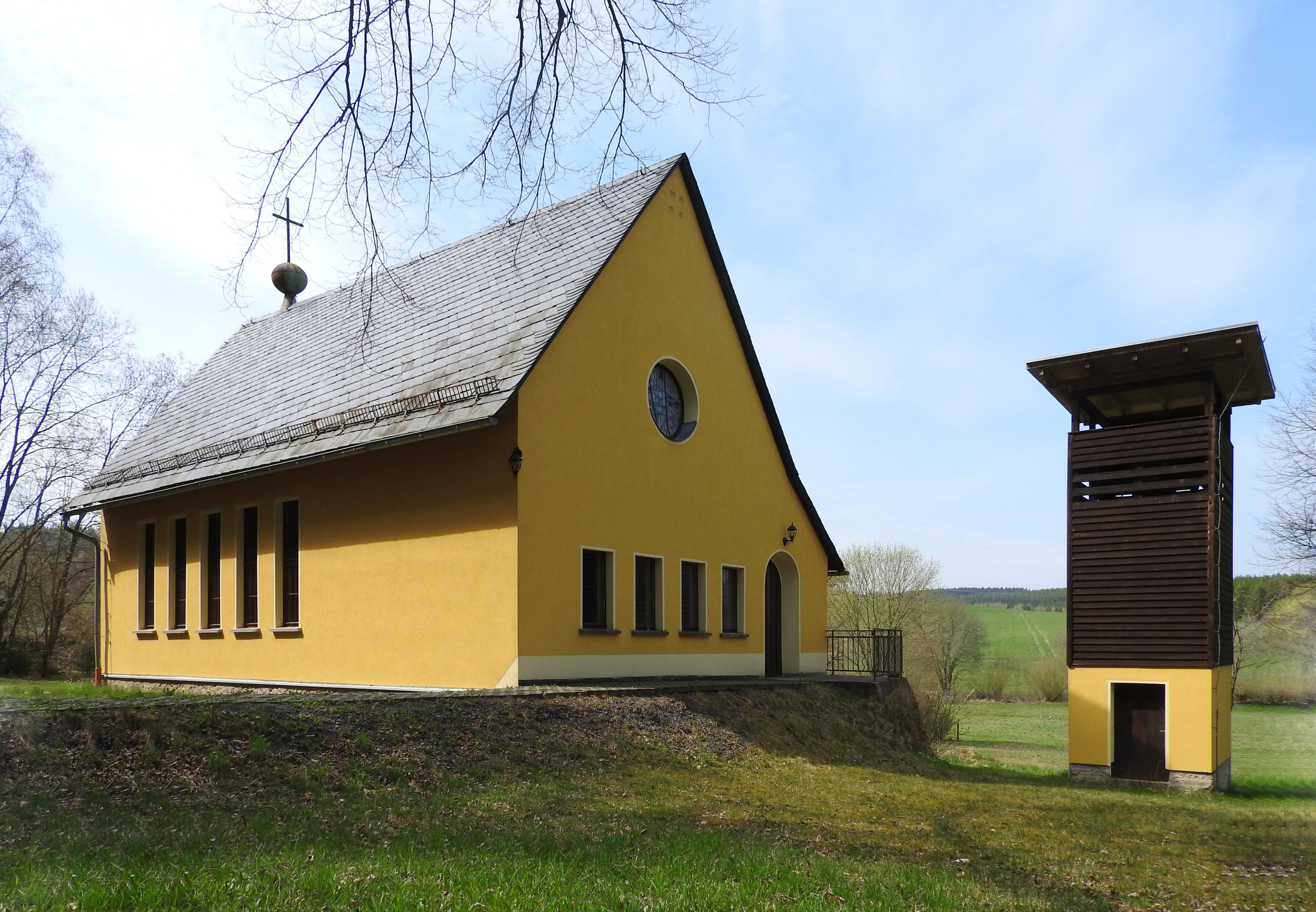
St.-Michael-Kirche in Lückenmühle
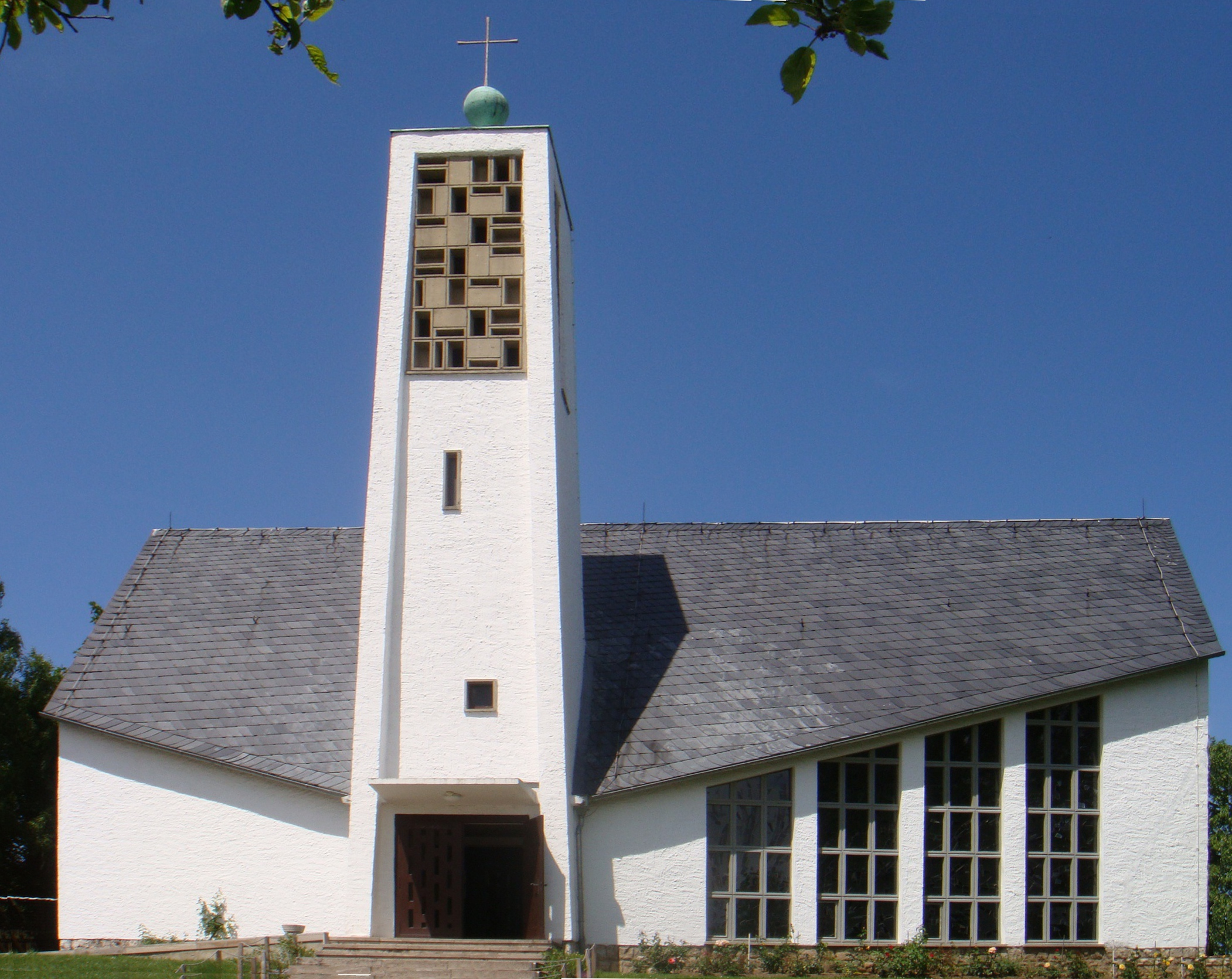
Stephanuskirche in Weimar-Schöndorf (2010)
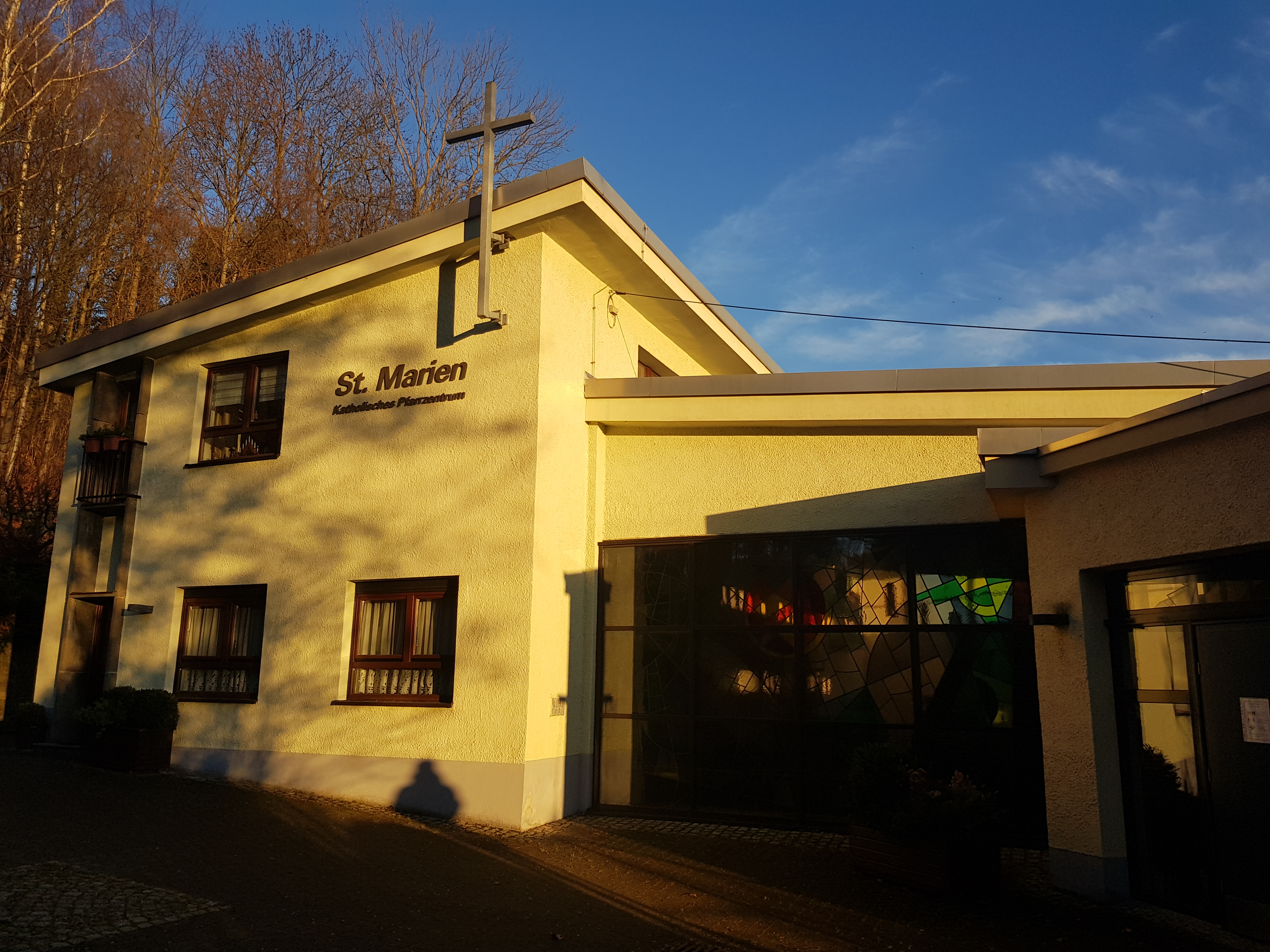
Kirche und Gemeindehaus St. Marien in Zschopau (2021)

### 1970–1979
| Baubeginn     | Einweihung    | ENW     | Ort                                 | Konfession                | Art, Name                               | Bemerkungen, Bild (interner Wiki-Link)                                                                     |
| ------------- | ------------- | ------- | ----------------------------------- | ------------------------- | --------------------------------------- | --- |
| 2. Juli 1969  | 17. Aug. 1970 | [ 207 ] | Blankenfelde                        | Baptisten                 | Gemeindehaus                            | |
|               | 1970          |         | Brieselang                          | römisch-katholisch        | Kirche „St. Marien“                     | |
|               | 1970          | [ 208 ] | Buttstädt                           | römisch-katholisch        | Kirche St. Marien                       | |
|               | 1970          |         | Gadebusch                           | römisch-katholisch        | Kirche St. Ansgar                       | |
|               | 1970          | [ 209 ] | Hedersleben                         | römisch-katholisch        | Kapelle                                 | |
|               | 1970          | [ 134 ] | Parey                               | römisch-katholisch        | Kapelle                                 | |
|               | 1970          |         | Raschau                             | evangelisch-methodistisch | Johanneskirche                          | |
|               | 1970          | [ 210 ] | Leipzig, Stadtteil Wiederitzsch     | römisch-katholisch        | Kirche „St. Gabriel“                    | → Bild |
|               | 1971          |         | Grebs-Niendorf, Ortsteil Niendorf   | evangelisch-lutherisch    | Kapelle                                 | |
| 1967          | 1971          | [ 211 ] | Guben, Ortsteil Reichenbach         | römisch-katholisch        | Kirche Maria, Mutter der Christenheit   | |
|               | 13. Nov. 1971 | [ 212 ] | Ludwigsfelde                        | römisch-katholisch        | Kirche Pius X.                          | |
|               | 20. Nov. 1971 | [ 213 ] | Mühlberg/Elbe                       | römisch-katholisch        | Kapelle „St. Marien“                    | |
| 16. Sep. 1970 | 12. Juni 1971 |         | Rostock                             | römisch-katholisch        | Kirche „Christus“                       | → Bild |
|               | 28. Feb. 1971 | [ 214 ] | Strehla                             | römisch-katholisch        | Kirche „St. Hedwig“                     | |
|               | 27. Juni 1971 | [ 215 ] | Teterow                             | römisch-katholisch        | Kirche Petri                            | Am 21. Mai 2000 fand der letzte Gottesdienst in Kirche statt, anschließend erfolgte der Abriss der Kirche. |
|               | 27. Feb. 1971 | [ 214 ] | Weida                               | römisch-katholisch        | Kapelle                                 | |
|               | 13. Mai 1972  | [ 216 ] | Meiningen                           | römisch-katholisch        | Kirche St. Marien                       | → Bild |
|               | 1972          | [ 217 ] | Reumtengrün                         | evangelisch-lutherisch    | Kirche                                  | → Bild |
|               | 29. Juni 1973 | [ 218 ] | Kotten                              | römisch-katholisch        | Kapelle „St. Nikolaus“                  | |
|               | 1973          |         | Valluhn                             |                           | Kapelle                                 | |
|               | 8. Dez. 1973  | [ 219 ] | Osterburg                           | neuapostolisch            | Kirche                                  | |
|               | 1973          | [ 220 ] | Potsdam, Stadtteil Babelsberg       | evangelisch               | Gemeindehaus                            | in der Mendelssohn-Bartholdy-Straße                                                                        |
| 1972          | 2. Feb. 1974  | [ 221 ] | Großpostwitz                        | römisch-katholisch        | Kirche „St. Josef“                      | |
|               | 1974          |         | Möser                               | römisch-katholisch        | Kapelle Maria Hilfe der Christen        | |
|               | 1974          |         | Oelsig                              | evangelisch               | Dorfkirche                              | |
|               | 1974          |         | Pretzsch                            | römisch-katholisch        | Kapelle Maria Hilfe der Christen        | |
|               | 1975          | [ 222 ] | Berlin, Ortsteil Johannisthal       | römisch-katholisch        | Kirche Johannes Evangelist              | 1975 erster Gottesdienst                                                                                   |
|               | 1975          |         | Crivitz                             | römisch-katholisch        | Kirche St. Thomas                       | |
|               | 1975          |         | Elbingerode                         | römisch-katholisch        | Kirche St. Andreas                      | aus Friedhofskapelle umgestaltet, 2023 profaniert                                                          |
|               | 1975          |         | Heringsdorf                         | römisch-katholisch        | Kirche                                  | 1999 abgerissen                                                                                            |
|               | 1975          |         | Niedersachswerfen                   | römisch-katholisch        | Kirche St. Johannes Nepomuk             | |
|               | 1975          | [ 223 ] | Niendorf                            | evangelisch-lutherisch    | Kapelle                                 | |
| 22. Mai 1970  | 31. März 1975 | [ 224 ] | Sohland a. d. Spree                 | römisch-katholisch        | Kapelle Allerheiligen                   | |
|               | 1976          | [ 225 ] | Altdöbern                           | römisch-katholisch        | Kapelle „St. Maria, Hilfe der Christen“ | |
|               | 1973          | [ 226 ] | Bad Doberan                         | römisch-katholisch        | Kirche St. Marien - St. Bernhard        | |
|               | 1976          | [ 227 ] | Geising                             | römisch-katholisch        | Kapelle                                 | ??? profaniert / abgerissen?                                                                               |
|               | 1976          |         | Langenweddingen                     | römisch-katholisch        | Kirche St. Mauritius                    | |
|               | 1976          | [ 228 ] | Roßleben                            | römisch-katholisch        | Kirche St. Mathilde                     | |
|               | 1977          | [ 229 ] | Hennigsdorf                         | römisch-katholisch        | Kirche Zu den heiligen Schutzengeln     | |
| 1975          | Dez. 1977     | [ 230 ] | Jena                                | evangelisch-lutherisch    | Lutherhaus                              | |
|               | 1977          |         | Rostock, Stadtteil Reutershagen     | evangelisch-lutherisch    | Kirche St. Andreas                      | Sie wurde 2018 abgerissen. → Bild                                                                          |
|               | 1977          | [ 231 ] | Wolfen, Stadtteil Steinfurth        | evangelisch               | Friedenskirche                          | 2021 entwidmet                                                                                             |
|               | 1978          | [ 232 ] | Hermsdorf                           | römisch-katholisch        | Pfarrhaus mit Kapelle                   | |
| 1977          | 1978          | [ 233 ] | Lübben                              | neuapostolisch            | Kirchenkapelle                          | Umbau der Kirchenkapelle, zusätzlich mit darüberliegender Wohnung                                          |
|               | 1978          |         | Meiningen                           | evangelisch-lutherisch    | Kirche Zum Heiligen Kreuz               | |
|               | 1978          | [ 62 ]  | Premnitz                            | römisch-katholisch        | St. Marien                              | |
|               | 1978          | [ 234 ] | Schwerin, Stadtteil Lankow          | römisch-katholisch        | Kirche „St. Martin“                     | |
|               | 1979          |         | Schlotheim                          | römisch-katholisch        | Kirche St. Bonifatius                   | |
|               | 1979          |         | Berlin, Ortsteil Lichtenberg        | neuapostolisch            | Kirche                                  | |
|               | 1979          | [ 235 ] | Greifswald                          | evangelisch-lutherisch    | Bugenhagenhaus mit Gottesdienstraum     | |
|               | 1979          | [ 236 ] | Magdeburg, Stadtteil Stadtfeld West | evangelisch-lutherisch    | Kirche St. Markus                       | |
|               | 23. Dez. 1979 |         | Markkleeberg                        | römisch-katholisch        | Kapelle „St. Peter und Paul“            | siehe St. Peter und Paul (Markkleeberg)                                                                    |
|               | 1979          |         | Möser                               | evangelisch-lutherisch    | Kirche                                  | 2002 durch Neubau ersetzt                                                                                  |

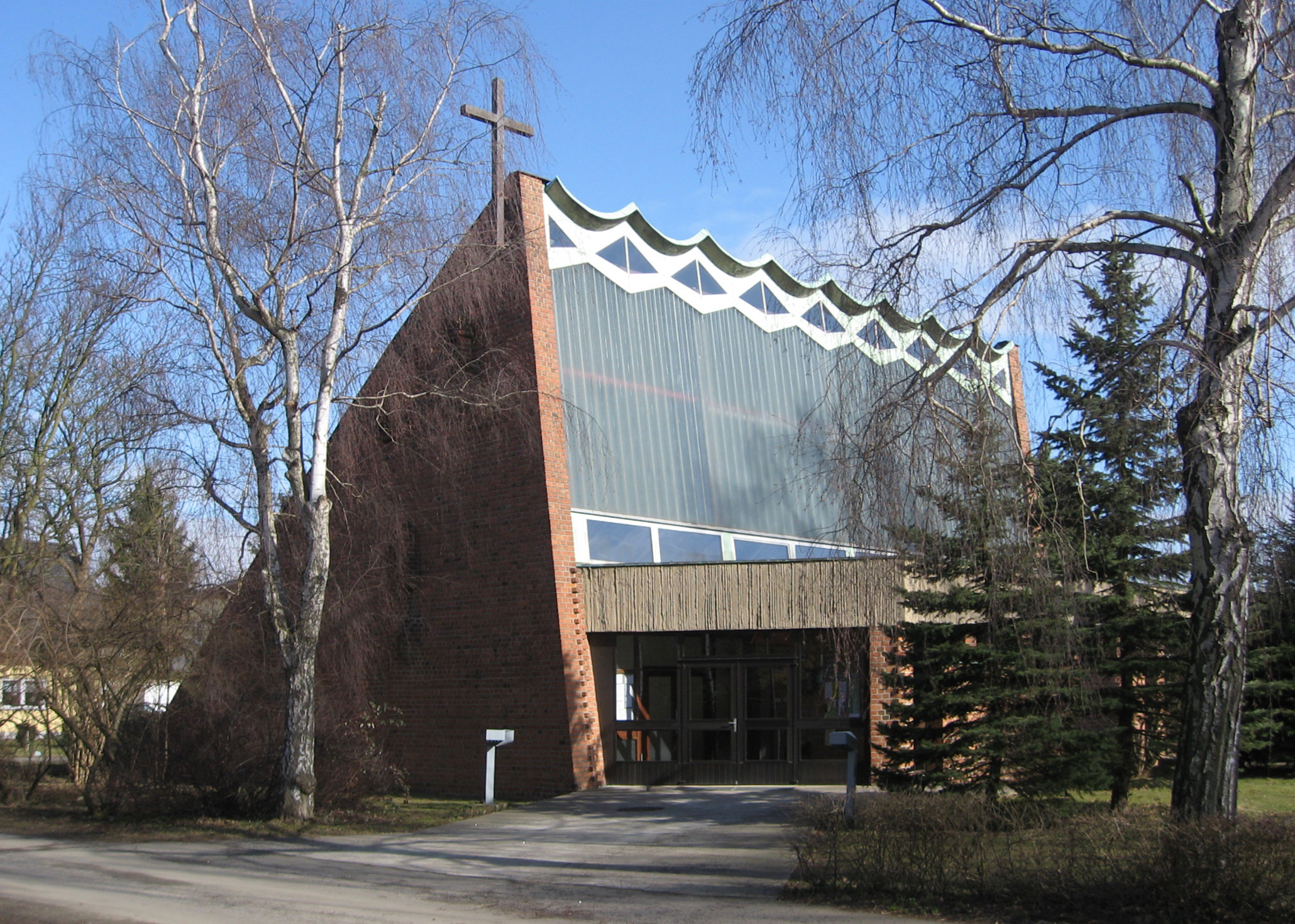
St.-Gabriel-Kirche in Leipzig-Wiederitzsch (2010)
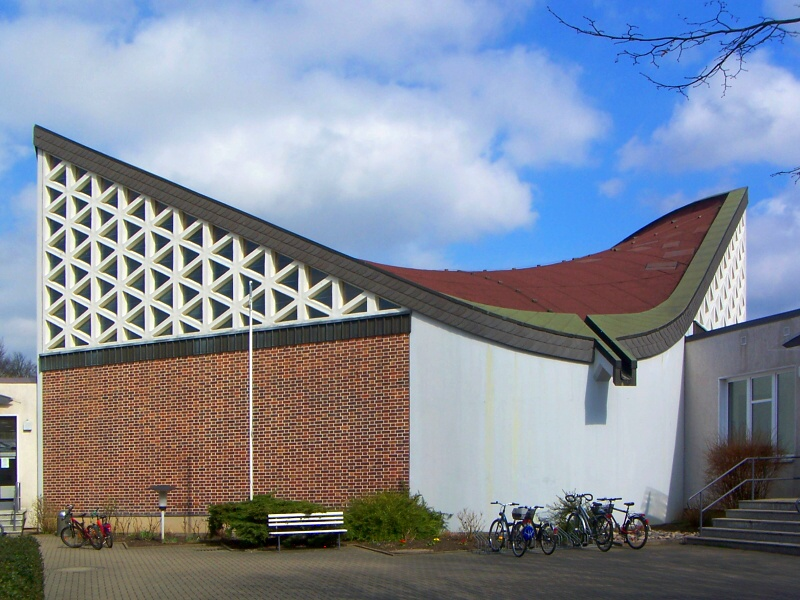
Christuskirche in Rostock (2009)
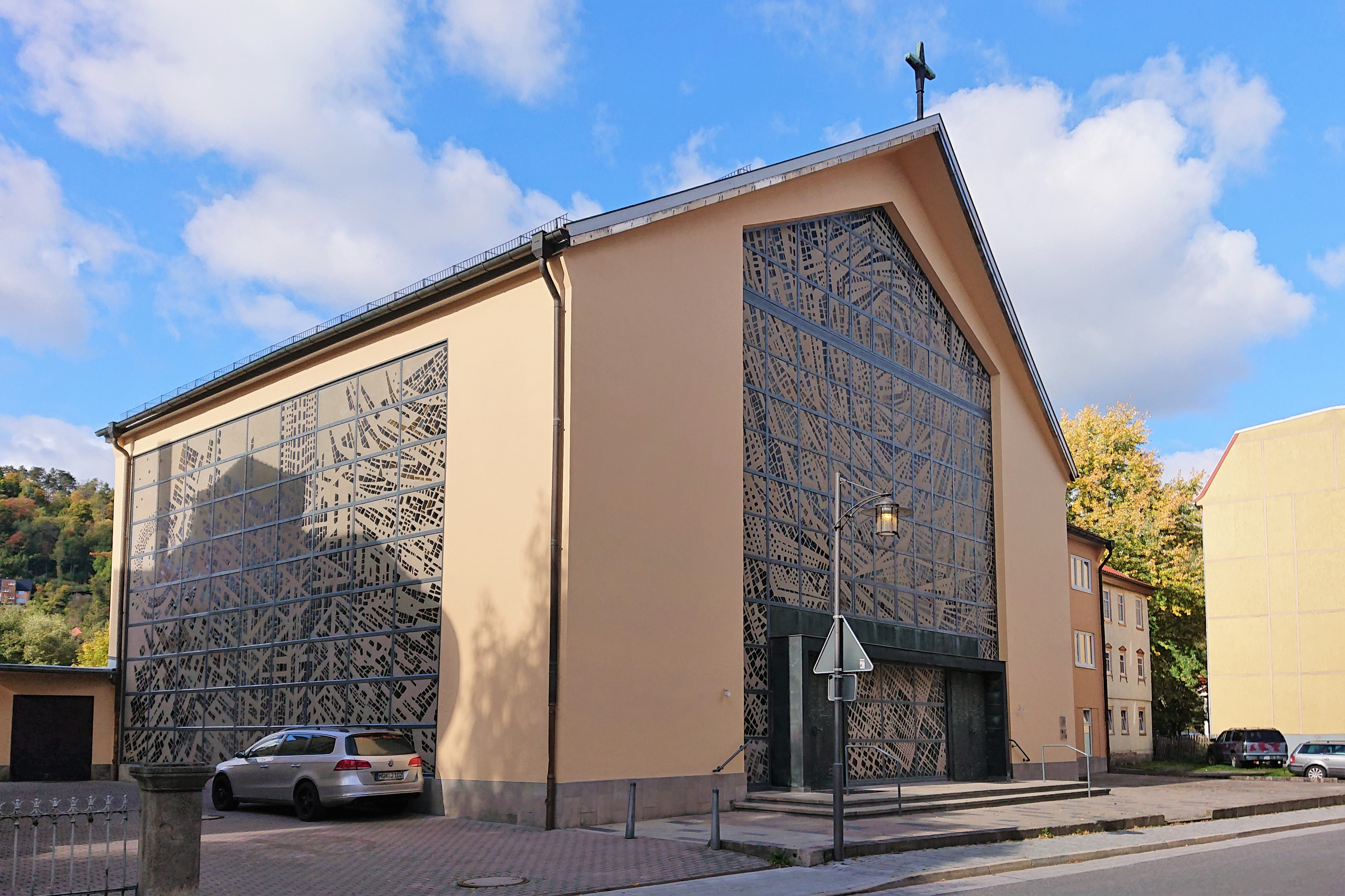
Marienkirche Unsere Liebe Frau in Meiningen (2021)
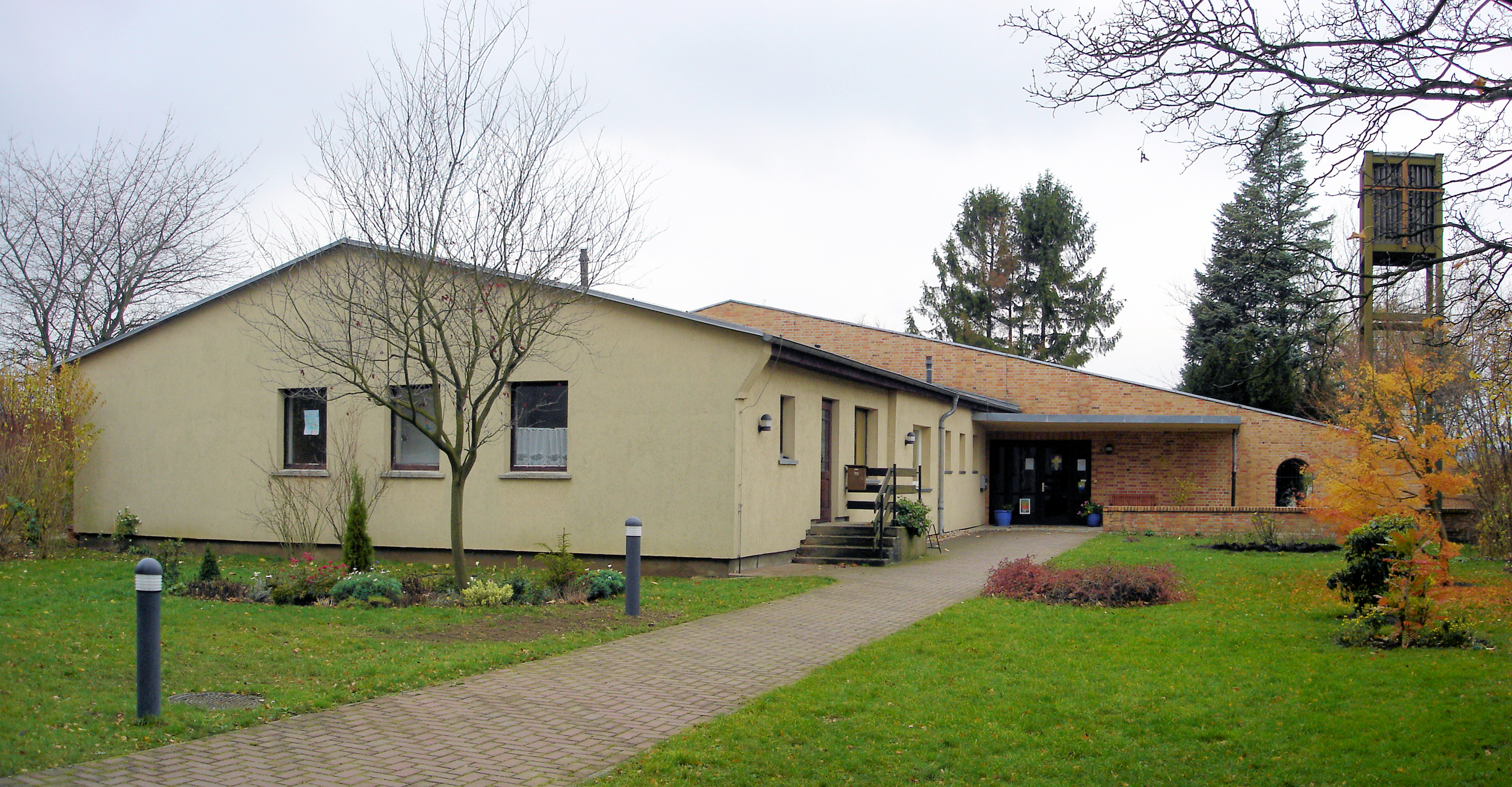
St.-Andreas-Kirche in Rostock-Reutershagen (2008)

### 1980–1989
| Baubeginn     | Einweihung    | ENW             | Ort                                    | Konfession                                        | Art, Name                                  | Bemerkungen, Bild (Wiki-Link)                                            |
| ------------- | ------------- | --------------- | -------------------------------------- | ------------------------------------------------- | ------------------------------------------ | ------------------------------------------------------------------------ |
|               | 1980          | [ 237 ]         | Hoyerswerda                            | römisch-katholisch                                | Gemeindezentrum St. Thomas Morus           |                                                                          |
|               | 1980          |                 | Neubrandenburg                         | römisch-katholisch                                | Kirche St. Josef und St. Lukas             | → Bild                                                                   |
|               | 1980          |                 | Taucha                                 | römisch-katholisch                                | Kirche St. Anna                            |                                                                          |
|               | 1980          | [ 238 ]         | Thammenhain                            | römisch-katholisch                                | Kapelle „St. Hedwig“                       |                                                                          |
| 1978          | 27. Sep. 1981 | [ 239 ]         | Dresden, Stadtteil Kleinzschachwitz    | römisch-katholisch                                | Kirche Heilige Familie                     |                                                                          |
|               | 1981          | [ 92 ]          | Eisenhüttenstadt                       | evangelisch-lutherisch                            | Friedenskirche                             |                                                                          |
|               | 1982          | [ 240 ]         | Bahnitz                                | evangelisch                                       | Dorfkirche                                 |                                                                          |
|               | 1982          | [ 241 ]         | Boxberg                                | evangelisch                                       | Gemeindehaus mit Auferstehungskapelle      |                                                                          |
|               | 1982          |                 | Dresden                                | evangelisch-lutherisch                            | Zionskirche                                |                                                                          |
|               | 1982          | [ 242 ]         | Dresden, Stadtteil Prohlis             | evangelisch-lutherisch                            | Kirche                                     |                                                                          |
|               | 1982          |                 | Glowe                                  | evangelisch-lutherisch                            | Kapelle Glowe                              |                                                                          |
|               | 1982          |                 | Leipzig                                |                                                   | Kirche der Christengemeinschaft            |                                                                          |
|               | 1982          |                 | Leipzig                                | römisch-katholisch                                | Kirche „St. Trinitatis“                    | 2018 wurde das Kirchengebäude mit Ausnahme des Turmes abgerissen. → Bild |
|               | 1982          |                 | Viernau                                | evangelisch-lutherisch                            | Gemeindezentrum „Paul-Schneider“           |                                                                          |
| 1982          | 24. Apr. 1983 | [ 181 ]         | Feldberg                               | römisch-katholisch                                | Kirche „Heilig Kreuz“                      |                                                                          |
|               | 1983          |                 | Berlin, Ortsteil Biesdorf              | römisch-katholisch                                | Kirche Maria, Königin des Friedens         |                                                                          |
|               | 1983          |                 | Blauenthal                             | evangelisch-lutherisch                            | Kirche                                     | → Bild                                                                   |
|               | 1983          | [ 244 ]         | Chemnitz, Stadtteil Hutholz            | römisch-katholisch                                | Kirche St. Franziskus                      |                                                                          |
|               | 1983          | [ 245 ]         | Dresden, Stadtteil Niedersedlitz       | evangelisch-lutherisch                            | Gemeindezentrum                            |                                                                          |
|               | 1983          |                 | Ilmenau                                | römisch-katholisch                                | Kirche St. Josef                           |                                                                          |
|               | 1983          | [ 246 ]         | Jena, Stadtteil Lobeda                 | evangelisch-lutherisch                            | Martin-Niemöller-Haus mit Kirchsaal        |                                                                          |
|               | 1983          |                 | Leipzig, Stadtteil Grünau              | evangelisch-lutherisch                            | Kirche „Paulus“                            |                                                                          |
|               | 1983          | [ 247 ]         | Schwerin, Stadtteil Großer Dreesch     | römisch-katholisch                                | Kirche „St. Andreas“                       |                                                                          |
|               | 1984          |                 | Berlin, Ortsteil Fennpfuhl             | evangelisch-lutherisch                            | Gemeindezentrum                            |                                                                          |
| 14. Mai 1982  | 9. Dez. 1984  | [ 248 ]         | Greifswald, Ortsteil Schönwalde        | evangelisch-lutherisch                            | Christuskirche                             | → Bild                                                                   |
|               | 13. Mai 1984  | [ 249 ]         | Halle, Stadtteil Ammendorf             | römisch-katholisch                                | Kirche „St. Marien“                        |                                                                          |
|               | 1984          | [ 250 ]         | Kummersdorf-Alexanderdorf              | römisch-katholisch                                | Klosterkirche                              |                                                                          |
|               | 1984          |                 | Magdeburg, Stadtteil Neustädter Feld   | römisch-katholisch                                | Kirche „St. Mechthild“                     |                                                                          |
|               | 1984          |                 | Magdeburg, Stadtteil Neustädter See    | evangelisch-lutherisch                            | Hoffnungskirche                            |                                                                          |
|               | 1984          | [ 251 ]         | Werningshausen                         | evangelisch-lutherisch                            | Marienkapelle „Unserer lieben Frau“        |                                                                          |
|               | 1985          |                 | Berlin, Ortsteil Friedrichsfelde       | römisch-katholisch                                | Kirche „Zum Guten Hirten“                  |                                                                          |
|               | 1985          | [ 107 ]         | Karl-Marx-Stadt, Stadtteil Markersdorf | evangelisch-lutherisch                            | Kirche Dietrich Bonhoeffer                 |                                                                          |
| 1983          | 24. Mai 1985  | [ 252 ]         | Dubring                                | römisch-katholisch                                | Kapelle St. Jakobus                        |                                                                          |
|               | 1985          |                 | Freiberg                               | Kirche Jesu Christi der Heiligen der Letzten Tage | Tempel                                     | → Bild                                                                   |
|               | 1985          |                 | Gera, Stadtteil Lusan                  | römisch-katholisch                                | Kirche Heiliger Maximilian Kolbe           |                                                                          |
|               | 1985          | [ 253 ]         | Gotha                                  | evangelisch-lutherisch                            | Versöhnungskirche                          |                                                                          |
|               | 1985          | [ 254 ]         | Leipzig, Stadtteil Grünau              | römisch-katholisch                                | Kirche „St. Martin“                        |                                                                          |
|               | 1985          |                 | Magdeburg, Stadtteil Reform            | römisch-katholisch                                | Kirche „St. Adalbert“                      |                                                                          |
| 1984          | 10. Feb. 1985 | [ 255 ]         | Ribnitz-Damgarten                      | römisch-katholisch                                | Kirche „Maria Hilfe der Christen“          |                                                                          |
| 1983          | 1985          | [ 256 ]         | Rostock, Stadtteil Evershagen          | römisch-katholisch                                | Kirche „St. Thomas Morus“                  |                                                                          |
| 1983          | 1985          | [ 257 ] [ 258 ] | Schwerin, Stadtteil Großer Dreesch     | evangelisch-lutherisch                            | Gemeindezentrum und Kirche „St. Petrus“    |                                                                          |
|               | 1986          | [ 259 ]         | Altlandsberg                           | römisch-katholisch                                | Kirche „St. Maria von Lourdes“             |                                                                          |
|               | 1986          |                 | Berlin, Ortsteil Biesdorf              | evangelisch-lutherisch                            | Versöhnungskirche                          |                                                                          |
|               | 1986          |                 | Engelsdorf                             | römisch-katholisch                                | Kirche „St. Gertrud“                       |                                                                          |
|               | 1986          | [ 260 ]         | Leipzig                                | Kirche Jesu Christi der Heiligen der Letzten Tage | Gemeindehaus                               |                                                                          |
| 1985          | 1986          | [ 261 ]         | Malchin                                | römisch-katholisch                                | Kirche „Maria Hilfe der Christen“          |                                                                          |
| 14. Sep. 1984 | 28. Sep. 1986 | [ 262 ]         | Olbersdorf                             | evangelisch-lutherisch                            | Kirche                                     |                                                                          |
|               | 1986          |                 | Unterköditz                            | evangelisch-lutherisch                            | Kirche im Gemeindehaus „Albert Schweitzer“ |                                                                          |
|               | 1987          |                 | Berlin, Ortsteil Marzahn               | römisch-katholisch                                | Kirche „Von der Verklärung des Herrn“      | → Bild                                                                   |
|               | 1987          |                 | Berlin, Ortsteil Hohenschönhausen      | römisch-katholisch                                | Kirche „Heilig Kreuz“                      |                                                                          |
|               | 1986          | [ 263 ]         | Eisenach                               | evangelisch-lutherisch                            | Gemeindehaus Johanneskirche                |                                                                          |
| 1985          | 1987          | [ 264 ]         | Gera, Stadtteil Bieblach               | evangelisch-lutherisch                            | Gemeindezentrum „Christophorus“            |                                                                          |
| 1986          | 1987          | [ 265 ]         | Krakow am See                          | römisch-katholisch                                | Kirche „Allerheiligen“                     |                                                                          |
|               | 1987          |                 | Schwanebeck                            | neuapostolisch                                    | Kirche                                     |                                                                          |
| 4. Mai 1984   | 26. Juni 1987 | [ 266 ]         | Borsdorf, Ortsteil Zweenfurth          |                                                   | Friedhofskapelle                           |                                                                          |
| Jan. 1986     | 29. Nov. 1988 | [ 267 ]         | Calau                                  | neuapostolisch                                    | Kirche                                     |                                                                          |
|               | 1988          |                 | Cottbus                                | neuapostolisch                                    | Kirche                                     |                                                                          |
|               | 1988          |                 | Dresden                                | Kirche Jesu Christi der Heiligen der Letzten Tage | Gemeindezentrum                            |                                                                          |
|               | 1988          |                 | Groß Lindow                            | neuapostolisch                                    | Kirche                                     |                                                                          |
| 30. Sep. 1985 | 30. Okt. 1988 | [ 268 ]         | Pirna, Stadtteil Sonnenstein           | evangelisch-lutherisch                            | Gemeindezentrum                            |                                                                          |
|               | 1988          |                 | Rostock, Stadtteil Groß Klein          | evangelisch-lutherisch                            | Gemeindezentrum „Brücke“                   |                                                                          |
|               | 1988          | [ 269 ]         | Weimar, Stadtteil Weimar-West          | evangelisch                                       | Gemeindezentrum „Paul Schneider“           |                                                                          |
|               | 1989          | [ 270 ]         | Cottbus, Ortsteil Sachsendorf          | römisch-katholisch                                | Kirche „Edith Stein“                       |                                                                          |
|               | 1989          | [ 271 ]         | Gera, Stadtteil Langenberg             | römisch-katholisch                                | Kirche „St. Jakobus“                       | profaniert 2021.                                                         |
|               | 8. Okt. 1989  | [ 273 ]         | Hoyerswerda                            | evangelisch-lutherisch                            | Martin-Luther-King-Haus                    |                                                                          |
|               | 1989          | [ 274 ]         | Lindow, Ortsteil Hindenberg            | evangelisch-lutherisch                            | Dorfkirche                                 |                                                                          |

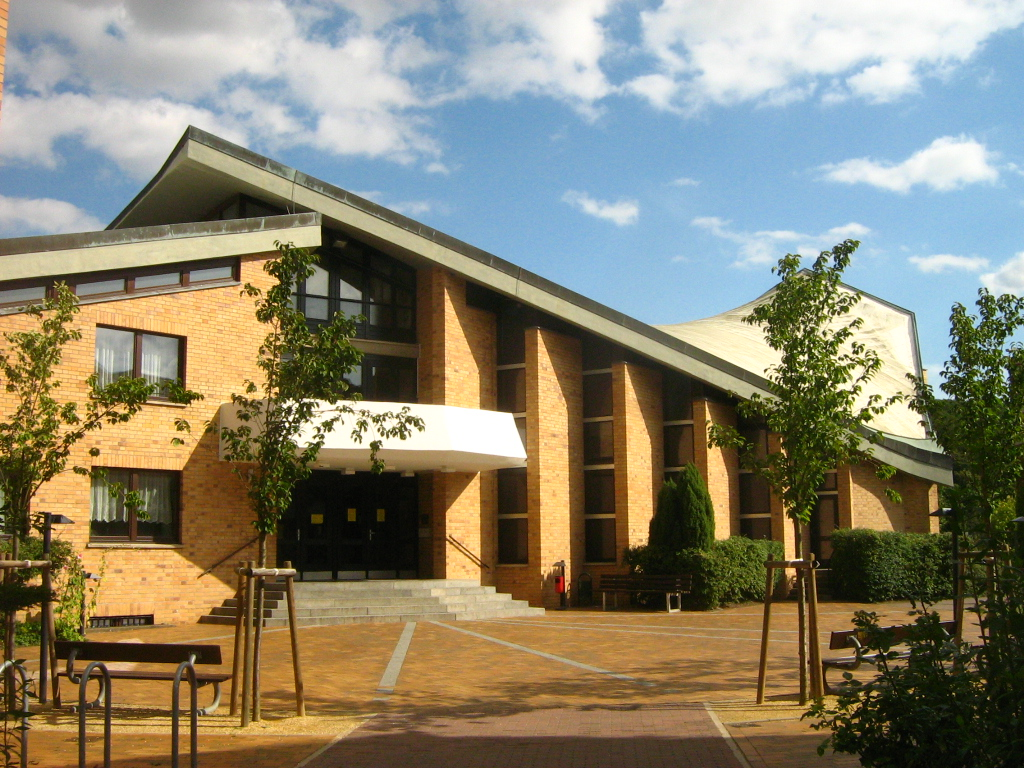
Kirche „St. Josef – St. Lukas“ in Neubrandenburg
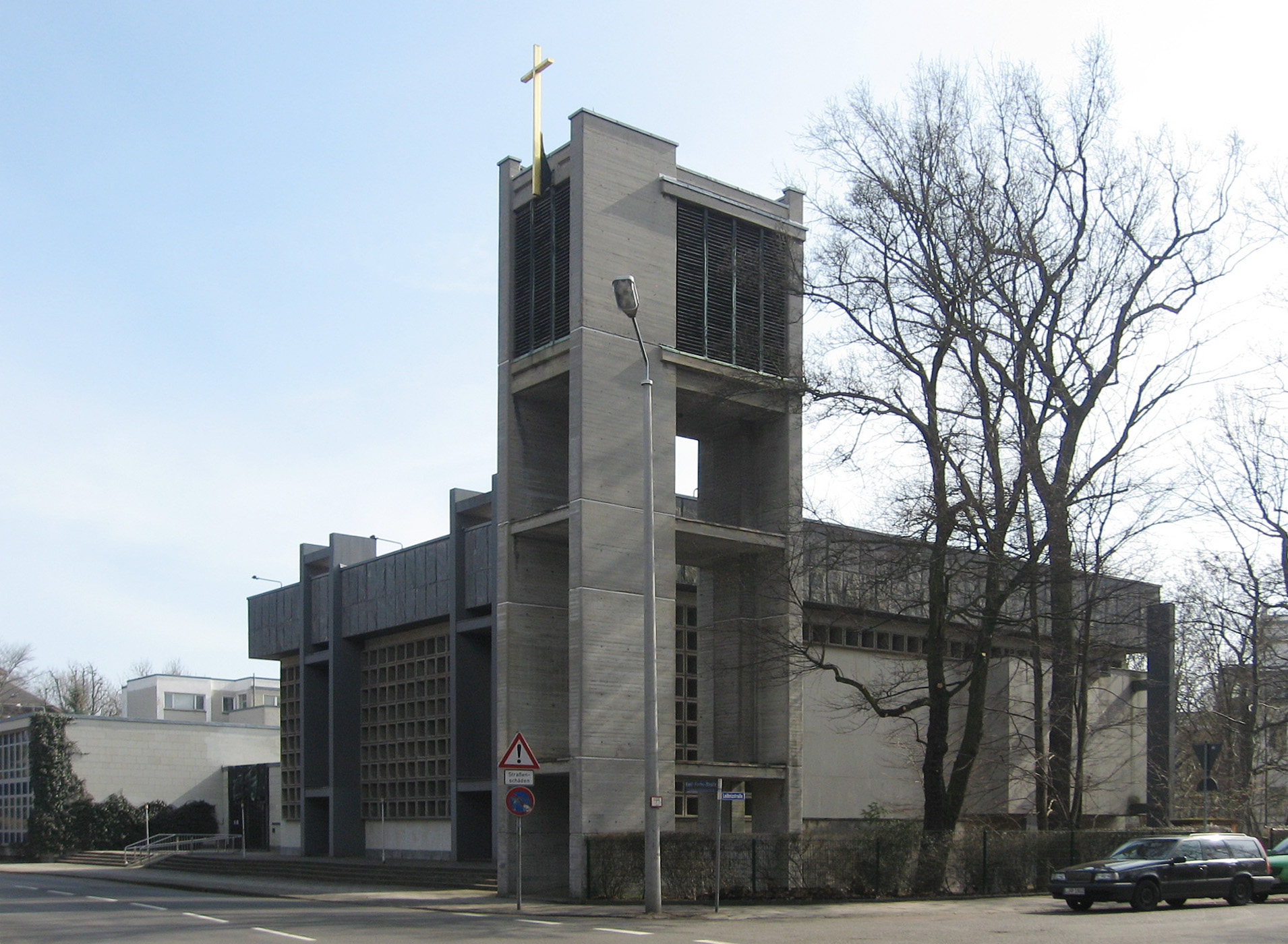
Ehemalige Trinitatiskirche in Leipzig (2010)
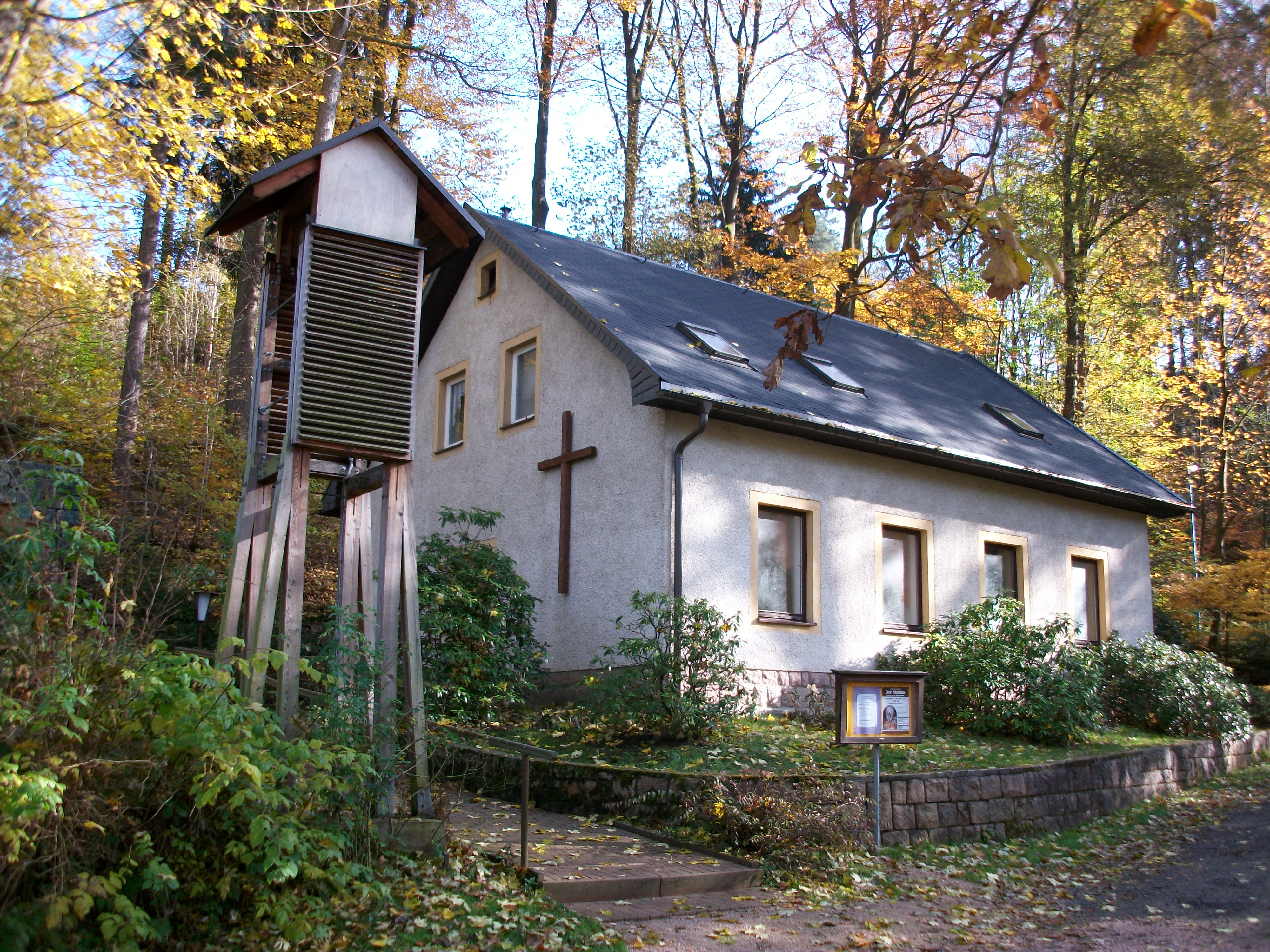
Kirche in Blauenthal (2011)
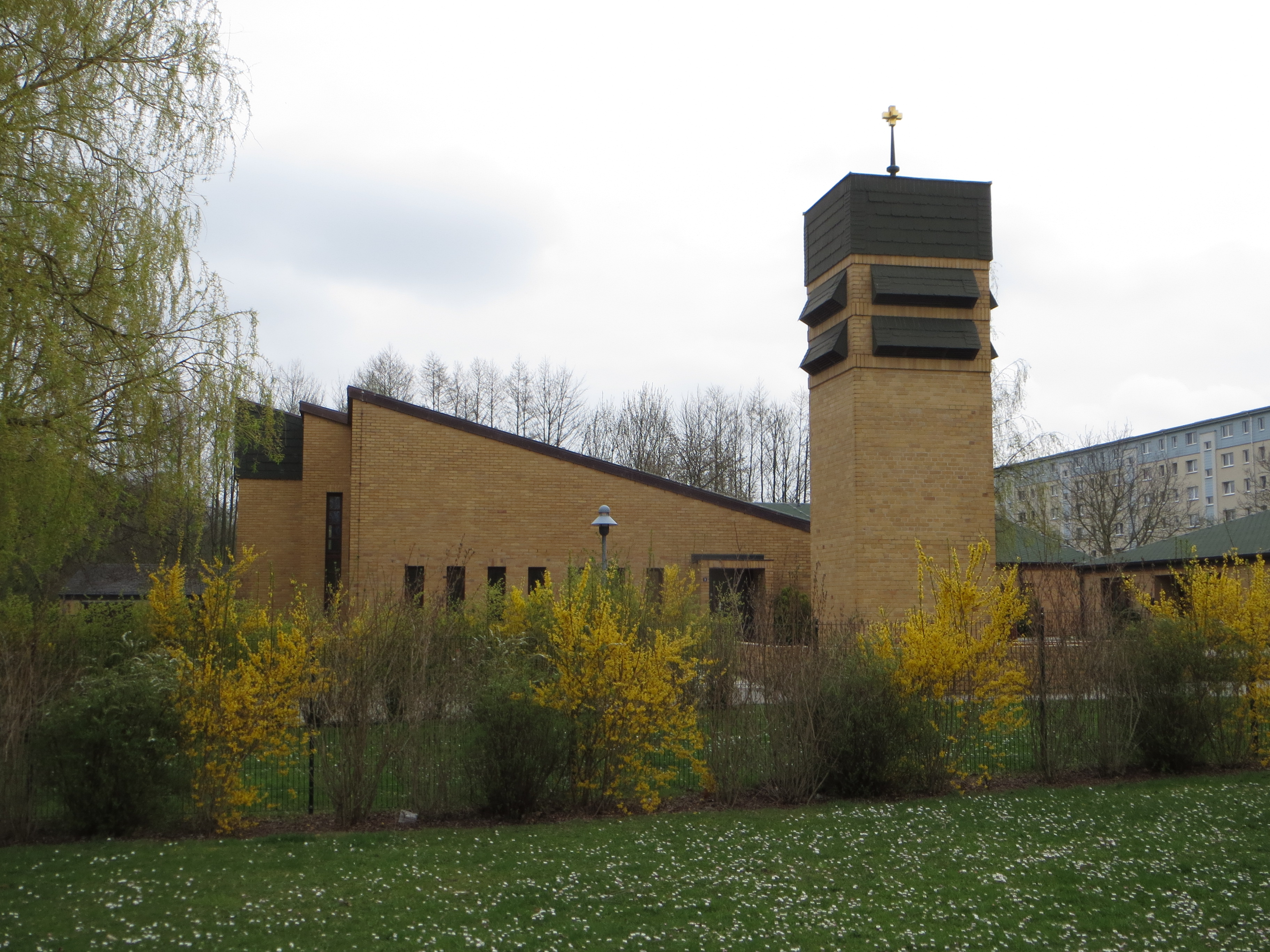
Christuskirche in Greifswald
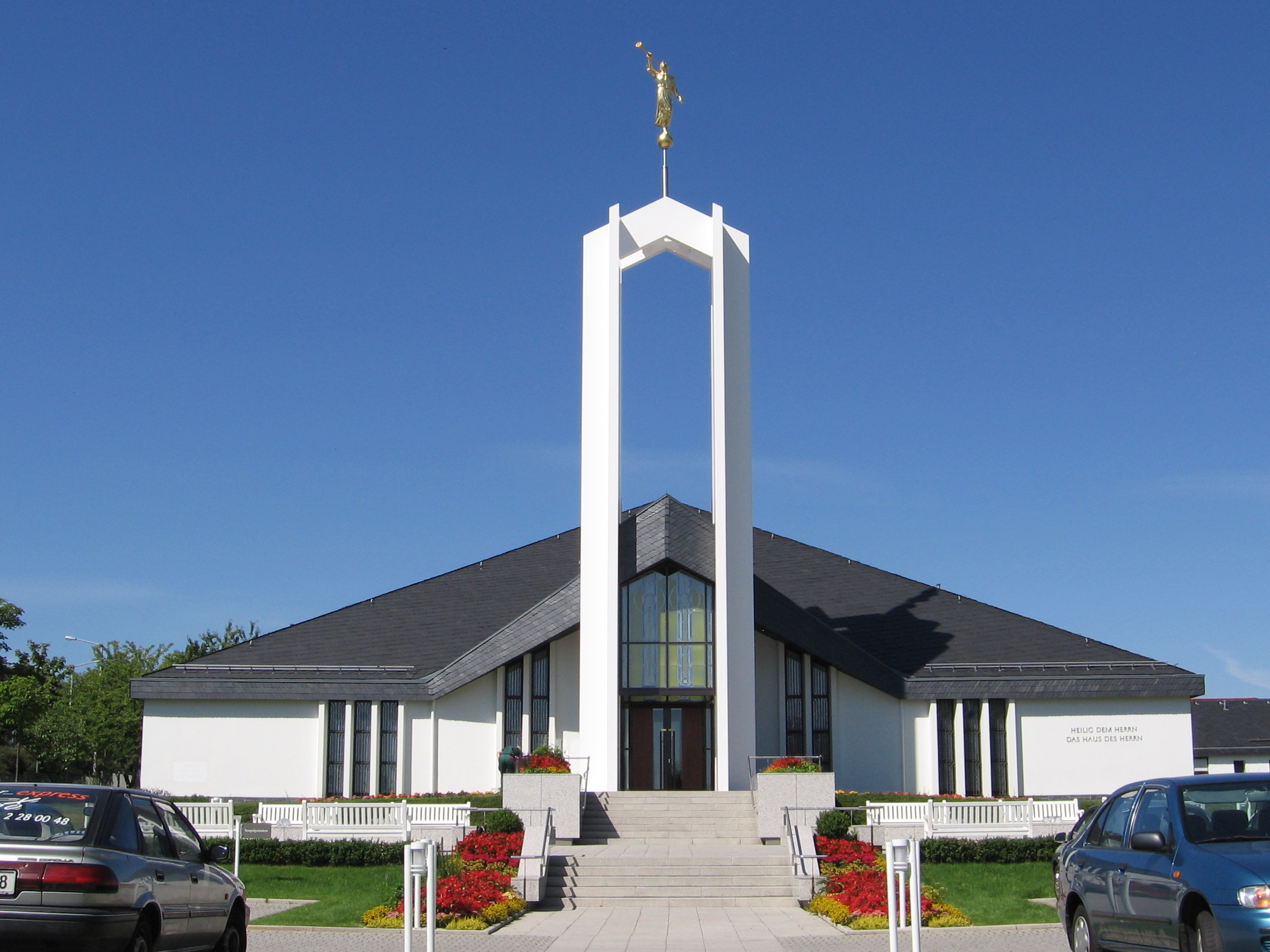
Tempel der Kirche Jesu Christi der Heiligen der Letzten Tage in Freiberg
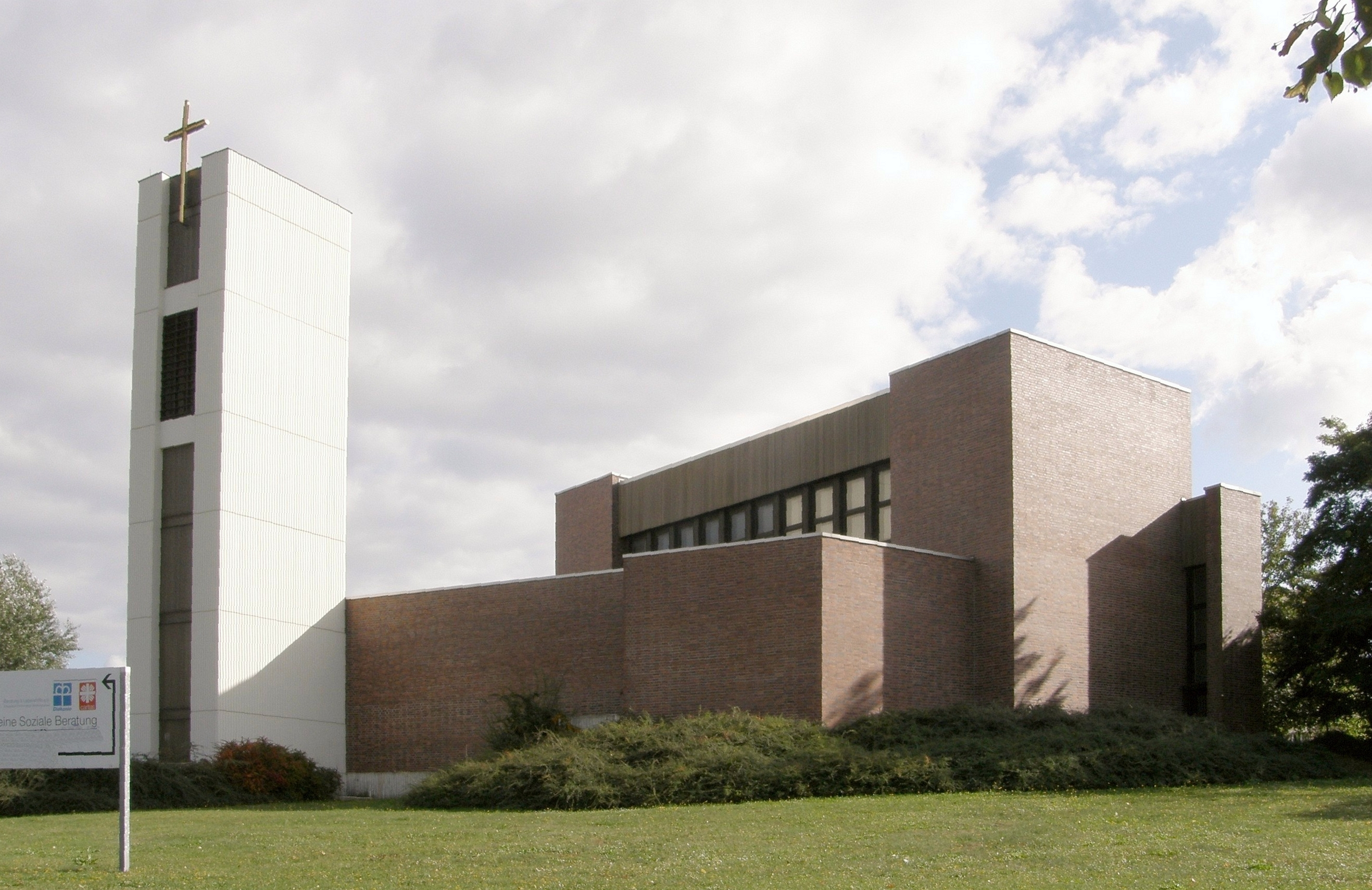
Kirche „Von der Verklärung des Herrn“ in Berlin-Marzahn

### 1990 – 1993
| Baubeginn     | Einweihung    | ENW     | Ort                                   | Konfession                | Art, Name                   | Bemerkungen, Bild (Wiki-Link) |
| ------------- | ------------- | ------- | ------------------------------------- | ------------------------- | --------------------------- | ----------------------------- |
| 1988          | 1990          | [ 275 ] | Bautzen, Stadtteil Gesundbrunnen      | evangelisch-lutherisch    | Gemeindehaus                |                               |
| Apr. 1989     | 9. Dez. 1990  | [ 276 ] | Burgtonna                             | evangelisch-lutherisch    | Christuskirche              |                               |
| 1989          | 4. Nov. 1990  | [ 277 ] | Merzdorf                              | evangelisch-lutherisch    | Gemeindezentrum             |                               |
| 20. Apr. 1987 | 27. Jan. 1990 | [ 278 ] | Potsdam                               | evangelisch               | Gemeindezentrum Sternkirche |                               |
|               | 1990          | [ 6 ]   | Schleiz                               | römisch-katholisch        | Kirche „St. Paulus“         |                               |
| 1989          | 1991          |         | Altenberg                             | evangelisch-lutherisch    | Kirche Altenberg            |                               |
| Mai 1989      | 1991          |         | Grevesmühlen                          | römisch-katholisch        | Kirche „Niels Stensen“      | → Bild                        |
| 1986          | 1991          |         | Magdeburg, Stadtteil Neu Olvenstedt   | römisch-katholisch        | Kirche St. Josef            | → Bild                        |
| 15. Sep. 1989 | 1991          | [ 279 ] | Netzschkau                            | römisch-katholisch        | Kirche „St. Joseph“         |                               |
| 1988          | 1992          | [ 280 ] | Karl-Marx-Stadt                       | evangelisch-freikirchlich | Gemeindezentrum             |                               |
| 1985          | 1992          |         | Halsbrücke                            | evangelisch-lutherisch    | Kirche St. Lorenz           |                               |
| 1987          | 1992          |         | Magdeburg, Stadtteil Leipziger Straße | neuapostolisch            | Kirche                      | → Bild                        |
| 1985          | 1992          |         | Werningshausen                        | evangelisch-lutherisch    | Kloster „St. Wigberti“      |                               |
| 1988          | 3. Okt. 1993  | [ 281 ] | Leinefelde                            | römisch-katholisch        | Kirche „St. Bonifatius“     |                               |

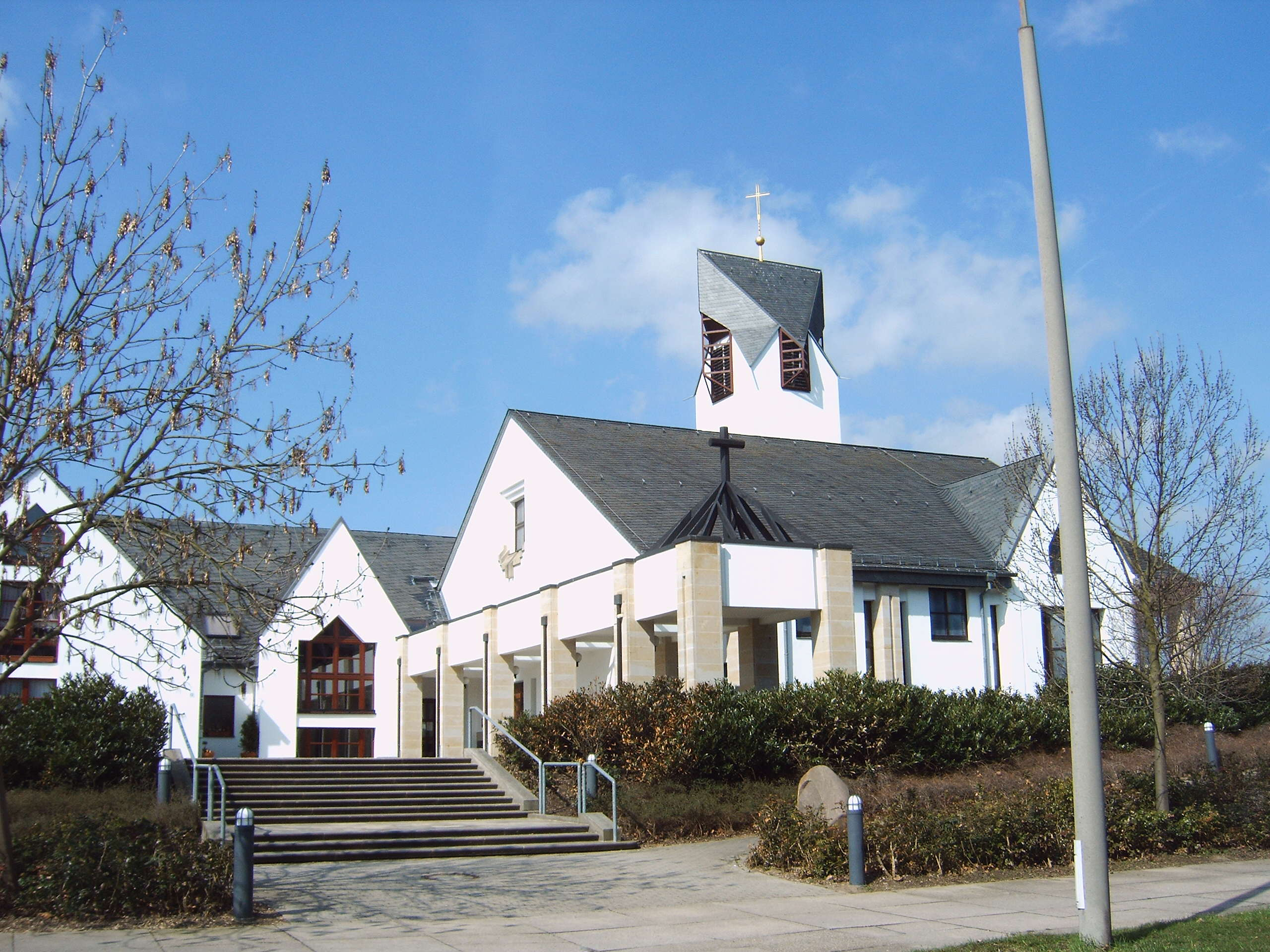
Kirche St. Josef in Magdeburg
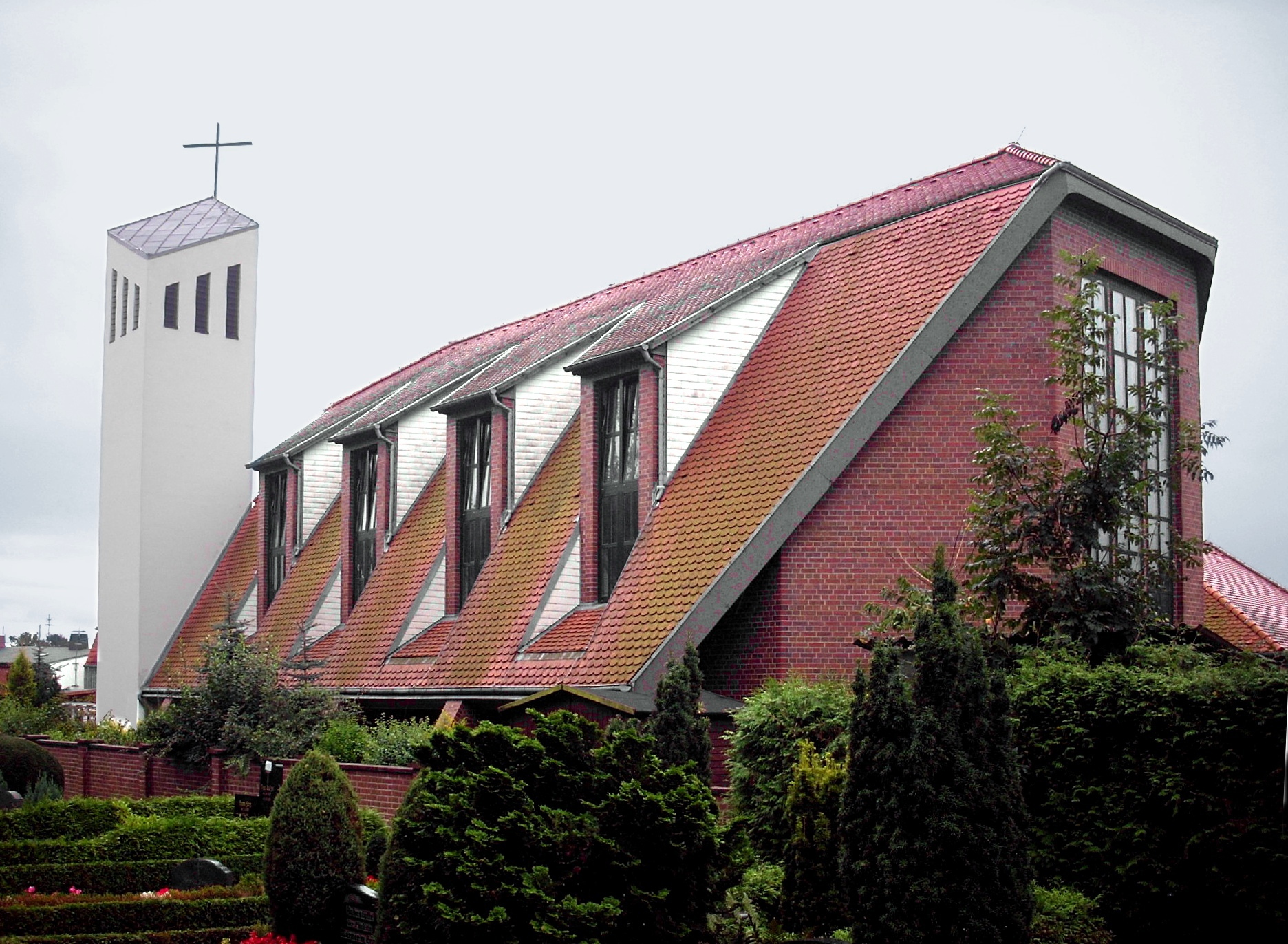
Niels-Stensen-Kirche in Grevesmühlen
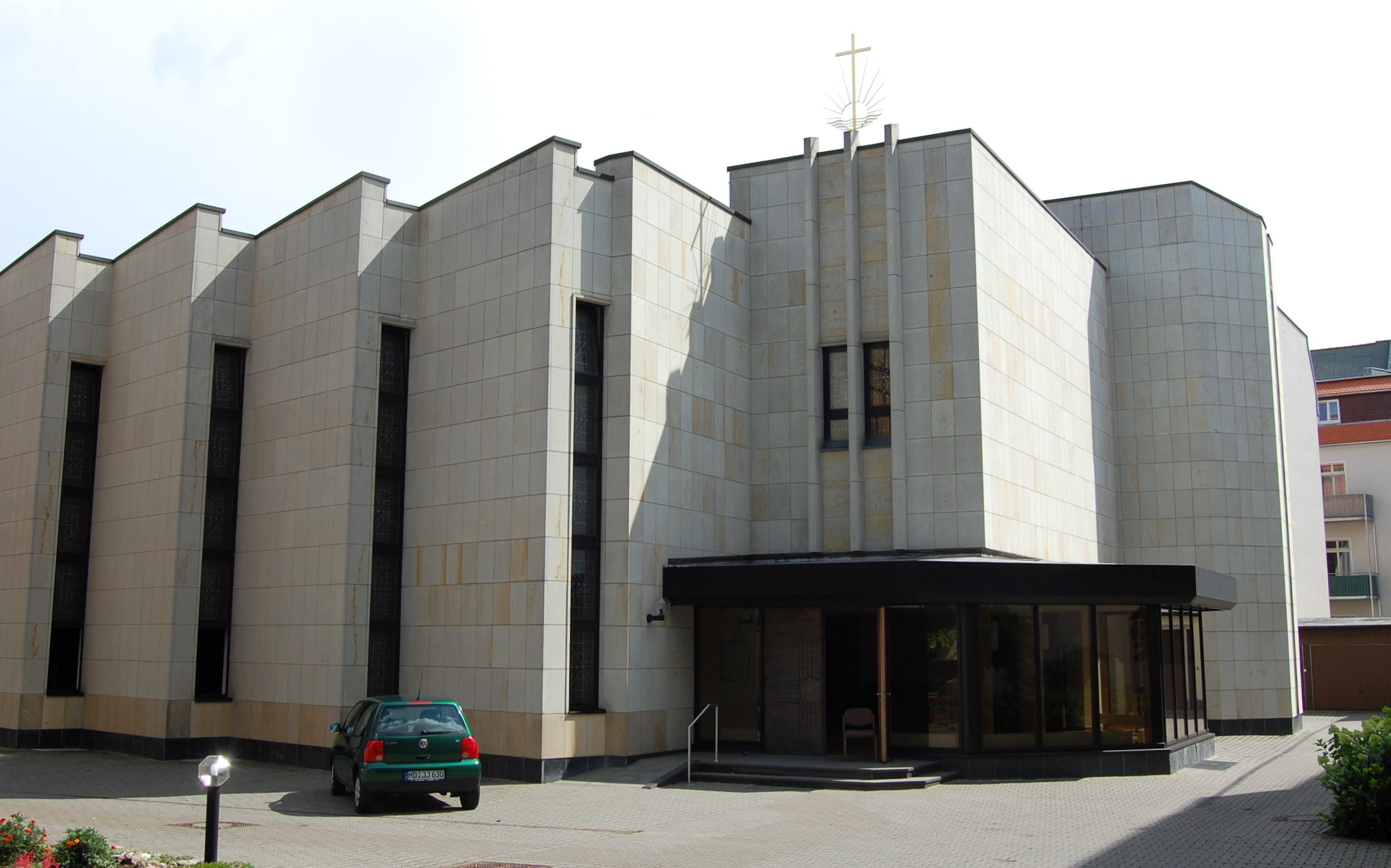
Neuapostolische Kirche in Magdeburg

### Vermutlich in DDR erbaut

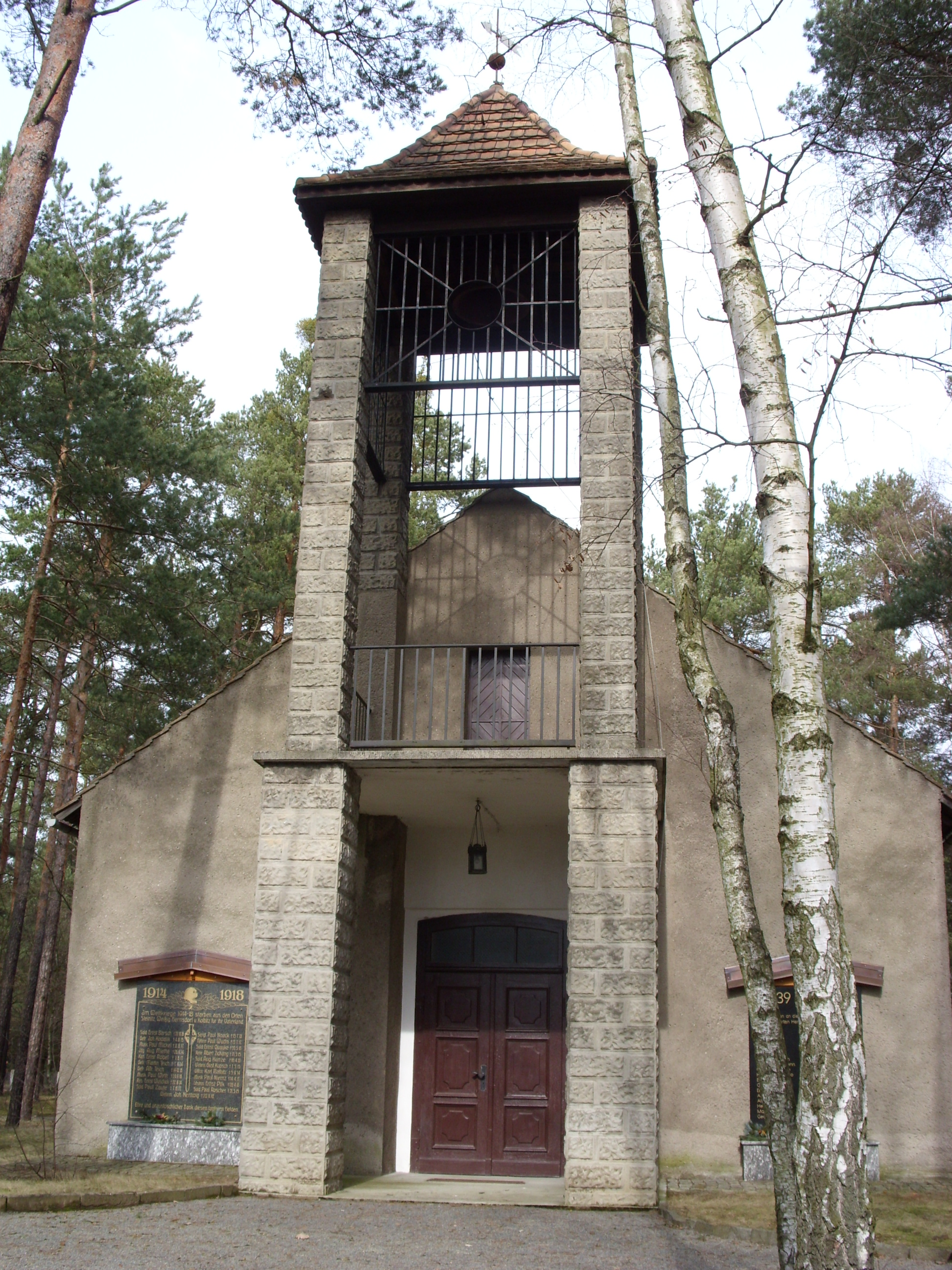
Hermsdorfer Friedhofskapelle

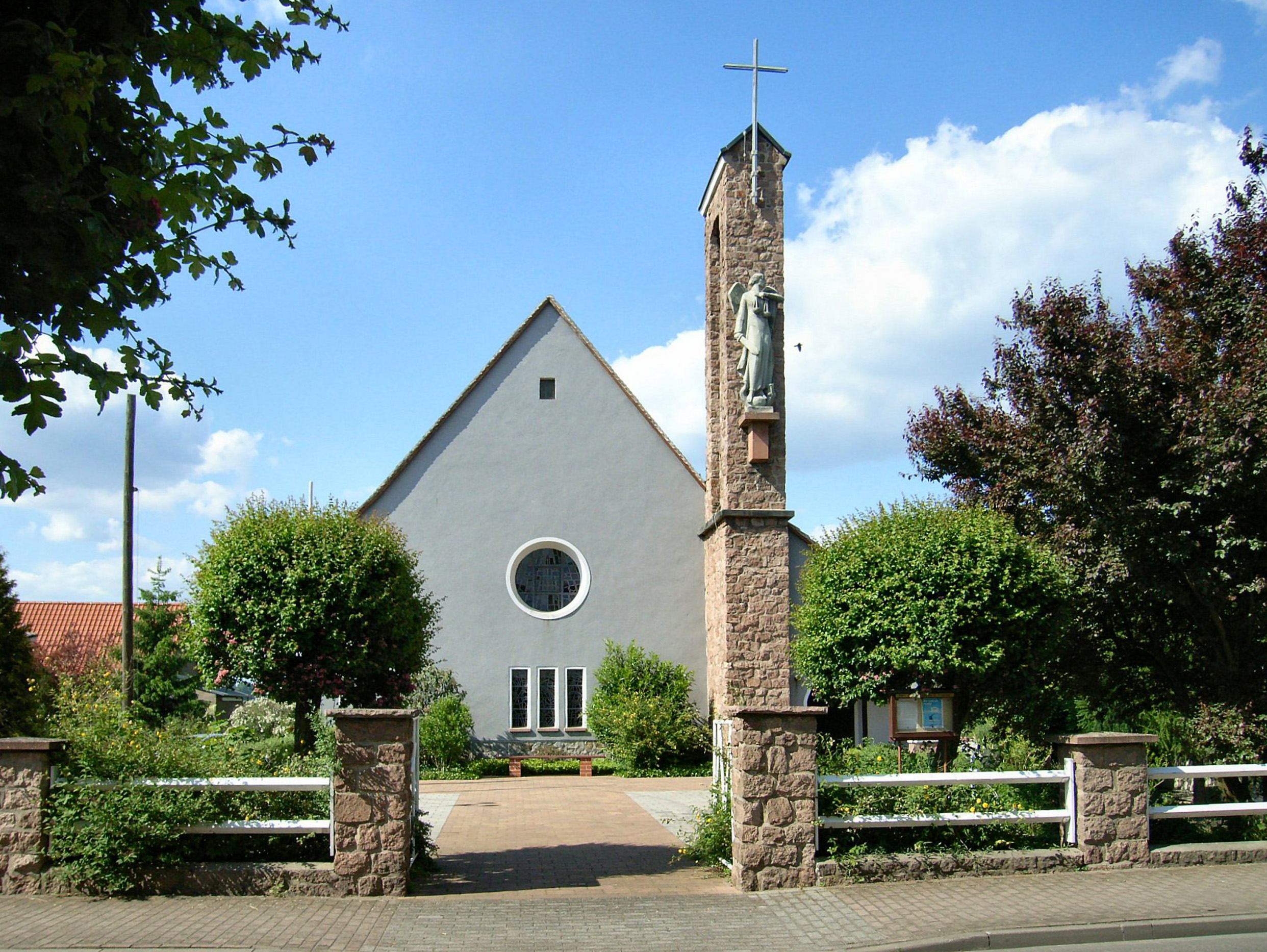
St.-Michael-Kirche in Raguhn

Vermutlich oder mit mindestens einer gewissen Wahrscheinlichkeit sind auch folgende Kirchen in der DDR erbaut worden, dafür fehlen jedoch noch Belege:
- Bestensee, römisch-katholische St.-Hedwig-Kapelle[282]
- Biederitz, römisch-katholische Hl.-Kreuz-Kirche
- Eisenhüttenstadt, Stadtteil Fürstenberg (Oder), neuapostolische Kirche
- Elster (Elbe), römisch-katholische Kapelle[283]
- Gadebusch, römisch-katholische St.-Ansgar-Kirche
- Gebesee, römisch-katholische Hl.-Familie-Kirche
- Gnoien, römisch-katholische St.-Ansgar-Kirche[284]
- Gräfentonna, römisch-katholische Kapelle
- Hermsdorf, kommunale Friedhofskapelle (1961–63 erbaut, 1979 Turm ergänzt?)
- Holthusen, evangelisch-lutherische Kapelle
- Koten, römisch-katholische Kapelle[285]
- Kubschütz, evangelisch-lutherische Kreuzkapelle (1969/70 erbaut?)
- Obermaßfeld, römisch-katholische St.-Marien-Kirche (Baujahr völlig unbekannt)
- Prenzlau, neuapostolische Kirche[286]
- Röhrsdorf, evangelisch-lutherische Kapelle (1960?)
- Roßla, römisch-katholischer Gemeinderaum (Kapelle?)[287]
- Schleusingen, römisch-katholische St.-Marien-Kirche
- Schwarzenberg, evangelisch-lutherische Martin-Luther-Kapelle (1950er Jahre?)
- Sollstedt, römisch-katholisches Gemeindehaus mit Kapelle[288]
- Steinbach-Hallenberg, römisch-katholische Kapelle
- Treuen, römisch-katholische St.-Josef-Kapelle
- Waltershausen, römisch-katholische Kirche Unsere Liebe Frau (erbaut im 20. Jhdt., von 1945 bis 1960 wurde in der ev. Kirche auch katholischer Gottesdienst gefeiert)
- Wernshausen, römisch-katholische St.-Michael-Kirche[289]
- Zilly, römisch-katholische Kapelle

## Baujahr unbekannt
Hier sind in der SBZ oder DDR eingeweihte Sakralbauten alphabetisch nach Orten gelistet, deren genaues Baujahr noch nicht recherchiert wurde; Belege fehlen tw. auch noch.
- Altbuchhorst, Kapelle des römisch-katholischen Christian-Schreiber-Hauses (im Zeitraum 1965–72)[290]
- Bad Liebenstein, römisch-katholische Kapelle[291]
- Boizenburg-Bahnhof, evangelisch-lutherische Kapelle
- Carpin, evangelisch-lutherische Kapelle (1950er Jahre)[292]
- Dähre, römisch-katholische Kirche „St. Antonius von Padua“ (1950er Jahre)
- Eisenach, evangelisch-lutherisches Werner-Sylten-Haus (Gemeindehaus mit Kirchsaal, 1970er Jahre)[293][294]
- Eisenhüttenstadt, Stadtteil Schönfließ (Friedensstraße), römisch-katholische Barackenkirche (Ersatz für Kirche in der Diehloer Straße, sie wurde nach 1990 abgerissen und 1994 durch einen Neubau ersetzt.)[93]
- Eschenrode, römisch-katholische Kapelle
- Graal-Müritz, römisch-katholische St.-Ursula-Kirche (Vorgängerkirche)
- Häsen (heute Ortsteil von Löwenberger Land), evangelisch-lutherische Kapelle (1945–1955 geweiht, Herbst 2013 entwidmet)[295]
- Neukieritzsch, evangelisch-lutherisches Kirchenzentrum (bis 1998 genutzt)[296]
- Plaue, römisch-katholische Hauskapelle des Altenheimes Genthiner Straße 7 (1948 oder später)[62]
- Rangsdorf, römisch-katholische Kapelle oder Kirche Albertus Magnus
- Roggentin, evangelisch-lutherische Kapelle Roggentin (1960er Jahre)[297]
- Saßnitz, römisch-katholische Kapelle „St. Birgitta“ (um 1970)
- Sperenberg, römisch-katholische Kirche[298]
- Thum, evangelisch-methodistische Friedenskirche (1950er Jahre)
- Tribsees, römisch-katholische Kapelle St. Josef